# Transport en commun de Rumilly
Vous lisez un « bon article » labellisé en 2023.
J’ybus est une marque déposée par la communauté de communes Rumilly Terre de Savoie, qui désigne sous ce nom le réseau de transport en commun de Rumilly et de ses environs. Mis en service le 14 septembre 2019, celui-ci se compose initialement de trois lignes urbaines à raison d’une structurante, d’une secondaire et d’une assurée en transport à la demande (TAD). Depuis le 2 janvier 2023, deux lignes périurbaines sont venues pour compléter le réseau et le connecter au réseau Sibra d’Annecy, préfecture du département située à une quinzaine de kilomètres à l'est.
Son exploitation est assurée par la Société intercommunale des bus de la région annécienne (SIBRA), société publique locale dont la communauté de communes est actionnaire, dans le cadre d’une obligation de service public de quatre ans depuis le 1er septembre 2019. Deux transporteurs locaux, Albanais Voyages et les Voyages Grillet, assurent l’exploitation d’une partie des lignes avec des contrats de sous-traitance. Le parc de véhicules se compose, à l’été 2023, de cinq minibus sur les lignes urbaines et de quatre autocars sur les lignes périurbaines, ainsi que de deux véhicules légers pour le transport à la demande et les besoins d’exploitation.
Il est complété par un service de location de vélos, commercialisé sous la marque J’yvélo, qui propose des VAE en location courte et moyenne durée depuis une agence multi-services située dans le bâtiment de la gare de Rumilly.
Le réseau J’ybus ne doit pas être confondu avec le réseau R’bus, un service de navettes proposé par la ville de Rumilly en collaboration avec le transporteur Savoies Tourisme, qui a existé de 1996 à avril 2009, date à laquelle il est supprimé en raison de sa faible fréquentation.

## Histoire

### 1996-2009: l’expérienceR’bus

Logo du réseau R’bus.

En 1996, la ville de Rumilly met en place un petit réseau de transport en commun afin de répondre à une demande des personnes âgées de la commune, qui ne disposent pas de moyen de transport, et de faciliter les déplacements sur son territoire. Le service, ouvert à tous, est baptisé R’Bus, et son exploitation est confiée au transporteur local Savoies Tourisme par le biais d’une convention,.

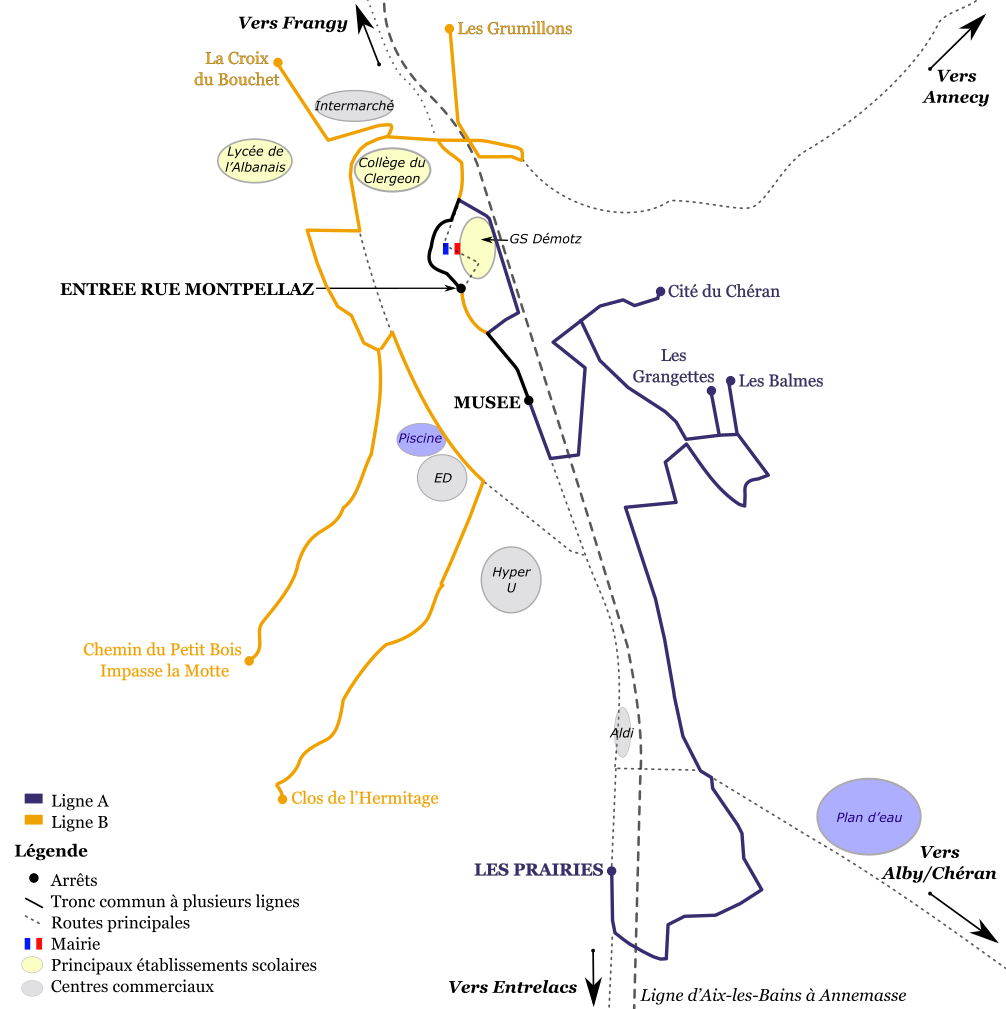
Schéma des lignes du réseau R’bus de son lancement au printemps 2006.

Deux lignes sont alors proposées, avec des fiches horaires et des tracés relativement complexes :
- la ligne A, qui part du lieu-dit Les Prairies au sud de Rumilly et assure une desserte très fine des quartiers situés au sud et à l’est du territoire, avant de revenir vers le centre-ville par l’usine Nestlé et le groupe scolaire Demotz de la Salle ;
- la ligne B qui, depuis le Clos de l’Hermitage situé sur la route de Massingy, dessert de nombreux arrêts sur cette route, puis sur la route de Cessens, avant de desservir tour à tour la cité du Bouchet, le quartier des Cimes, les Grumillons et enfin Beauregard avant de traverser le centre-ville.

Les arrêts du centre-ville sont communs aux deux parcours, même s’ils ne sont pas desservis dans le même sens. On retrouve ainsi le cercle des retraités, l’hôtel de ville, la place d’Armes (remplacée par la place de Stalingrad, qui lui est adjacente, sur certaines courses) et l’entrée de la rue Montpelaz.
En 2004, le conseil municipal se rend compte de la baisse de la fréquentation du service, qui transporte 1 943 personnes en 2002, 1 598 en 2003, et seulement 1 148 entre le 1er janvier et le 17 novembre 2004. De plus, la clientèle est presque exclusivement composée de retraités. Le constat est également fait que les circuits ne correspondent pas à l’attente des usagers, que la tarification n’est pas attractive, et surtout que les véhicules sont inadaptés pour l’accueil des personnes à mobilité réduite.

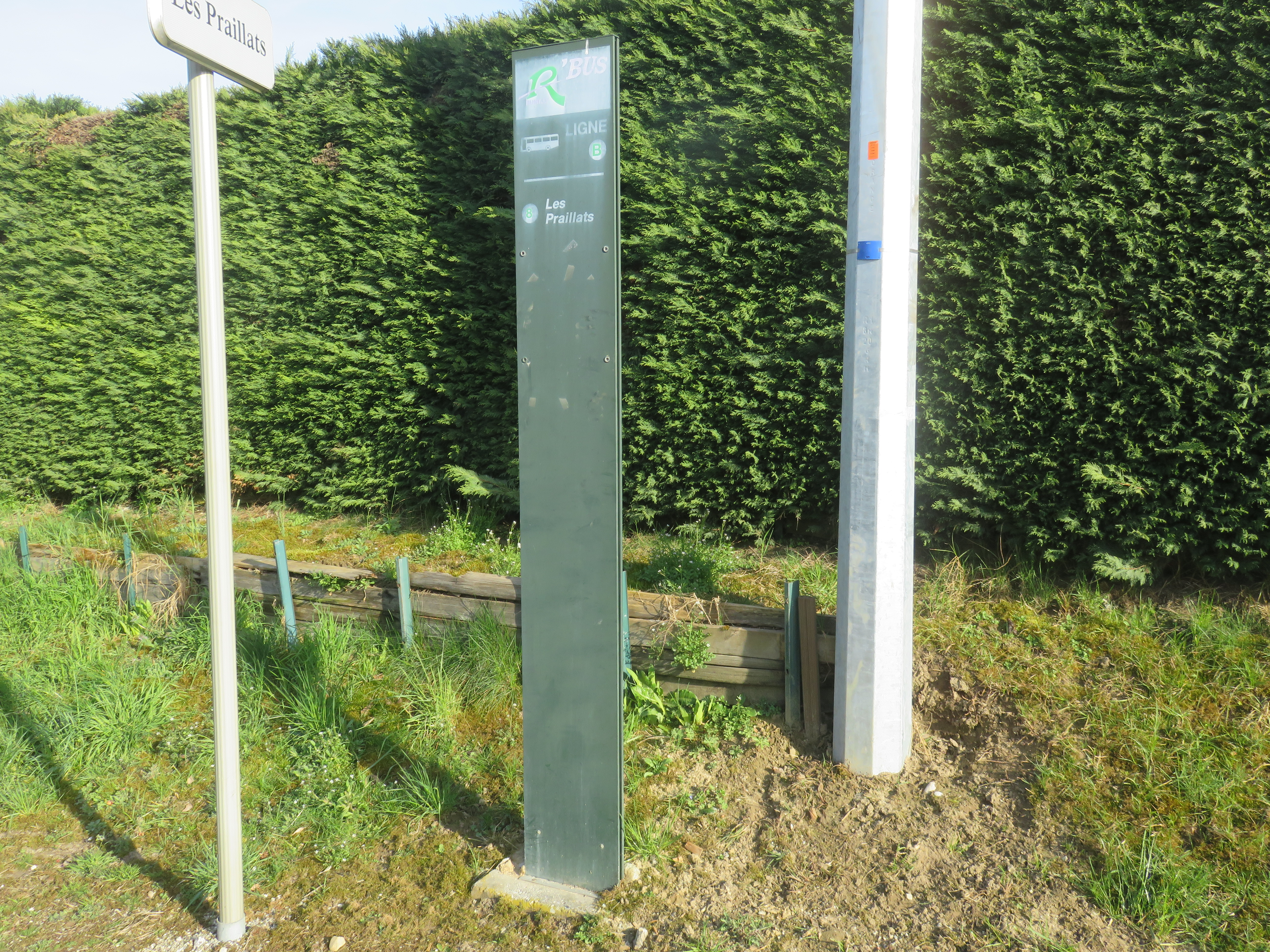
Les arrêts d’origine du réseau sont remplacés entre 2005 et 2006. Celui-là, dont la desserte a été supprimée en 2006, est toujours visible en 2021.

 Il est alors décidé de signer un avenant à la convention d’exploitation afin d’améliorer le service. La grille tarifaire est entièrement revue, notamment le ticket aller-retour qui passe de 1,60 € à 0,8 €, et le transporteur s’engage entre autres à affecter au service des véhicules adaptés aux personnes à mobilité réduite. Il est également décidé de renouveler les poteaux d’arrêts, en collaboration avec la communauté de communes du canton de Rumilly (C3R) qui mène à cette époque un projet de renouvellement de la signalétique de ses arrêts scolaires, afin de rendre le service plus lisible.
L’offre est révisée au 1er mai 2005, avec la modification des horaires, mais également par la création d’un service le vendredi pour assurer la desserte des centres commerciaux, avec un service à l’aller qui passe par le centre-ville et les grandes surfaces, et deux services au retour dont le premier passe par les commerces et le centre-ville tandis que le second part directement du centre-ville,.

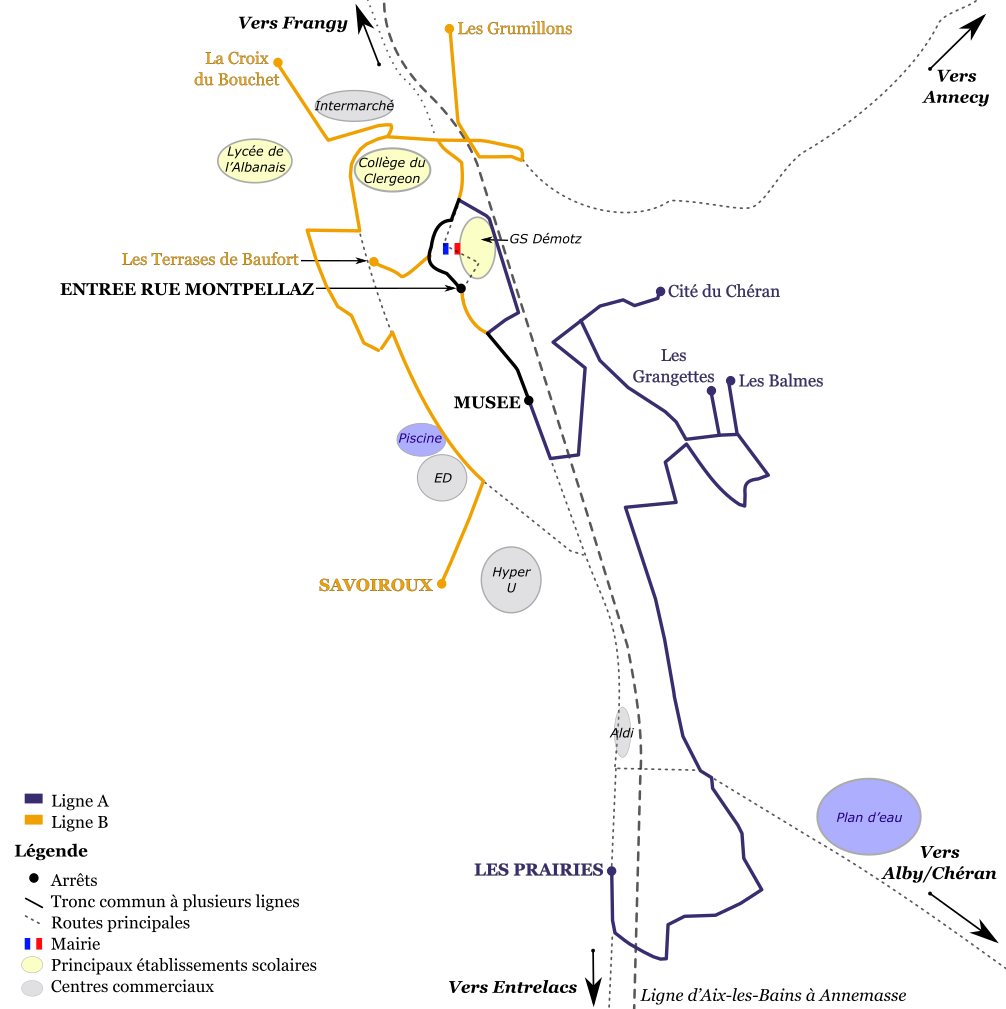
Schéma des lignes du réseau R’bus à partir du printemps 2006.

Au printemps 2006, une nouvelle amélioration de l’offre est mise en place avec la desserte, le mercredi après-midi, du plan d’eau et de la piscine municipale,. Cette desserte est étendue, en période estivale, aux mardis et vendredis après-midis,. En revanche, le parcours de la ligne B est profondément modifié, avec la suppression totale de la desserte des arrêts situés sur la route de Cessens et de ceux situés au-delà de l’arrêt Savoiroux sur la Route de Massingy,. À l’inverse, deux arrêts, La Curdy et Les Terrasses de Baufort, sont créés afin de desservir les maisons de retraite situées à proximité,. Cette même année, l’extension du service au-delà du territoire rumilien est évoquée en conseil municipal,.
Lors du conseil municipal du 20 juillet 2007, une commission du Conseil Municipal des Jeunes (CMJ) expose les résultats d’une enquête dédiée à améliorer le service de transport en commun. Celle-ci comporte quelques remarques sur la communication, mais surtout sur l’aménagement des arrêts, le gonflement du nombre de départs, ainsi que sur le fait que les véhicules sont inadaptés pour l’accueil des utilisateurs de fauteuils roulants (UFR),.
En 2008, le programme du maire sortant Pierre Béchet, alors candidat à sa réélection, propose de développer R’Bus afin d’en faire un véritable réseau de transports collectifs. Toutefois, malgré sa victoire, il est confronté à la hausse du coût du service dans le budget communal, alors que la fréquentation reste relativement faible. Le réseau connaît donc sa dernière évolution avec la parution de la fiche horaire valable du 1er octobre 2008 au 30 avril 2009, avec la suppression de l’arrêt du musée, fermé pour travaux, au profit d’un nouveau dans la rue de Verdun, où a été transféré le cercle des retraités. L’échéance de cette fiche horaire est également synonyme de la disparition du réseau, le service n’étant pas reconduit au-delà.

### 2009-2010: des solutions pour remplacer R’bus?

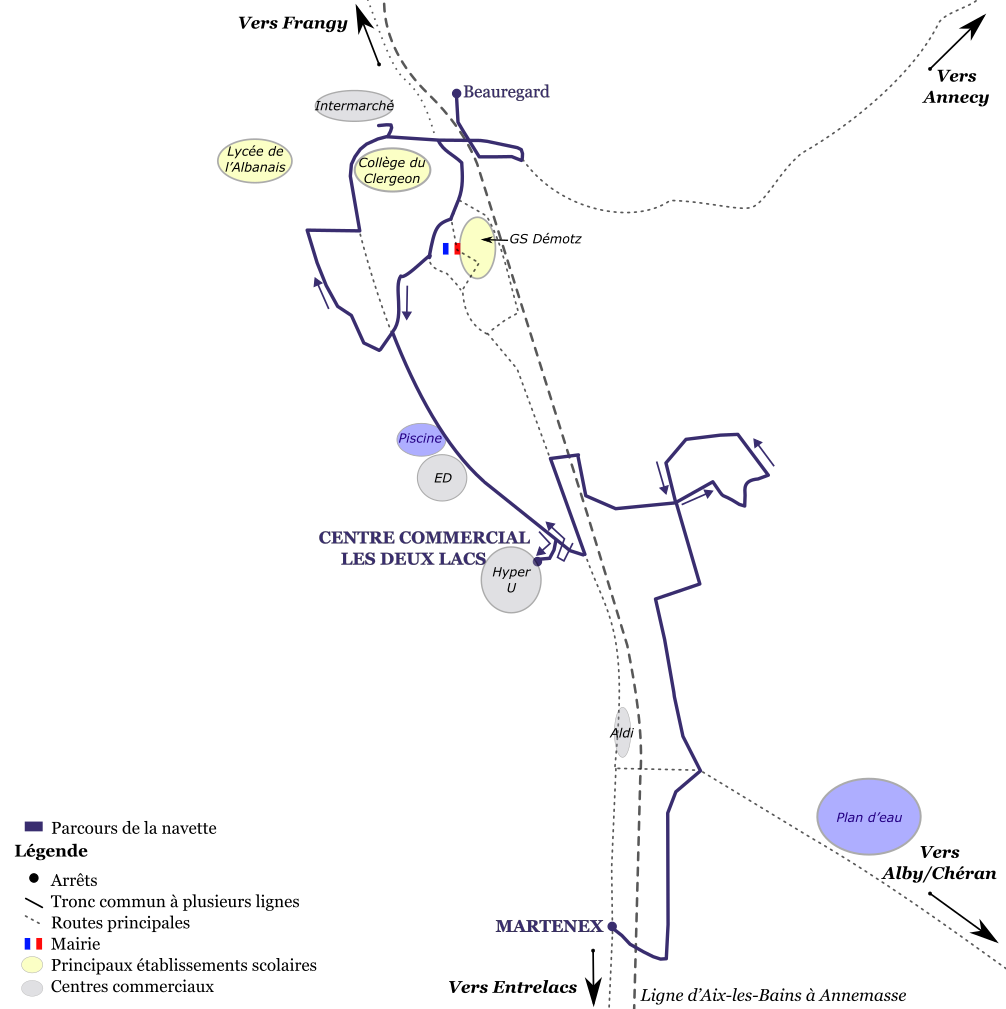
Schéma de la navette mise en place pour les personnes âgées à partir de 2010.

R’bus est remplacé par un service de transport à la demande (TAD), dont l’exploitation est assurée avec un Mercedes-Benz Sprinter par Savoies Tourisme, qui a entretemps été racheté par le groupe Veolia Transport. Ce nouveau modèle de transport ne fonctionne toutefois pas mieux et, en février 2010, il est arrêté et remplacé par une navette dédiée aux seules personnes âgées. Celle-ci est assurée avec le minibus communal, conduit par un conducteur du CCAS, et ne propose qu’un seul aller-retour les jeudis matins, jour de marché. Son parcours suit un tracé en forme de 9 au départ de Martenex, et passe successivement par les quartiers de la Fuly et des Prés Riants, Hyper U, la salle des Fêtes, la plaine du Bouchet, Intermarché, Beauregard, le Pont Neuf, la Mairie (où se déroule le marché hebdomadaire), avant de revenir vers la Curdy et le centre commercial Les Deux Lacs.
Le transport des personnes âgées est par la suite confié à l’association ADCR, spécialisée dans l’aide à domicile.

### À partir de 2011: réflexion sur une nouvelle offre de mobilité intercommunale

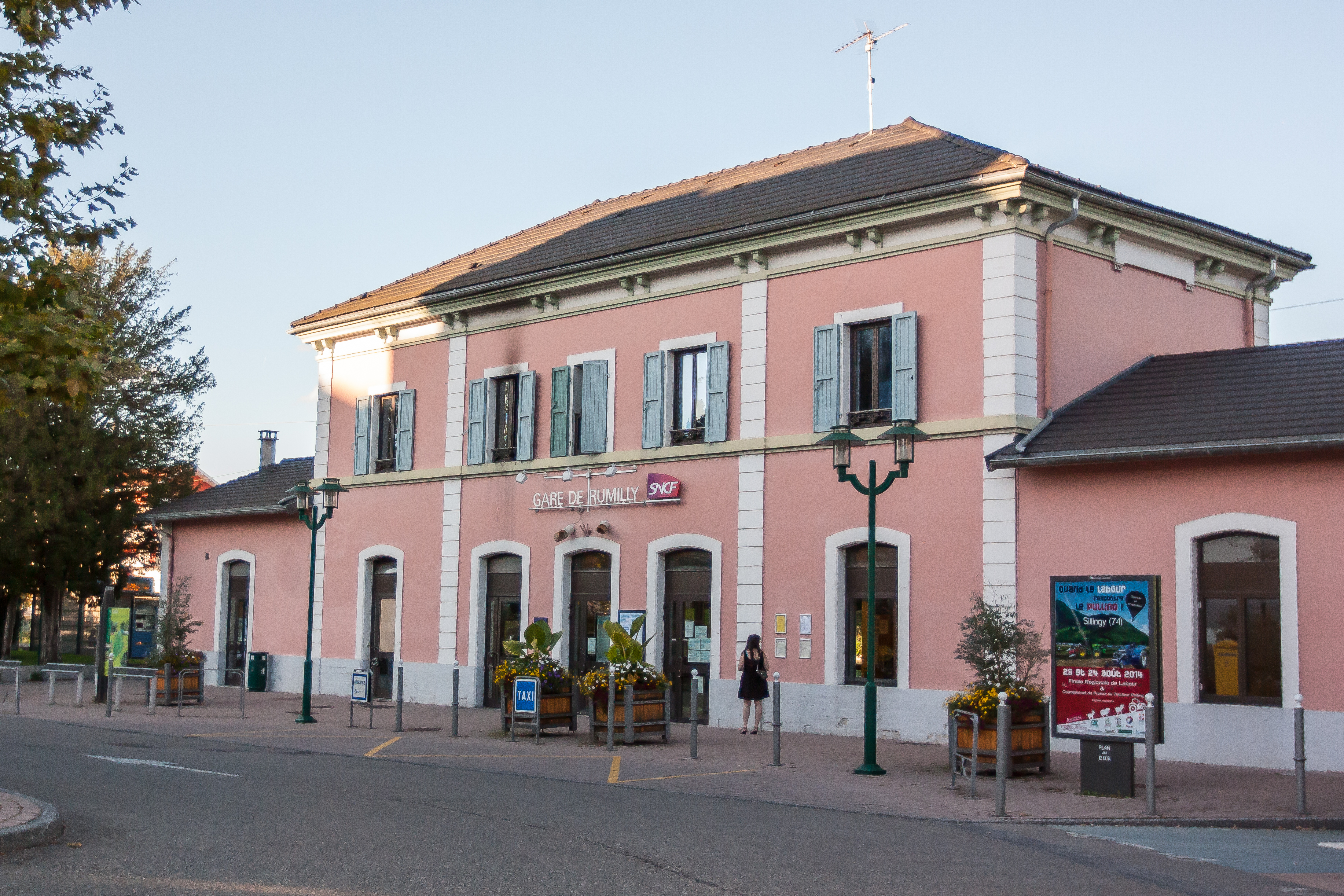
Avec la disparition de R’bus, seule la gare de Rumilly dispose d’une desserte quotidienne en transport collectif.

Après la disparition du service R’Bus puis du TAD, Rumilly et son agglomération ne disposent que d’une très faible offre de transports en commun. Sur le plan routier, trois lignes du réseau départemental Lihsa permettent de se rendre à Annecy en passant par Alby-sur-Chéran (31), Hauteville-sur-Fier (32) ou Marcellaz-Albanais (33), mais leur offre est limitée à un ou deux allers-retours quotidiens en fonction de la période scolaire,,. Du côté ferroviaire, bien que le TER permette de se rendre en direction d’Annecy ou Albens, seul Rumilly dispose encore d’une gare en activité,, celles de Bloye et de Marcellaz - Hauteville ayant été fermées en 1993.
Forte de ce constat, la communauté de communes du canton de Rumilly (C3R) commence à réfléchir à la possibilité de se doter de transports collectifs en créant dès 2011 un Pôle Transports et Déplacements et en recrutant, en novembre de la même année, un responsable chargé de coordonner les dossiers en lien avec la mobilité,,. Le conseil communautaire du 20 février 2012 valide ainsi la réalisation d’un Schéma Directeur des Déplacements et des Infrastructures (SDDI), qui est réalisé par le cabinet Transitec,. L’étude, découpée en quatre phases, débute en mai 2012 avec le diagnostic des déplacements sur le territoire et des infrastructures présentes. Dans le même temps, les entreprises, par le biais de l’association inter-entreprises du Comité d’Action Économique Rumilly – Alby développement, rappellent l’existence d’une forte demande en mettant en place, à l’occasion de la semaine de la mobilité en septembre 2012, une navette sur réservation entre la gare de Rumilly et les zones d’activités de Rumilly et Alby-sur-Chéran.
La première phase du SDDI est achevée en septembre 2012 et son élaboration se poursuit avec la proposition de plusieurs scénarios (phase 2) jusqu’en avril 2013. À cette date, le comité de pilotage choisit un scénario, qui est dès lors approfondi par Transitec (phase 3). La phase 4, conditionnelle dans un premier temps, est confirmée très rapidement dans l’élaboration du SDDI et consiste à étudier la création d’un périmètre de transports urbains (PTU) au niveau intercommunal.

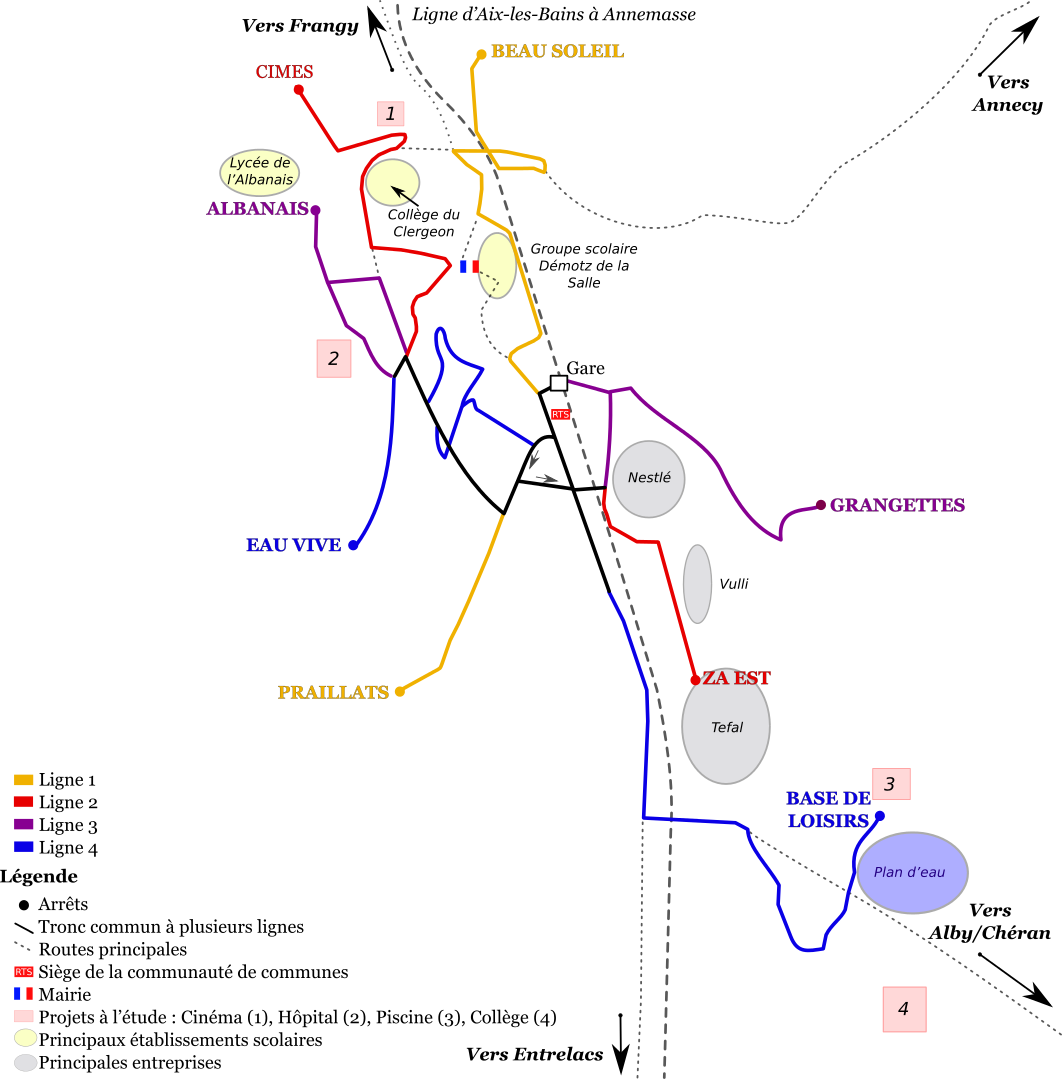
Schéma du réseau de bus tel que proposé dans le SDDI en 2013.

Le SDDI, présenté lors d’une réunion publique le 13 novembre 2013, met en avant l’importance du trafic routier sur le territoire et la faiblesse du nombre d’alternatives à la voiture, tant en transports collectifs comme le train ou les bus qu’en modes doux comme le vélo, et fait également le constat d’une absence totale de transports en commun sur le secteur ouest du territoire intercommunal,. Un programme de 90 actions l’accompagne et propose, entre autres, l’aménagement de la gare en pôle structurant permettant des échanges entre tous les moyens de transports et la possibilité de réaliser un TAD pour desservir les communes excentrées, mais surtout la création d’un périmètre de transports urbains (PTU) comme pré-requis à la création d’un réseau de bus urbain,,. Une annexe technique présente un projet détaillé articulé autour de 4 lignes, d’une longueur additionnée de 19,5 kilomètres et organisée autour d’un pôle d’échanges à la gare. Elles assurent respectivement une desserte entre les Praillats et les Grumillons (1), le quartier des Cimes et Tefal (2), les Grangettes et le lycée de l’Albanais (3), et enfin le quartier de l’Eau Vive et le plan d’eau (4). L’amplitude proposée est de 6 h 40 à 19 h 10, avec une fréquence de passage de 40 à 50 minutes pour chacune, réduite à un bus toutes les 20 à 30 minutes en heures de pointe pour les lignes structurantes 2 et 4. Cette organisation permet alors une quarantaine de départs quotidiens en moyenne pour chaque ligne, oscillant entre un minimum de 32 courses pour la ligne 4 et un maximum de 47 pour la 2. Ce projet nécessite un total de six véhicules, à raison de deux pour chaque structurante et un pour les autres. Trois types de bus sont présentés selon des critères de prix d’achat et de capacité : deux minibus, dotés d’une vingtaine de places pour le premier et entre 30 et 40 pour le second, et un midibus pouvant accueillir 70 personnes. La desserte des communes environnantes est également étudiée, et trois options sont intégrées au projet : l’extension des lignes urbaines 1 et 4 vers Sales au nord et Bloye au sud, le renforcement des lignes interurbaines du conseil général existantes, et la création d’un transport à la demande (TAD).
Une session extraordinaire du conseil communautaire, réuni quelques jours plus tard, adopte le SDDI. L’intercommunalité se dote de la compétence transport en décembre 2014, puis d’un PTU en juillet suivant, devenant de fait autorité organisatrice de la mobilité (AOM) sur son territoire,.

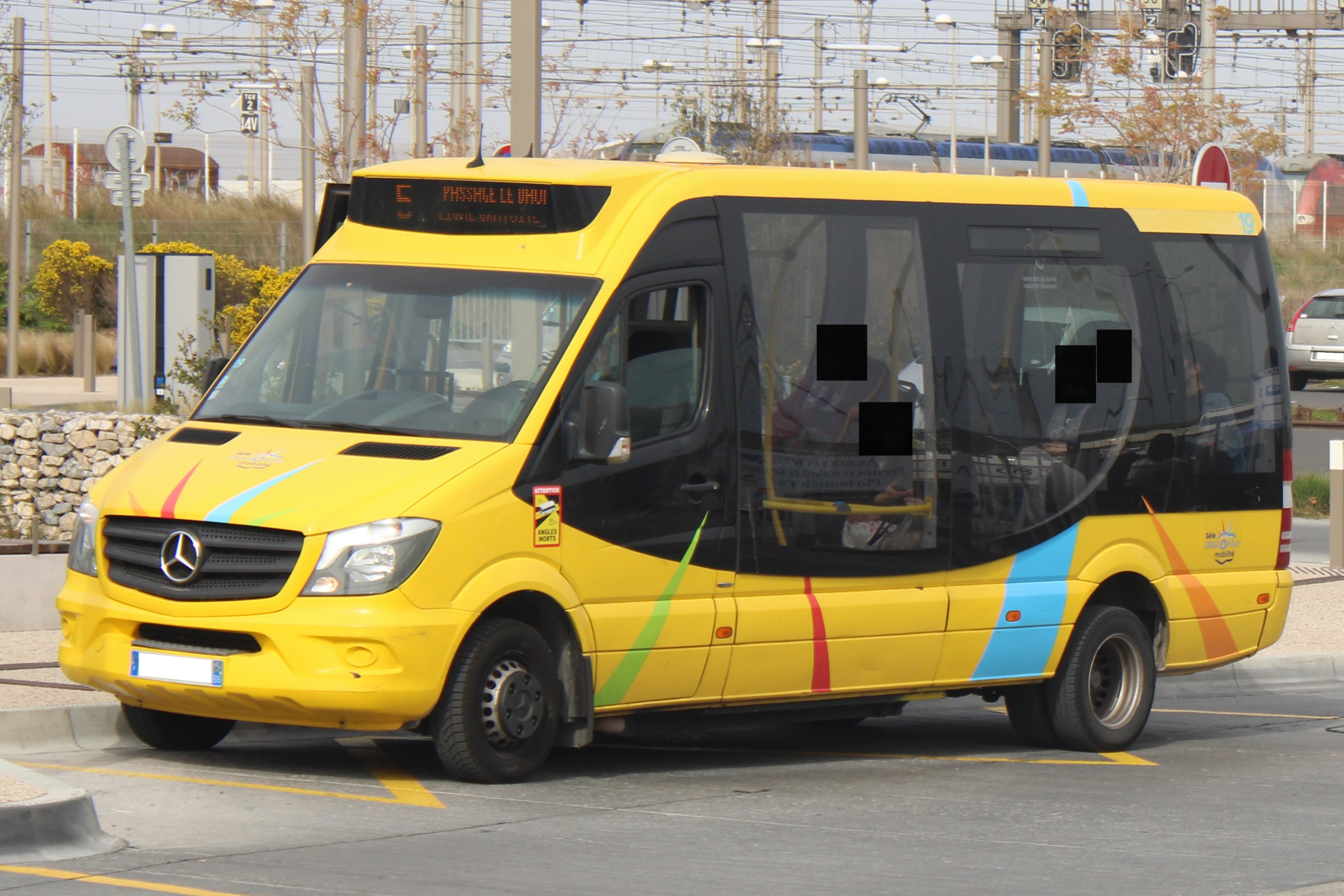
Le Dietrich City 23 de Dietrich Véhicules est testé à Rumilly en janvier 2017.

En septembre 2015, profitant du futur passage de la société d’économie mixte (SEM) SIBRA, chargée de l’exploitation du réseau annécien, en société publique locale (SPL), la C3R achète une partie des actions de l’entreprise afin d’en intégrer le capital au 1er janvier 2016,. Une équipe technique de la SPL est alors dédiée au projet de réseau urbain rumillien, qui est retravaillé à partir du projet élaboré par le SDDI. Une nouvelle étude est menée, et différents groupes de travail sont constitués afin d’aller à la rencontre des entreprises et administrations, de réfléchir à l’identité visuelle et à l’implantation des futurs arrêts, mais aussi de tester différents types de véhicules, dont le City 23 de Dietrich Véhicules qui circule dans les rues de Rumilly le 24 janvier 2017. Une délégation d’élus et de techniciens se rend également à Trévoux, siège de la Communauté de communes Dombes Saône Vallée, afin de rencontrer les responsables locaux qui ont mis en place le réseau Saônibus dans une politique volontariste similaire à l’été 2013.

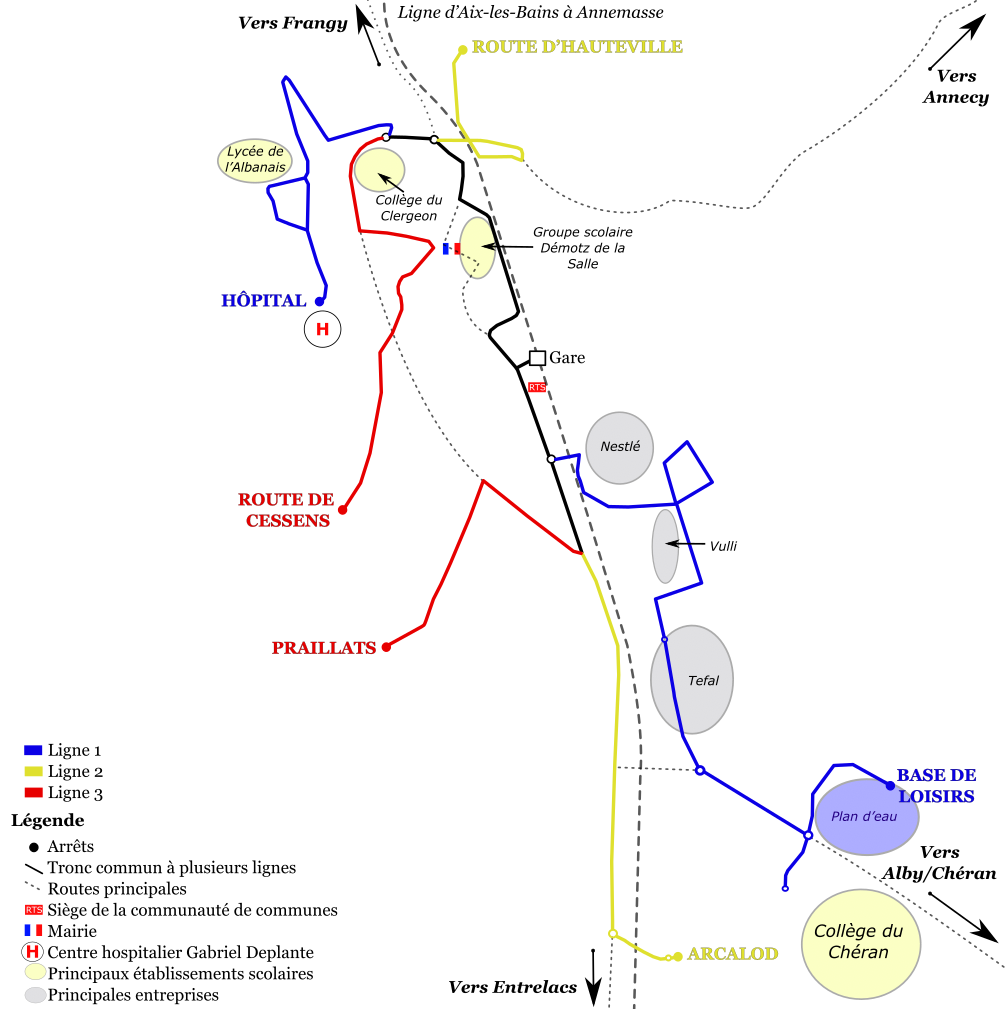
Schéma du réseau de bus dans sa version définitive de 2017.

Le 30 octobre 2017, le réseau est approuvé dans sa version définitive par le conseil communautaire. Trois lignes, issues de la fusion des quatre proposées dans le SDDI, doivent desservir 71 arrêts sur le territoire de Rumilly pour un total additionné de 19,6 kilomètres, qui seront parcourus par cinq minibus, à raison de trois pour la ligne structurante et un sur les deux autres. Un tronc commun traverse le centre-ville entre le Pont Neuf et la Manufacture, où se trouve le siège de l’intercommunalité, et les tracés sont organisés autour d’une structurante qui relie l’hôpital à la base de loisirs des Pérouses (1), une secondaire entre la limite communale avec Sales et la zone d’activités de l’Arcalod (2), et un TAD vers les hauteurs de la ville à l’ouest (3). Leur fréquence oscille entre 50 et 60 minutes pour les deux dernières, contre 30 minutes en heures creuses et 20 en heures de pointe pour la première, avec une offre réduite l’été. La SIBRA est désignée comme opérateur interne pour l’exploitation du réseau, avec notamment un agent de maitrise basé sur place, neuf conducteurs-receveurs, et la mutualisation d’un certain nombre de services supports tels que l’informatique et la communication.

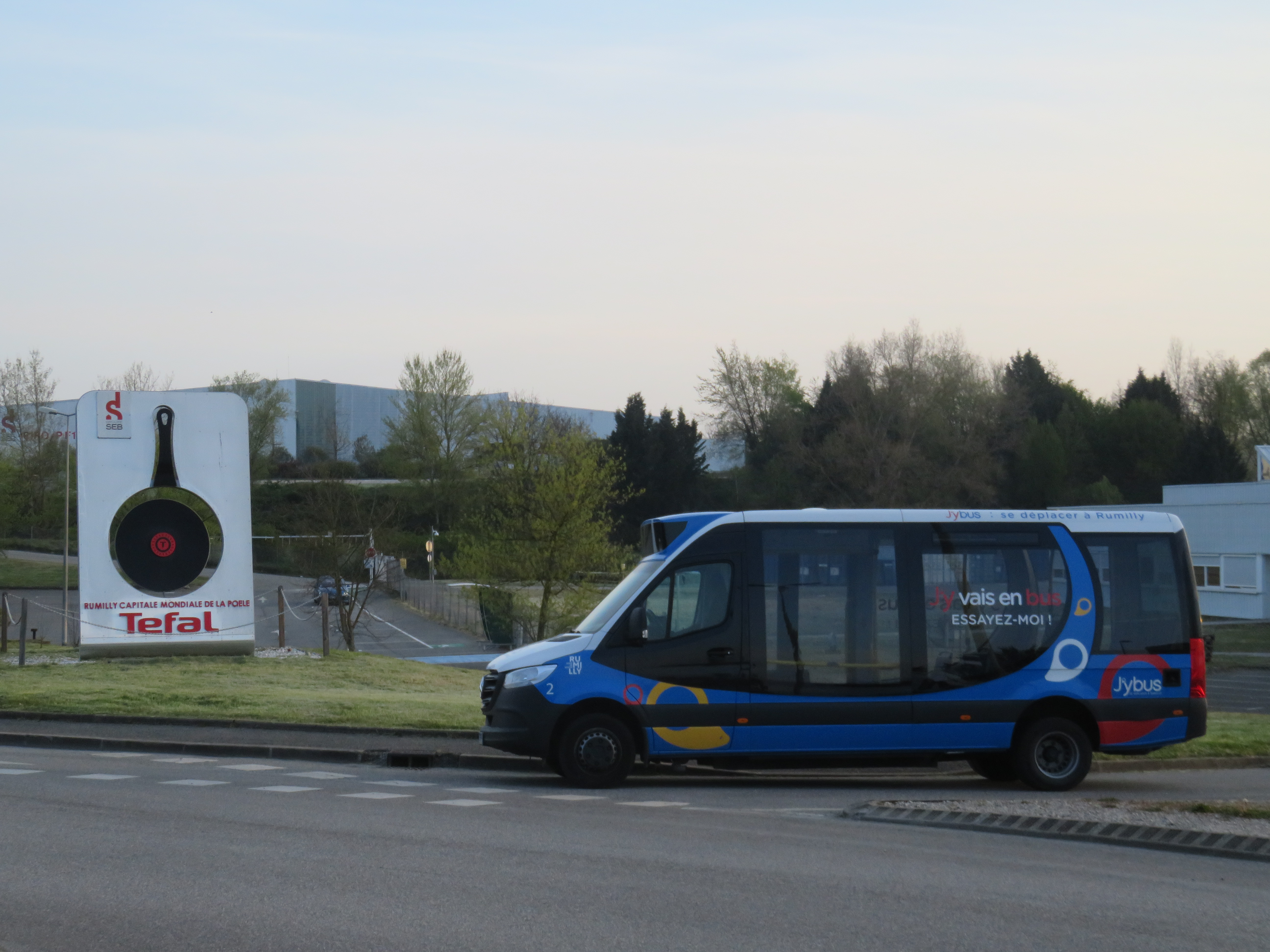
Tefal, par la voix de son président, propose d’acheter un minibus d’occasion afin de le mettre à disposition de la mairie pour réaliser un essai.

Toutefois, si le tracé des lignes fait rapidement consensus, le financement du service, estimé à 870 000 €, fait l’objet d’âpres négociations et s’étale sur plusieurs mois. En effet, l’intercommunalité envisage dans un premier temps de mettre en place un versement transport au taux de 0,55 %, auquel s’opposent les entreprises et le conseil municipal de Rumilly. Ce taux est par la suite revu à la baisse, puisqu’il est proposé à 0,45 % puis à 0,35 % lors de la séance du conseil communautaire du 30 octobre 2017. Aucun compromis n’étant trouvé sur son niveau, les élus se contentent de valider la mise en place d’un versement transport, et reportent la fixation de son montant à une séance ultérieure. Ce rebondissement entraine toutefois un retard dans le lancement du réseau, qui passe alors de septembre 2018 au début de l’année 2019,. Plusieurs contre-projets voient alors le jour, dont celui de Patrick Llobregat, président du groupe Tefal, qui propose que l’entreprise achète et mette à disposition de la mairie de Rumilly un minibus d’occasion de 11 à 15 places afin de tester le projet, ainsi que six vélos pour lancer un système de « Vélib », imposant comme condition que le futur réseau soit auto-financé en révisant le projet et les tarifs. Pierre Béchet, maire de Rumilly, propose de ne réaliser qu’une seule ligne avec des véhicules électriques. Le 18 décembre 2017, un nouveau conseil communautaire valide le taux de 0,35 % du versement transport, prélevé à compter du 1er juillet 2018,,. En réponse, Tefal et Vulli cessent de fournir des subventions aux associations sportives locales.

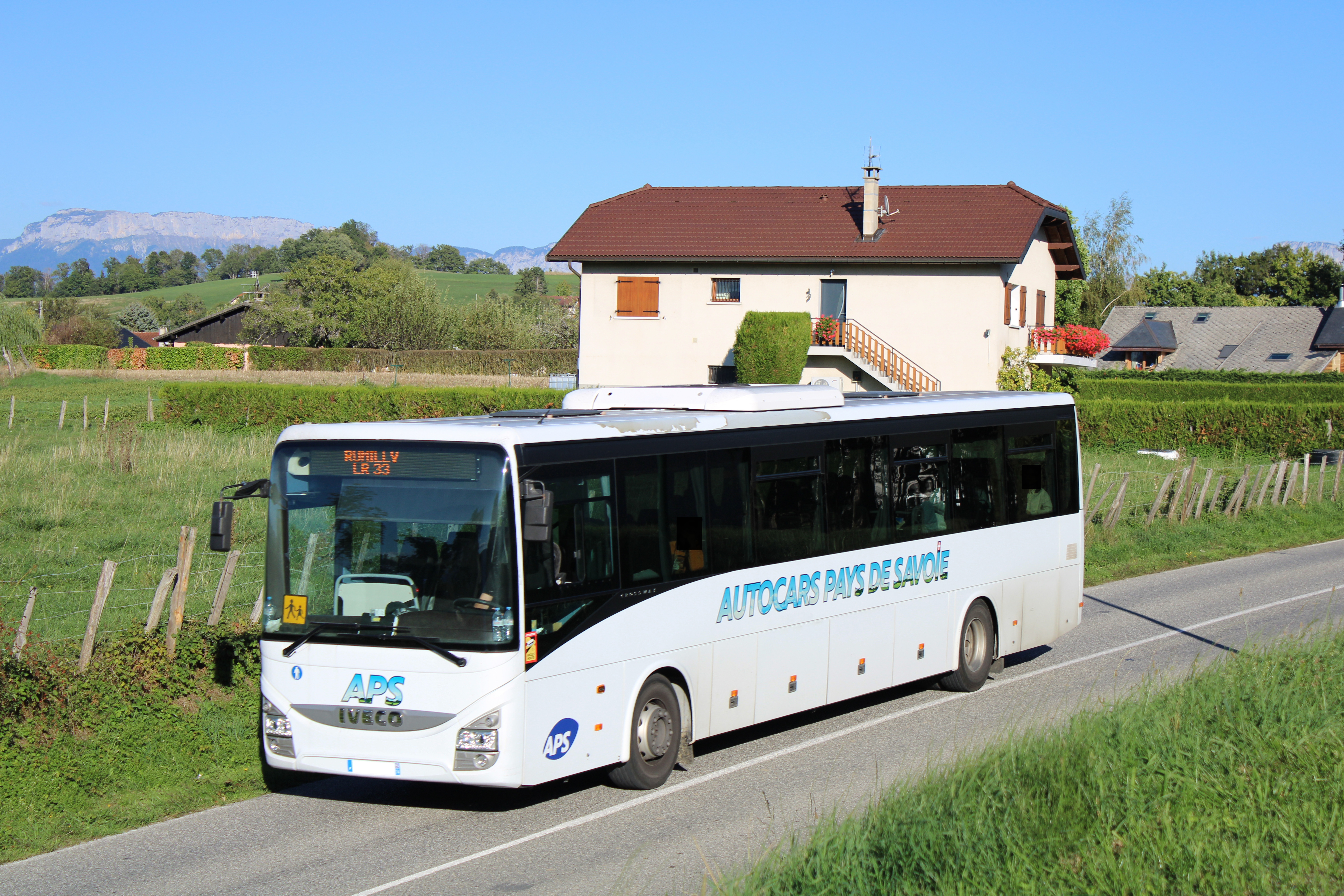
En septembre 2018, Rumilly Terre de Savoie reprend la gestion des lignes interurbaines 32 et 33.

Le 1er septembre 2018, dans le cadre de transferts de compétences par la région, la communauté de communes, devenue Rumilly Terre de Savoie en janvier, reprend la gestion de deux des trois lignes interurbaines assurant la liaison entre Annecy et Rumilly. Les 32 et 33, qui passent respectivement par Hauteville-sur-Fier et Marcellaz-Albanais, sont dès lors gérées par l’intercommunalité, tandis que la ligne 31, qui emprunte la route d’Alby-sur-Chéran, passe dans le giron du Grand Annecy et intègre le réseau Sibra,,.
Le mois suivant, la commande de cinq véhicules est effectuée : le constructeur alsacien Dietrich Véhicules est retenu pour livrer des City 27, un minibus de 27 places dont 10 assises carrossé sur une base de Mercedes-Benz Sprinter,. Dans le même temps, le lancement du futur réseau est annoncé pour le mois de mai 2019,,, et le centre technique intercommunal de Broise est choisi pour accueillir la partie exploitation du réseau, dont le bureau du chef de centre, une salle de prise de service pour les conducteurs et un garage couvert pour les véhicules.

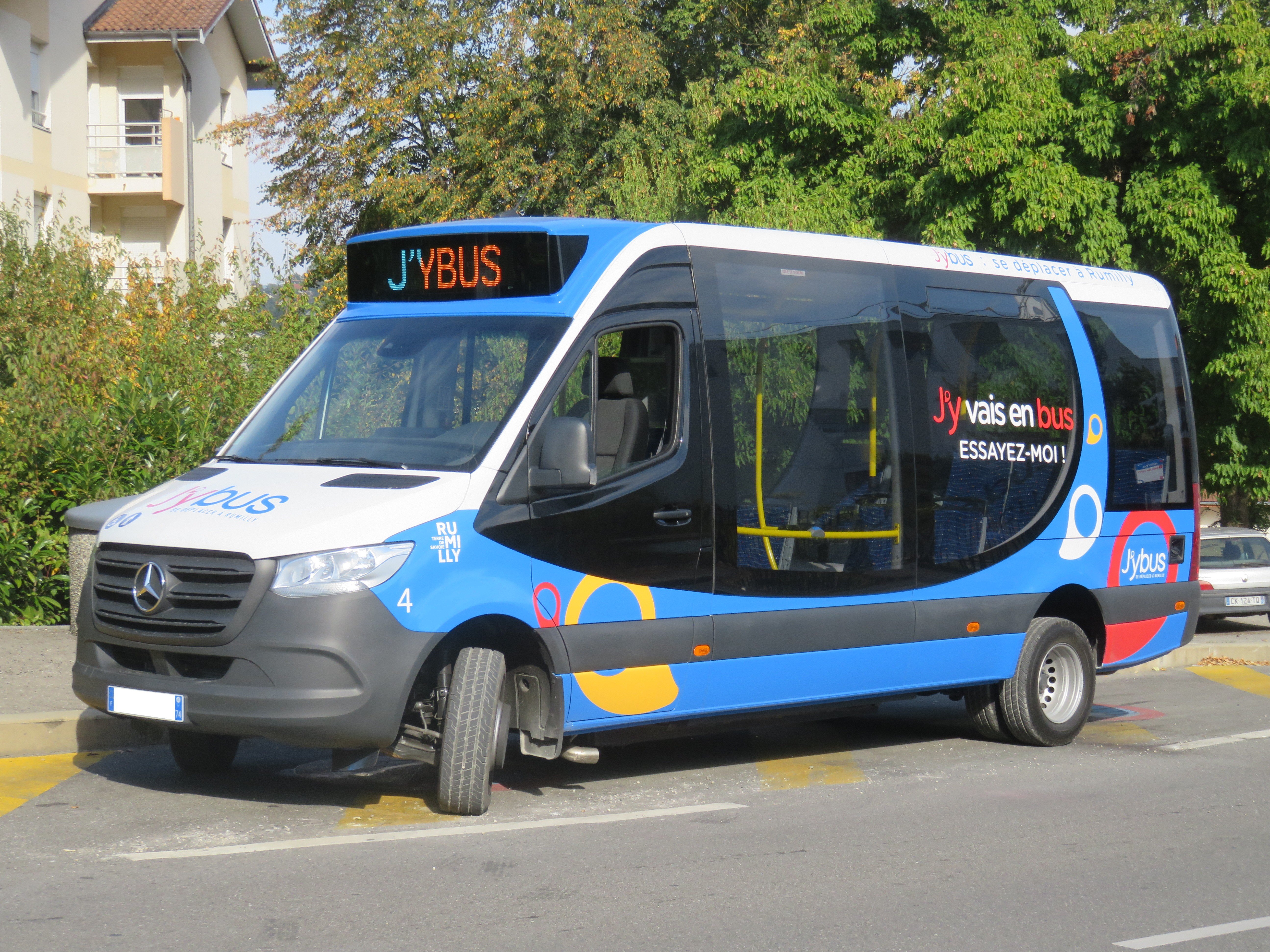
Les délais d’homologation du nouveau Dietrich City 29 entrainent le report du lancement du réseau en septembre 2019.

Un dernier contretemps intervient en février 2019, lorsque Dietrich Véhicules annonce ne pas être en mesure de tenir les délais pour la livraison des minibus, alors prévue pour avril, en raison du retard pris à la suite des tests préalables à l’homologation des véhicules. En effet, un problème survenu lors de la commande entraine le passage du City 27 à la nouvelle version du modèle, baptisé City 29, produit sur le châssis du nouveau Mercedes-Benz Sprinter et disposant d’une capacité de 29 places, dont 10 assises,. Ce n’est donc qu’en juin 2019, avec deux mois de retard sur les projets initiaux,, que l’intercommunalité reçoit les cinq premiers Dietrich City 29 de France. Ce décalage entraine toutefois le report du lancement du réseau, qui passe alors du 8 juin 2019 à mi-septembre.
En mars 2019, le contrat d’obligation de service public (OSP) entre la Sibra et l’intercommunalité est signé pour une durée de quatre ans s’étalant du 1er septembre 2019 au 31 août 2023,,.

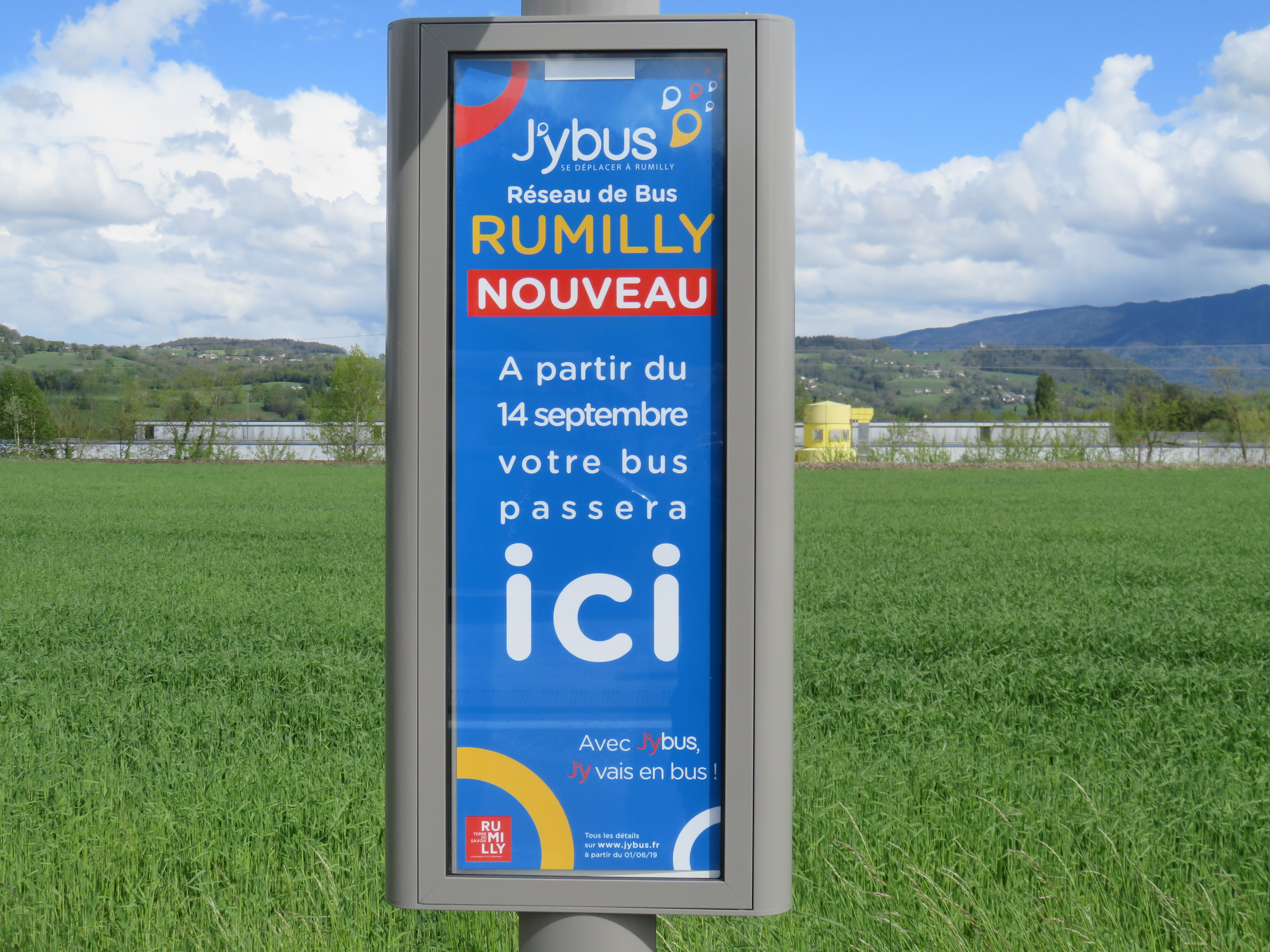
Les arrêts de bus, implantés en avril 2019, arborent un message d’informations jusqu’au lancement.

L’identité du réseau, conservée secrète, est révélée en avril. Celui-ci prend le nom de J’ybus, contraction de « J’y vais en bus », et les véhicules, conçus pour embarquer 28 passagers dont 10 assis, sont à forte dominante bleue, destinée à contraster avec le rouge du logo de Rumilly Terre de Savoie. Les arrêts sont implantés dans la foulée, tandis que les bureaux pour la prise de service des conducteurs et le chef de centre sont aménagés au centre intercommunal. Le 4 juin, le réseau est présenté de manière officielle, avec une date de lancement fixée au 14 septembre 2019. Le site internet est mis en ligne dans la foulée.

### Septembre 2019: la naissance de J’ybus

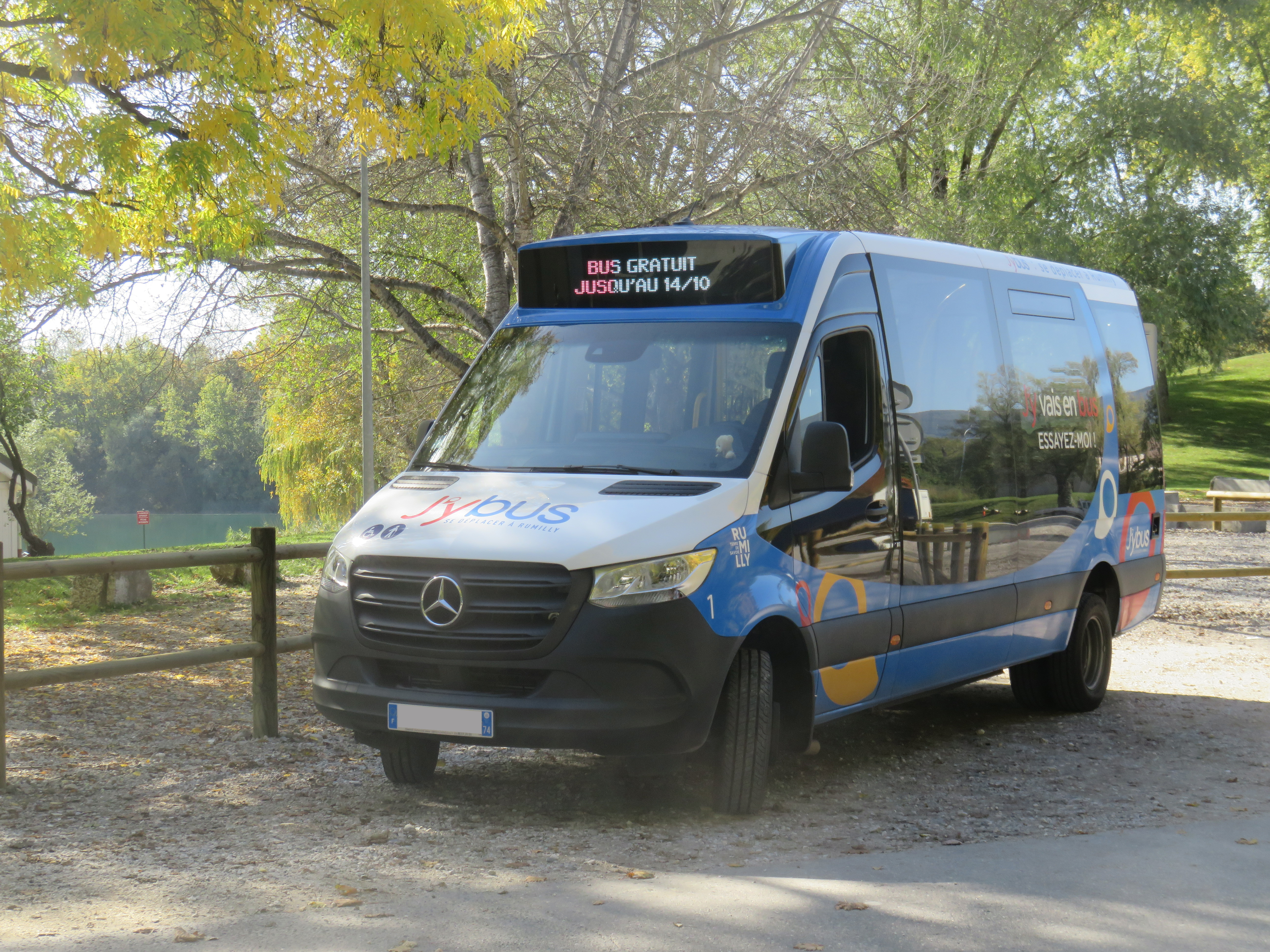
Lors de son lancement, le réseau reste gratuit pendant un mois.

Les J’ybus commencent à circuler de manière officieuse à partir du 12 septembre, puisque deux jours sont consacrés à la formation des neuf conducteurs recrutés pour le réseau et pour le réglage des derniers détails. Le lancement officiel du service commercial intervient le samedi 14 septembre à 6 h 30, départ de la première course de la ligne 1 à l’hôpital de Rumilly. Cette date n’est pas choisie au hasard, puisqu’elle coïncide avec la Journée du développement durable,. À cette occasion, un véhicule est exposé sur la place d’Armes aux côtés d’un stand d’informations. L’inauguration officielle a lieu le week-end suivant, le 21 septembre, devant le siège de l’intercommunalité,. Le réseau reste gratuit pendant un mois, jusqu’au 14 octobre, afin de permettre aux habitants de tester ce nouveau service,. Au cours de cette période, on dénombre environ 1 200 montées par jour,.

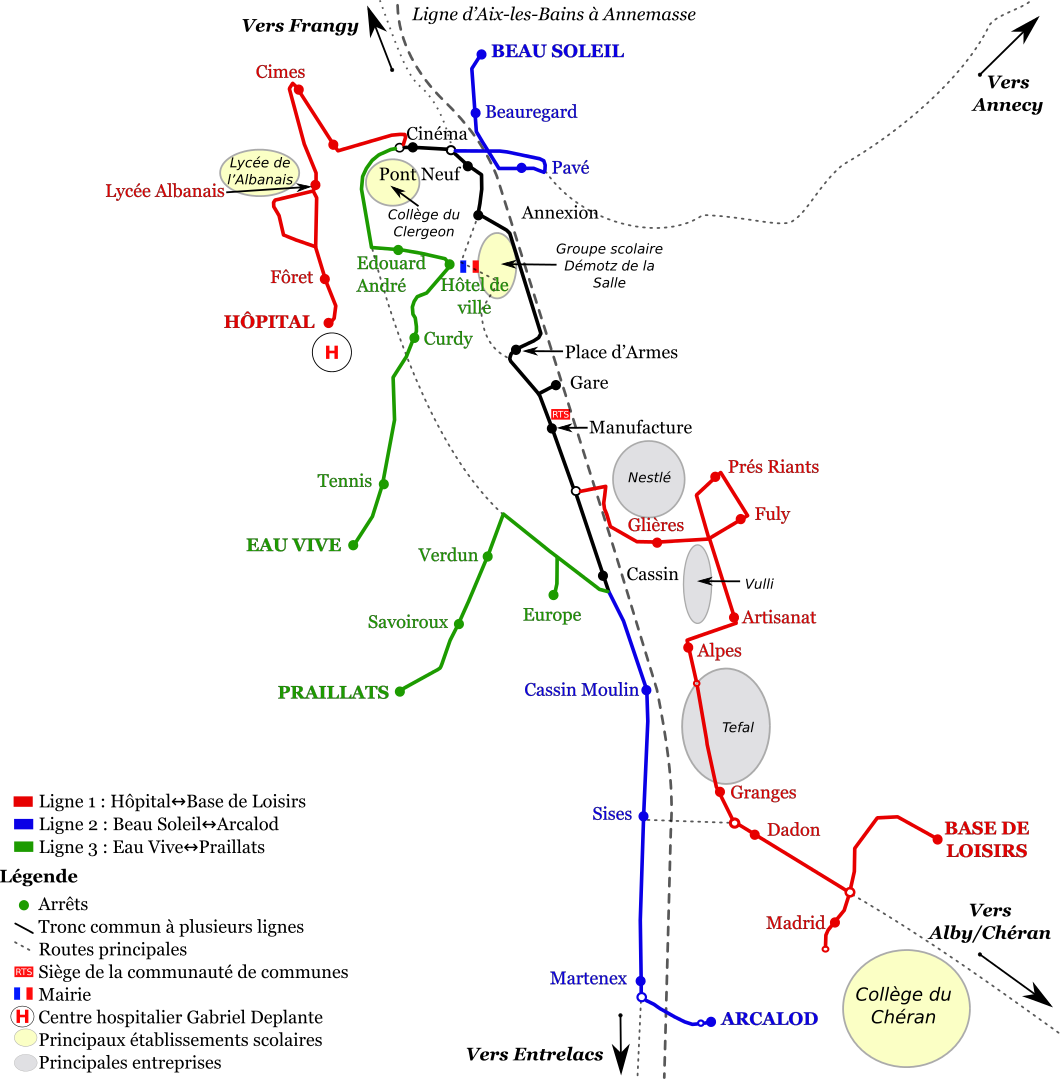
Schéma du réseau de bus en septembre 2019.

Les lignes, qui fonctionnent du lundi au samedi, sont alors organisées selon le schéma validé en 2017, avec notamment un tronc commun qui traverse le centre-ville entre le quartier du Pont Neuf et le bâtiment de la Manufacture, où se trouve le siège de l’intercommunalité, passant ainsi par la gare de Rumilly et la Place d’Armes. La ligne structurante, à l’indice de ligne rouge et numérotée 1, est exploitée par la SIBRA et assure 58 trajets quotidiens entre 6 h 30 et 20 h,. Son trajet relie alors l’hôpital Gabriel-Déplante à la base de loisirs des Pérouses, en desservant sur son parcours la plupart des écoles de la ville, de la maternelle (Prés Riants, Champ du Comte, centre-ville) aux lycées (Porte des Alpes et Albanais) en passant par les deux collèges (Chéran et Clergeon) et le groupe scolaire privé Demotz de la Salle, la zone commerciale du Crêt, la zone artisanale des Granges, où se trouve entre autres les usines de Tefal et Vulli, et plusieurs quartiers d’habitations, dont les Cimes et les Prés Riants. Seule ligne à disposer de deux périodes de fonctionnement, avec un changement d’horaires lors des vacances d’été, elle est secondée par une ligne complémentaire, numérotée 2 et représentée en bleu, qui est sous-traitée auprès des Voyages Grillet et assure 31 départs par jour pour faire la liaison entre les zones d’habitations du nord de Rumilly et la zone d’activités de Rumilly sud, passant ainsi devant la zone commerciale implantée le long de la route d’Aix-les-Bains,. Une ligne 3, de couleur verte, est assurée uniquement à la demande avec un véhicule léger appartenant au sous-traitant chargé de son exploitation, les Voyages Grillet, et permet de relier les hauteurs de la ville à son centre. C’est également la seule à s’engager dans l’hyper-centre, en disposant d’un arrêt devant l’hôtel de ville,.

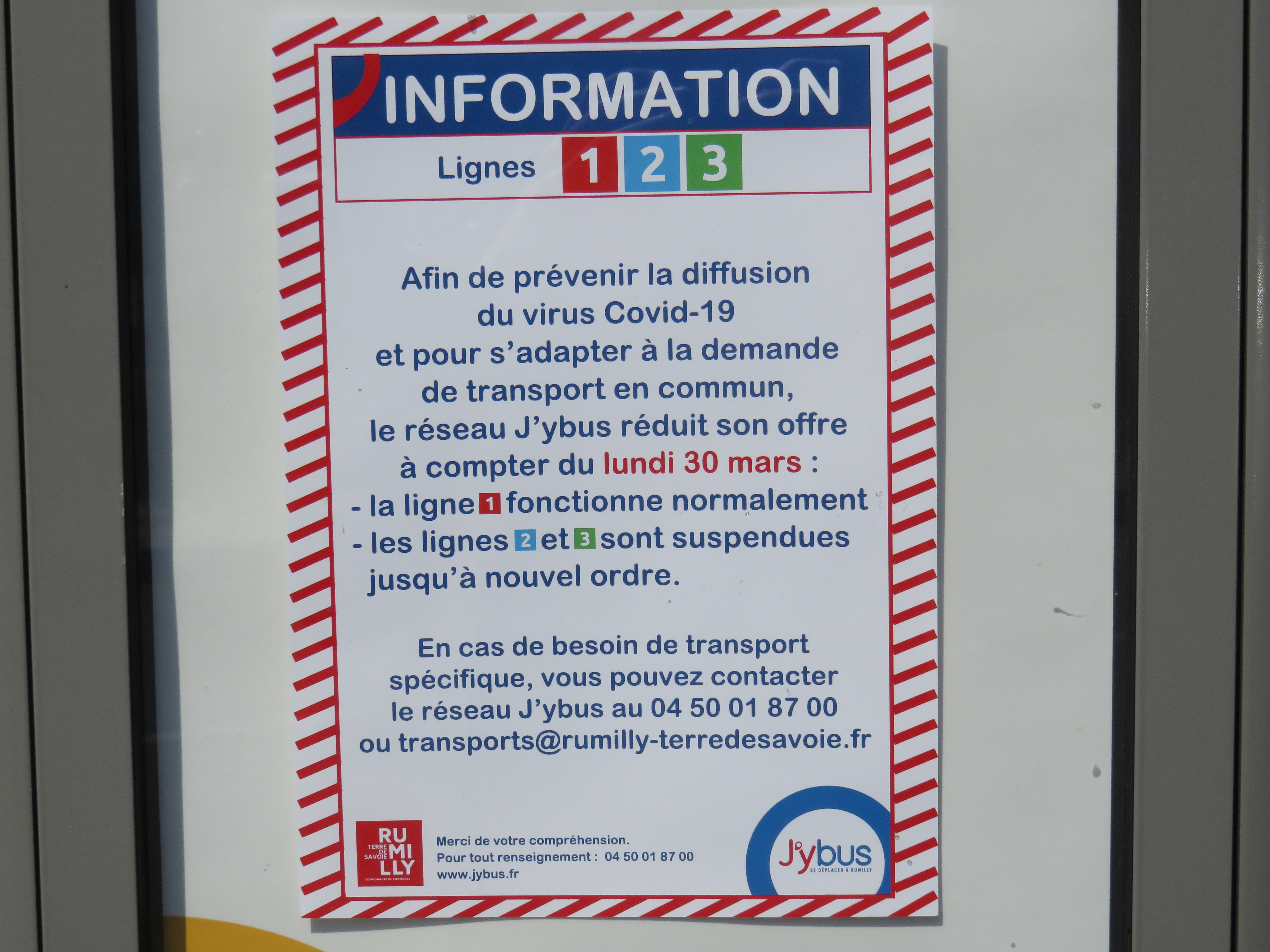
Le réseau est fortement perturbé par le premier confinement, lié à la lutte contre la pandémie de Covid-19.

La première année d’exploitation du réseau est toutefois marquée par la pandémie de Covid-19. Les mesures de confinement, décrétées à compter du 17 mars 2020, entrainent une chute drastique de la fréquentation, qui passe d’une moyenne de 952 montées par jour en février 2020 à 202 le mois suivant. La vente à bord est suspendue dès le 16 mars, tandis que le poste de conduite est délimité par un ruban de signalisation. La ligne 1 change de terminus dans sa partie sud, étant limitée à l’arrêt Madrid à la suite de la fermeture des routes d’accès à la base de loisirs par arrêté municipal à compter du 19 mars. Le 24 mars, après une période de sursis, le réseau est entièrement suspendu en raison de sa faible fréquentation,. La ligne 1 est toutefois remise en service une semaine plus tard, le 30 mars,, afin de subvenir entre autres aux besoins du personnel soignant et des habitants. Au cours de cette période, la fréquentation tombe à 41 montées quotidiennes en moyenne sur la seule ligne 1.

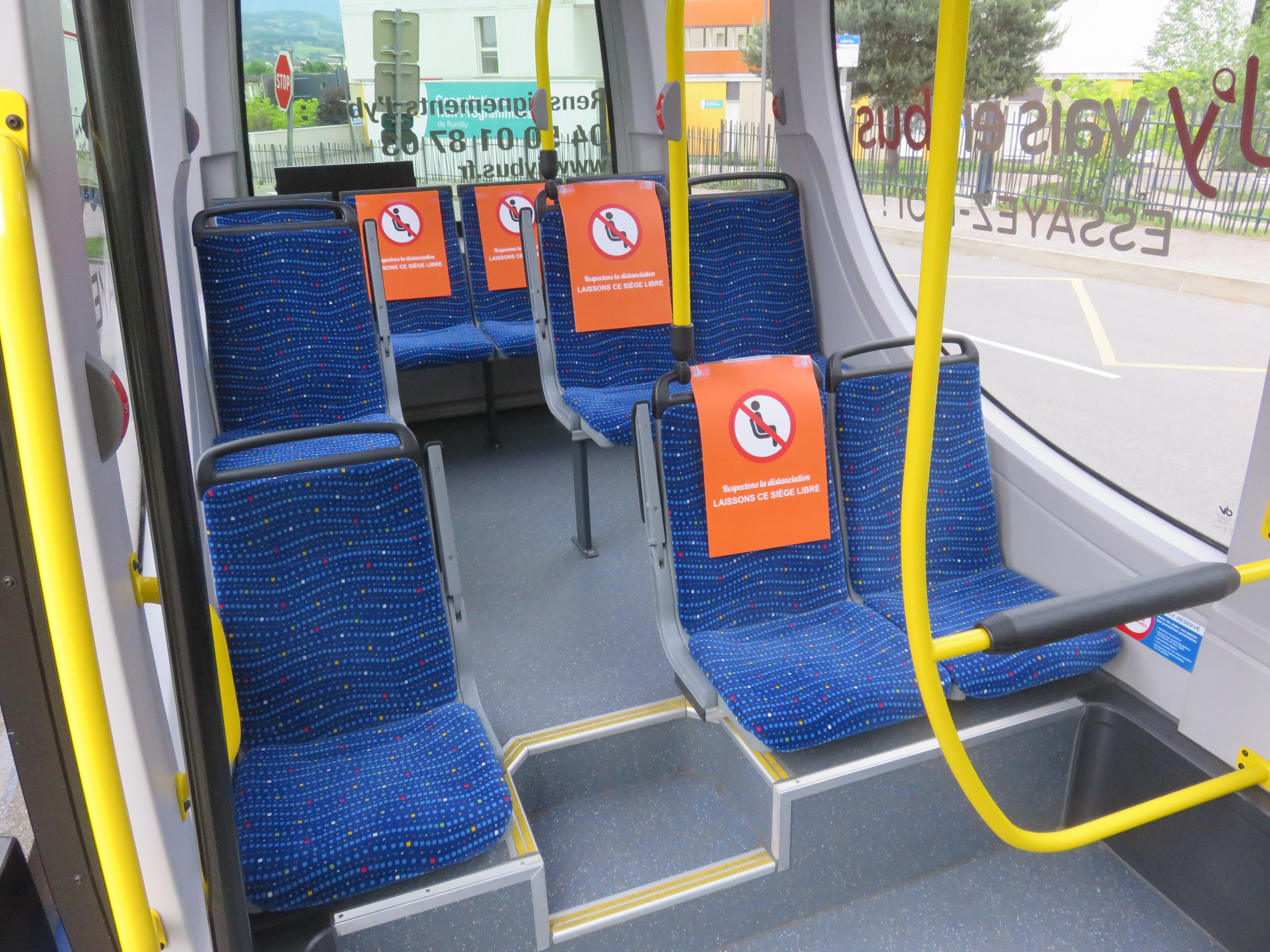
Afin de faire respecter les règles de distanciation sociale, un siège sur deux est condamné à bord des véhicules.

Le 11 mai, le déconfinement entraine la remise en activité de la ligne 2 et la reprise de la desserte du plan d’eau par la ligne 1. Toutefois, afin de se mettre en conformité avec les règles de lutte contre la pandémie de Covid-19, le port du masque est rendu obligatoire à bord et aux arrêts dès 11 ans,, tandis qu’un siège sur deux est condamné afin de respecter la distanciation sociale imposant une distance d’un mètre entre deux personnes,. La communauté de communes fait également l’acquisition d’un ozonateur, une machine qui permet de purifier l’air en remplaçant l’oxygène présent par de l’ozone, afin de réaliser une désinfection quotidienne et complète des véhicules.
La vente de tickets à bord est à nouveau possible, sans rendu de monnaie dans un premier temps, à compter du 14 mai, tandis que les abonnés ayant un abonnement en cours de validité lors du début du confinement sont dédommagés par l’envoi d’une nouvelle carte, prolongée du nombre de jours à compter du début des mesures de restriction,. Le 3 juin, la ligne 3 est remise en service, actant la réouverture totale du réseau.

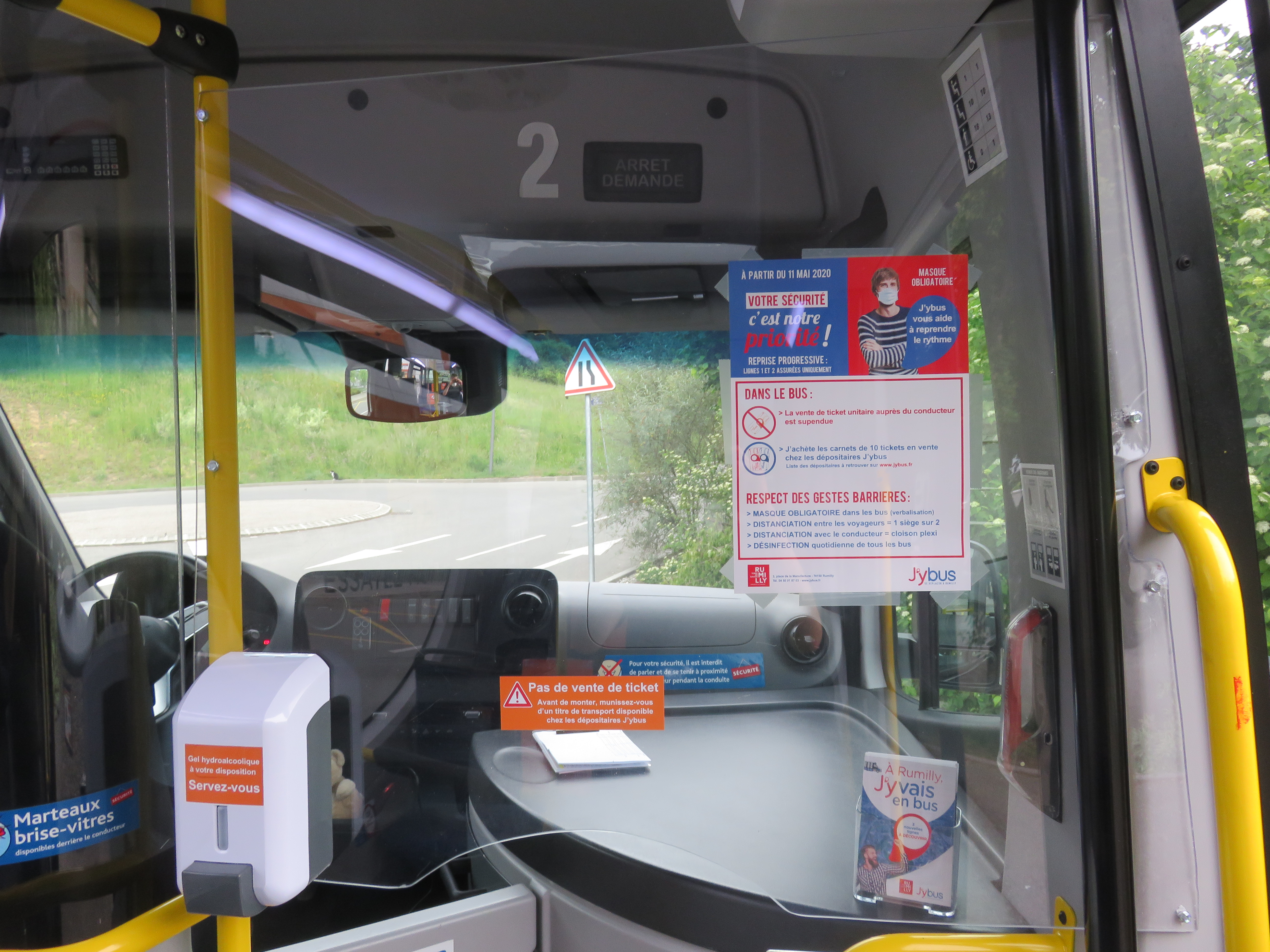
À la suite du premier confinement, les véhicules sont équipés d’une paroi en plexiglas et de distributeur de gel hydroalcoolique.

À la suite de cette première période de confinement, les minibus sont équipés d’une paroi en plexiglas séparant le poste de conduite du compartiment passager, mais aussi d’un distributeur de gel hydroalcoolique,. La fréquentation du réseau repart toutefois très rapidement puisque, en septembre 2020, la moyenne des montées quotidiennes est de 841, dépassant de peu le chiffre d’octobre 2019, qui était de 837 montées.

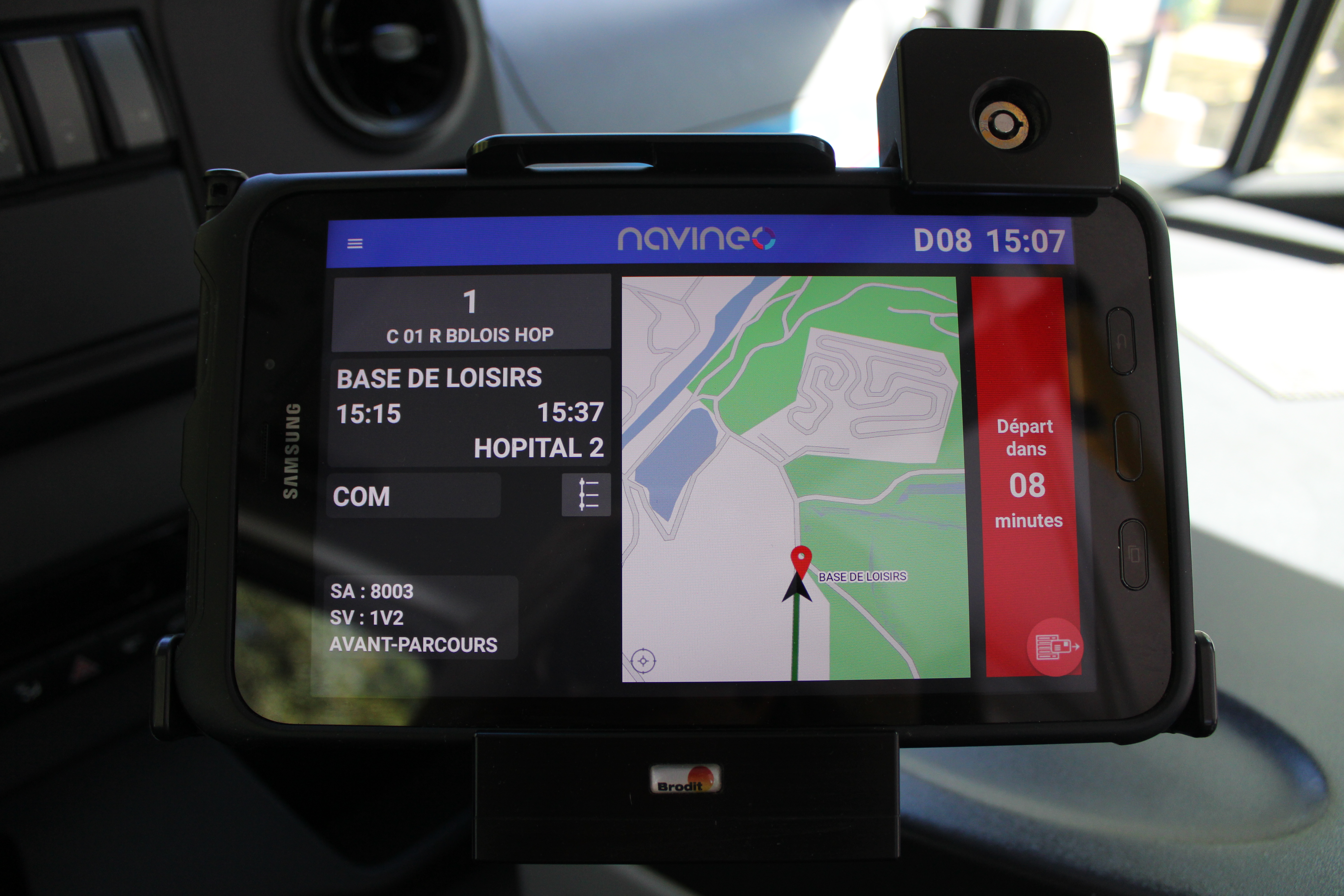
À l’été 2020, un SAE est déployé sur l’ensemble des véhicules du réseau.

Juillet 2020 est marqué par le déploiement du SAE à bord des véhicules. Ils sont tous équipés d’une tablette dotée du logiciel Navineo, développé par Ineo, qui permet de suivre les bus depuis le centre de régulation de la Sibra installé dans les locaux de Seynod.
Au début de l’année 2021, la lutte contre la pandémie entraine la mise en place d’un couvre-feu à 18 heures. À la suite de cette décision gouvernementale, les horaires du réseau sont adaptés, avec la suppression temporaire des courses au-delà de 19 heures, soit quatre départs pour la ligne 1 et un pour la ligne 2. Ce changement est mis en œuvre à compter du 20 janvier, et prend fin le 22 mars au soir. C’est également au cours de cette période que l’arrêt Cinéma est déplacé pour des raisons de sécurité, passant de la sortie sud du pont du Bouchet, au niveau du rond-point, au parking cars du Clergeon. Le changement entre en vigueur le 11 février 2021.
Le 15 mars 2021, le réseau change d’horaires pour la première fois depuis son lancement afin d’avoir de meilleures correspondances en gare avec les TER et d’améliorer la ponctualité,. La ligne 1 voit également certains de ses services supprimés le samedi matin au profit d’un renfort l’après-midi, tandis qu’une application mobile est lancée.

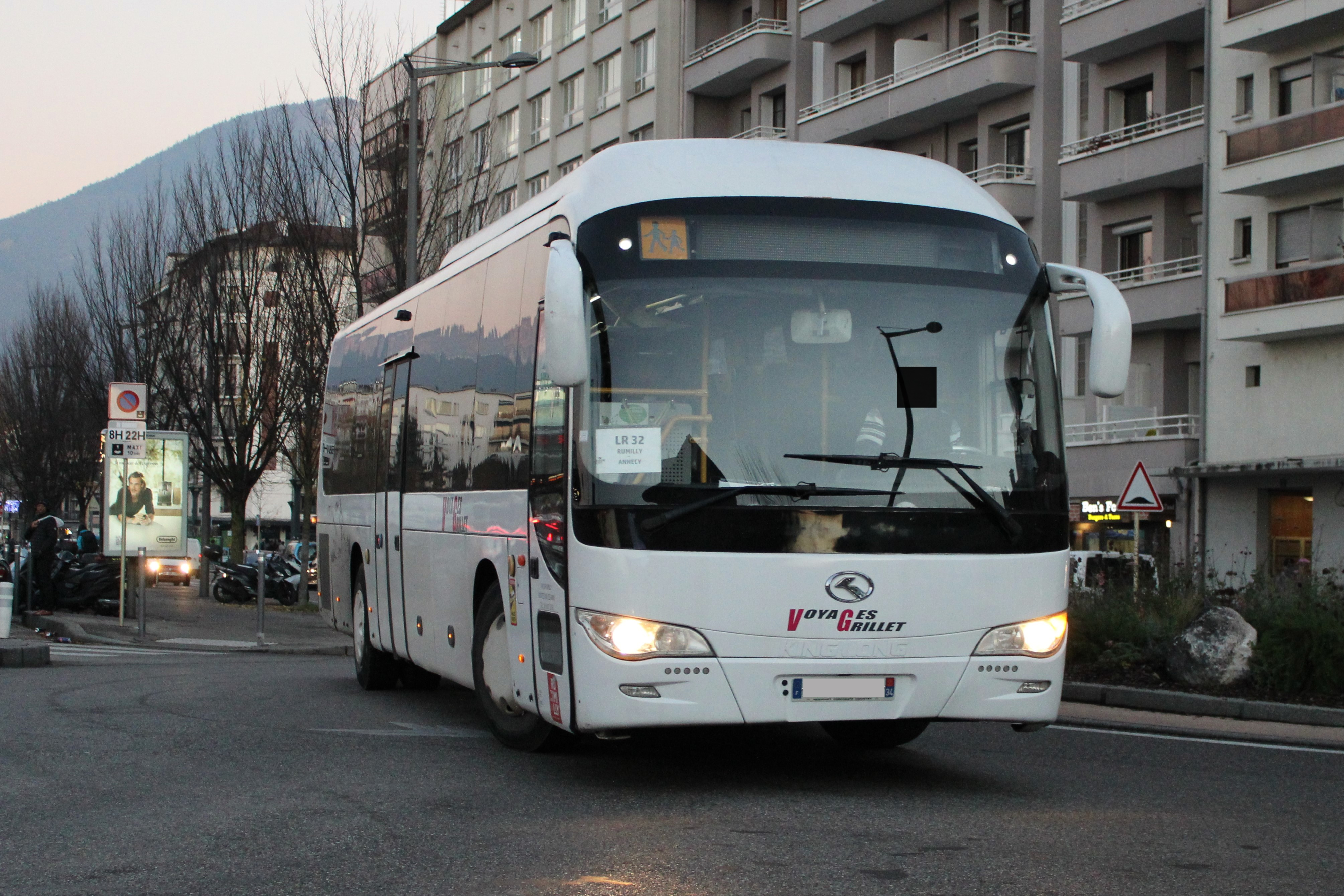
En octobre 2021, une étude est commandée auprès de la Sibra afin d’intégrer les lignes 32 et 33 au réseau J’ybus.

En octobre 2021, le conseil communautaire de Rumilly Terre de Savoie commande auprès de son opérateur interne, la Sibra, une étude afin de restructurer les lignes interurbaines 32 et 33, héritées du réseau départemental Lihsa en septembre 2018. Ces lignes, qui relient Rumilly à Annecy via la route d’Hauteville-sur-Fier pour la première et par la route des Creuses pour la seconde, sont alors principalement à destination d’un public scolaire, avec deux allers-retours quotidiens auxquels s’ajoutent un retour depuis Annecy le mercredi midi en période scolaire, et des dessertes différentes au fil de la journée afin de desservir au mieux les établissements d’enseignement du bassin annécien. Le projet, voté à l’unanimité des membres présents, consiste alors à intégrer le service dans le réseau J’ybus, notamment par l’uniformisation de la grille tarifaire, mais également par le développement de l’offre afin de répondre aux attentes des habitants des communes périphériques de Rumilly et augmenter la fréquentation des lignes concernées. Le conseil communautaire du 27 juin 2022 valide l’augmentation de l’offre sur les lignes 32 et 33 à partir du lundi 2 janvier 2023. Il est alors prévu de les intégrer à la marque J’ybus sous les indices J4 et J5 avec deux autocars floqués aux couleurs du réseau et équipés de racks à vélos.

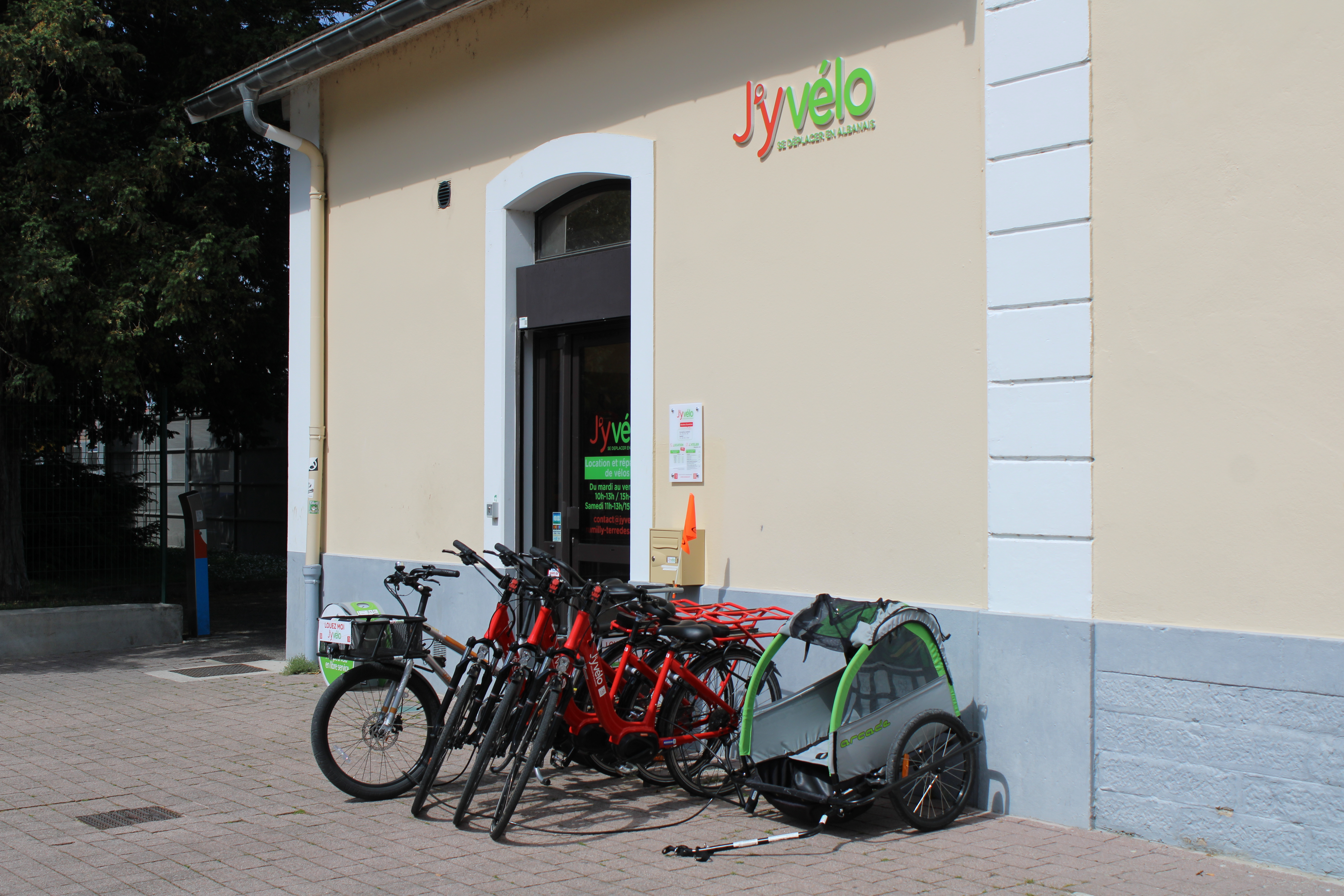
Le service J’yvélo et son agence sont lancés le 9 août 2022.

Le 9 août 2022, la communauté de communes lance son service de location de vélos, commercialisé sous la marque J’yvélo, et en confie l’exploitation à l’Agence Ecomobilité Savoie-Mont-Blanc. Celui-ci se compose alors d’une agence multi-services installée dans le bâtiment de la gare de Rumilly, de deux consignes à vélos implantées sur le territoire de Rumilly, et d’une soixantaine de cycles dont cinquante à assistance électrique,,.

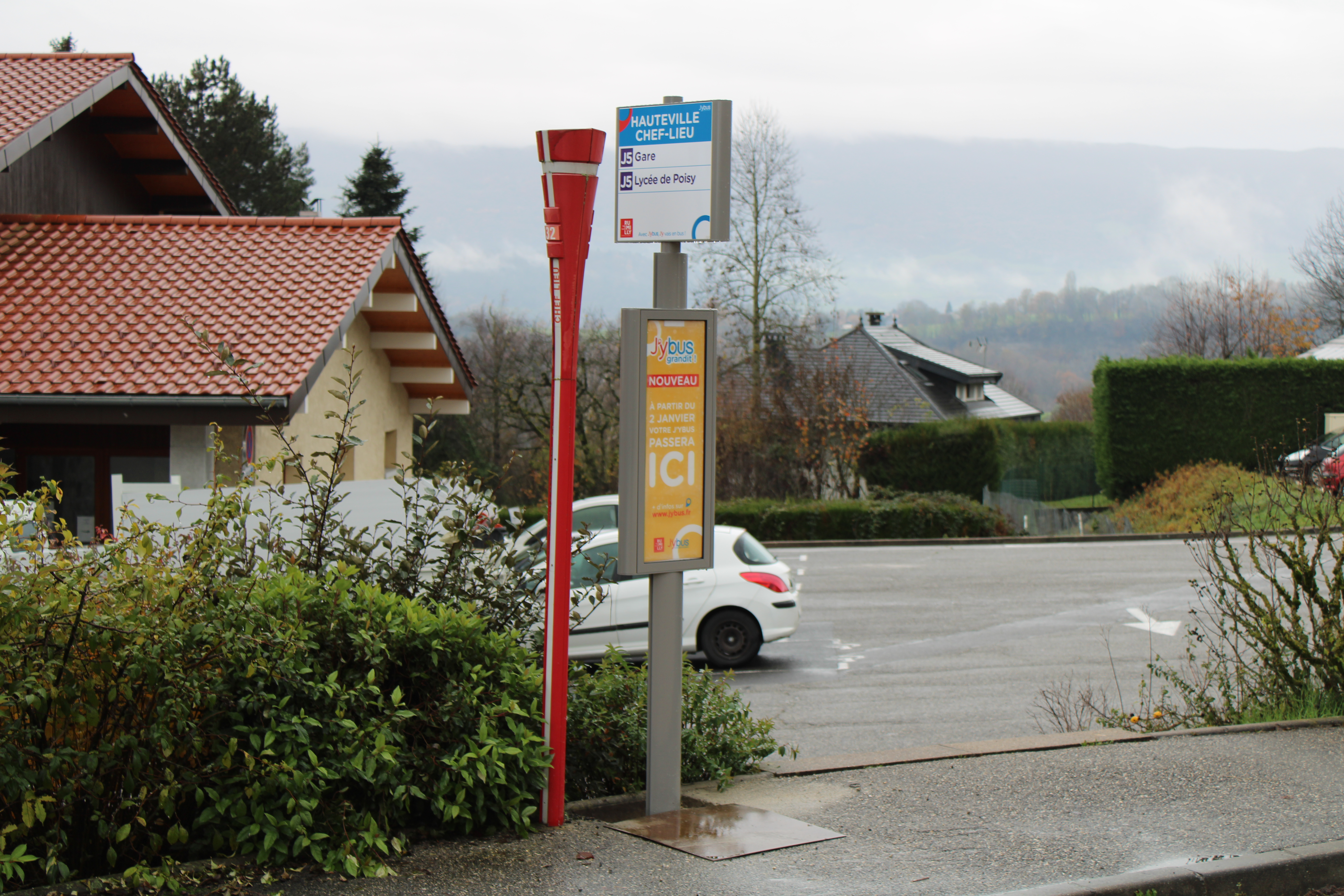
Sur le tracé des nouvelles lignes, les arrêts Lihsa (rouge) sont remplacés par des poteaux J’ybus (gris) en novembre 2022.

En novembre 2022, l’ensemble des arrêts hérités du réseau départemental Lihsa, qui prennent la forme d’un totem rouge et blanc rappelant les couleurs de la Savoie, sont progressivement retirés et remplacés par des poteaux J’ybus identiques à ceux utilisés sur le réseau urbain à Rumilly depuis 2019. Dans la foulée, l’arrêt Beau Soleil, situé à la frontière entre Rumilly et Sales, est déplacé de quelques mètres afin de pouvoir être desservi par le car devant assurer la future ligne J4.

### 2023: l’extension du réseau J’ybus
Le 2 janvier 2023, le réseau est agrandi à la suite de l’intégration des anciennes lignes 32 et 33, héritées du réseau départemental Lihsa et gérées par la communauté de communes depuis septembre 2018,,. La première est renommée J5, la seconde devient la J4. Les parcours sont légèrement revus, avec entre autres la desserte du chef-lieu de Sales par la J4,, alors qu’il était jusque là contourné par le sud, tandis que la J5 assure un crochet à Vallières-sur-Fier pour desservir le camping municipal,. En revanche, en prévision de la modification à venir du tracé de la J5 pour desservir le chef-lieu de Vaulx au terme des travaux d’aménagement de ce dernier, trois arrêts sont supprimés du parcours de la nouvelle ligne sur le territoire des communes d’Hauteville-sur-Fier (Les Onges et Les Grands Prés) et de Vaulx (La Croix),. La différence principale des tracés reste toutefois au niveau du bassin annécien, avec l’abandon de la desserte de la gare routière d’Annecy au profit d’une correspondance en entrée d’agglomération avec les lignes structurantes, dites Rythmo, du réseau Sibra,,. La J4 vient ainsi se connecter à la Ryhtmo 3 au niveau du stade de Chavanod,,, à l’est d’Annecy, après avoir remonté la route des Creuses depuis la gare de Rumilly, tandis que la J5 communique au collège et au lycée de Poisy avec la Ryhtmo 1,,, au nord de l’agglomération. La fréquence est également largement améliorée, passant de deux allers-retours quotidiens du lundi au vendredi à 9 pour la J4 et 7 pour la J5,,, les lignes ne circulant pas le samedi en cette première année d’exploitation. Une ligne à vocation scolaire double la J5 entre Vallières-sur-Fier et Poisy, à l’exception de la desserte du chef-lieu de Vaulx, avant de desservir les lycées de Cran-Gevrier et du centre-ville d’Annecy. Ce service assure, du lundi au vendredi scolaire, un aller le matin et un retour le soir, auxquels s’ajoute un retour le mercredi midi. Toutefois, en raison d’un retard dans la livraison des véhicules définitifs, la ligne J4 et le renfort scolaire de la J5 sont temporairement assurées avec deux cars de location ne disposant pas d’ascenseur pour les fauteuils roulants ni de racks à vélos. Les autocars des nouvelles lignes sont toutefois identifiés dans un premier temps par la présence des logos du réseau et de la communauté de communes apposés sur leurs flancs, avant d’être floqués intégralement le 15 mars pour le véhicule de la ligne J5.
À l’occasion du lancement des nouvelles lignes, l’ensemble des horaires du réseau sont révisés, tandis que des abonnements intermodaux entre les deux réseaux sont mis en place. Une légère hausse des tarifs est également réalisée, à l’exception du ticket 1 heure qui est maintenu à 1 € sur l’ensemble du réseau J’ybus. Une convention est également signée avec la communauté de communes Fier et Usses afin de définir les conditions d’exploitation de la ligne J5, qui traverse cette intercommunalité sur 4,5 km en desservant trois arrêts. Il est notamment convenu l’implantation de poteaux d’arrêts J’ybus aux arrêts desservis, ainsi que le fait que la tarification pour cette desserte est identique à celle appliquée sur l’ensemble de la ligne, mais surtout une aide financière à hauteur de 25 000 € de la part de Fier et Usses pour le financement du service.

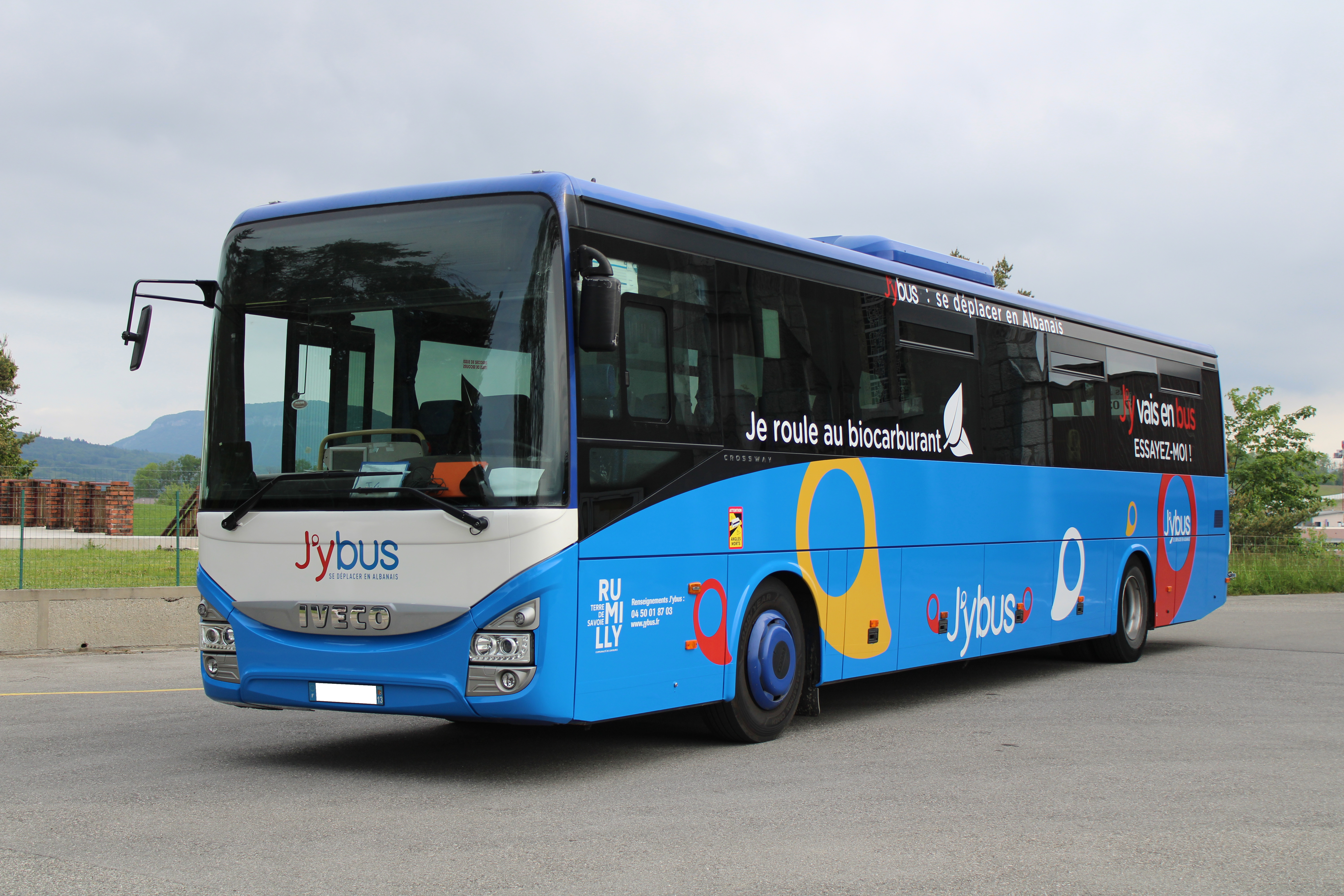
L'un des deux Iveco Crossway acquis par Albanais Voyages pour la J4.

En mai 2023, le transporteur Albanais Voyages reçoit ses nouveaux véhicules pour la ligne J4 et le renfort scolaire de la J5. Il s’agit de deux Iveco Crossway, acquis d’occasion auprès de la SUMA via Iveco Bus. Ils sont rapidement mis aux couleurs du réseau, et convertis au biocarburant dans l’été. Ils remplacent alors deux autres Iveco Crossway, loués auprès du groupe Bacqueyrisses depuis le début de l’année.

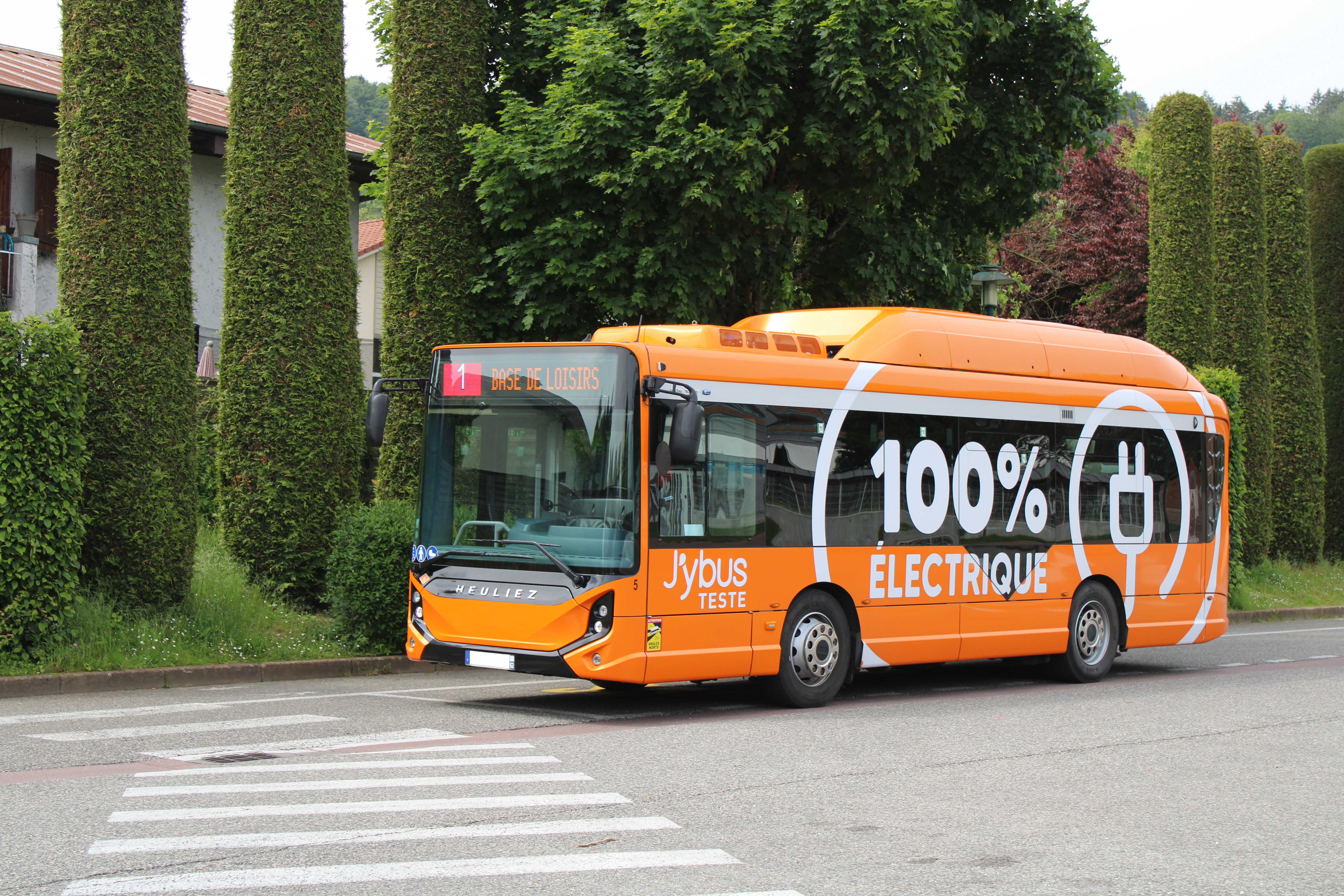
Le Heuliez GX137 Elec est testé sur la ligne 1 du 19 au 31 mai 2023.

Dans le même temps, le réseau teste, du 19 au 31 mai 2023, un Heuliez GX137 Elec sur la ligne structurante 1,,. L’objectif de ce test est alors de s’assurer de l’autonomie du véhicule et de sa capacité à se déplacer dans les rues étroites de Rumilly. Cet essai est la conclusion d’un processus de long terme, dont la réflexion a été entamée avant même le lancement du réseau et a commencé à se concrétiser en décembre 2020, lorsque la communauté de communes est lauréate de l’Appel à Manifestation d’Intérêt (AMI) BUSELEC de l’ADEME,. À la suite de cela, une étude sur la faisabilité d’exploiter un bus électrique sur la ligne 1 du réseau est réalisée en 2021 par le cabinet d’études Transitec-Intermezzo et co-financée à hauteur de 50% par l’ADEME. L’expérience est un succès, puisqu’elle permet de confirmer la capacité technique à exploiter ce type de bus sur le réseau, tant en terme d’autonomie que de taille, et que le véhicule est apprécié tant auprès des conducteurs que des usagers. Le magazine d’informations de la communauté de communes qui parait en juillet 2023 annonce alors la commande d’un exemplaire pour une mise en service prévue en 2024, ainsi qu’une borne de recharge de 50 kWh permettant de le recharger pendant la nuit. L’investissement, estimé à 500 000 € au total avec le pack batteries et la prise de recharge,, est co-financé par le Conseil départemental de la Haute-Savoie à hauteur de 150 000 € dans le cadre du contrat départemental d'avenir et de solidarité (CDAS),. L’achat est finalement abandonné peu de temps après, lorsque la consultation menée par la Centrale d’Achat du Transport Public (CATP) pour le compte de l’intercommunalité est réévalué à près de 595 000 € TTC.

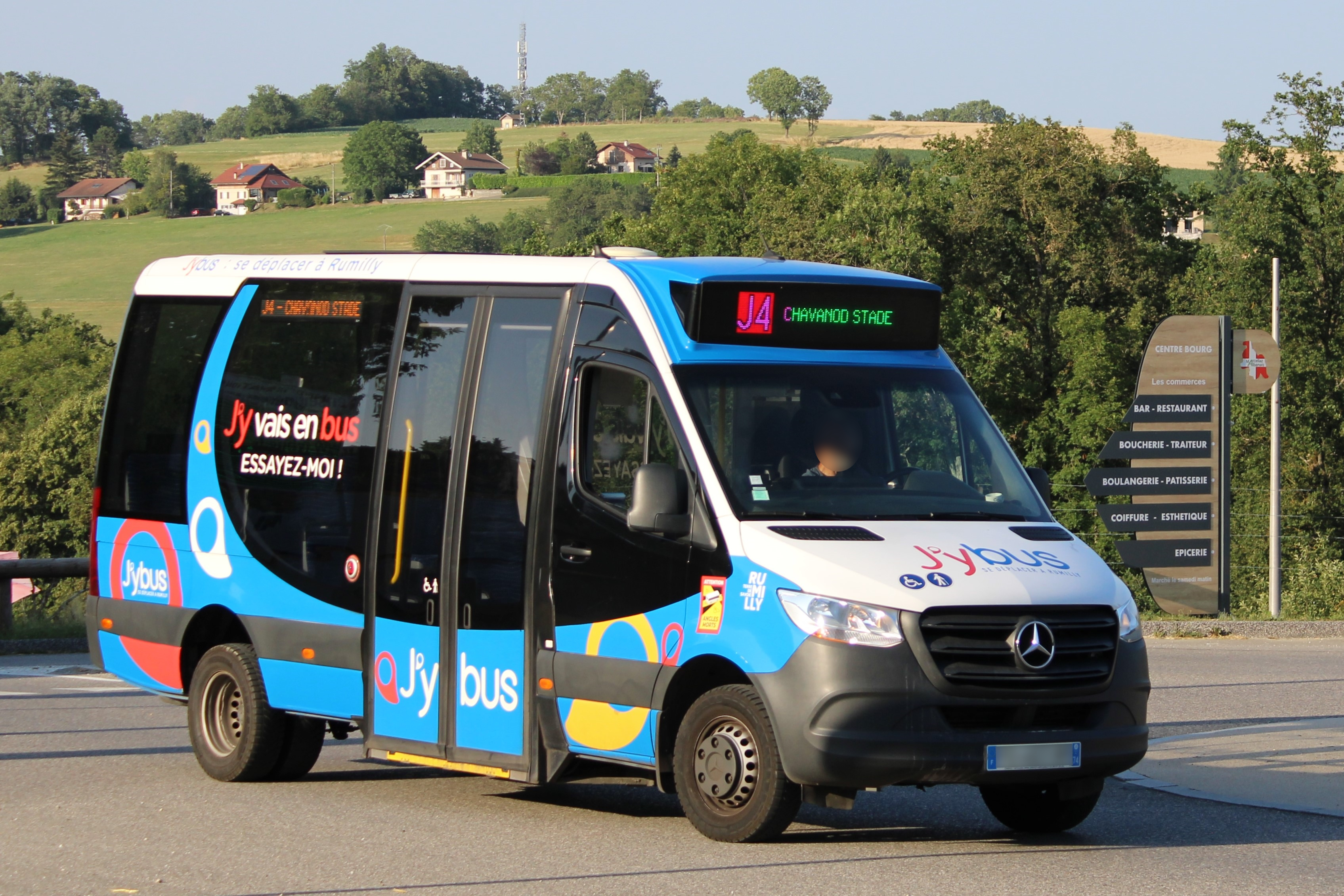
En raison des travaux de l’autopont de Rumilly, le réseau est scindé en deux et la J4 est assurée avec un minibus.

Le 1er juillet 2023, le versement mobilité est augmenté de 0,35 % à 0,45 % à la suite d’un vote du conseil communautaire. À partir du 10 juillet, le réseau est scindé en deux en raison de la fermeture pour travaux de l’autopont de Rumilly, qui permet de relier la ville-centre à Sales,. La ligne 2 ne dessert plus le quartier des Grumillons et assure son terminus à l’arrêt Pont Neuf,. Cet arrêt, habituellement desservi par l’ensemble des lignes du réseau, devient le pôle d’échanges pour les usagers souhaitant emprunter la J4 qui ne peut plus entrer dans le centre-ville de Rumilly et est donc limitée à l’arrêt Pavé,. Une passerelle pour les piétons passe sous l’autopont et permet donc, depuis le quartier du Pont Neuf, de relier l’arrêt Beauregard, avant-dernier arrêt desservi par la J4,. La ligne est également assurée par un Dietrich City 29, mis à disposition d’Albanais Voyages par la Sibra, en raison de l’impossibilité de stationner un autocar dans l’aire provisoire aménagée pour le véhicule affecté au service. Le 11 août, avec une semaine d’avance, la réouverture de l’autopont permet de rétablir le réseau dans sa configuration habituelle.
Au 1er septembre 2023, la SIBRA récupère l’exploitation de la ligne 2 et de fait le minibus qui y est affecté.
Le 30 septembre 2024, le conseil communautaire de Rumilly Terre de Savoie, faisant suite à l’abandon temporaire de la propulsion électrique pour son projet de midibus, valide le recentrage du projet sur un véhicule à propulsion thermique répondant aux normes environementales €6, et son achat via la CATP. Cette acquisition, évaluée à 65% moins cher que l’option électrique, est budgetée à envion 250 000 €, et la livraison du véhicule est annoncée sous 42 semaines. Le compte-rendu du conseil communautaire ne précise pas le modèle retenu, mais le catalogue de la CATP en propose deux à cette date : le Mercedes-Benz Citaro K C2 ou l’Otokar Vectio C.

## Organisateurs du réseau

### Autorité organisatrice
L’autorité organisatrice de la mobilité (AOM) est la communauté de communes Rumilly Terre de Savoie. Fondée en 1999, l’intercommunalité couvre un territoire de 170 km2, répartis en 17 communes pour 32 106 habitants (en 2019). Toutefois, la commune de Rumilly regroupe, avec 15 944 résidents en 2020, près de la moitié de la population totale.

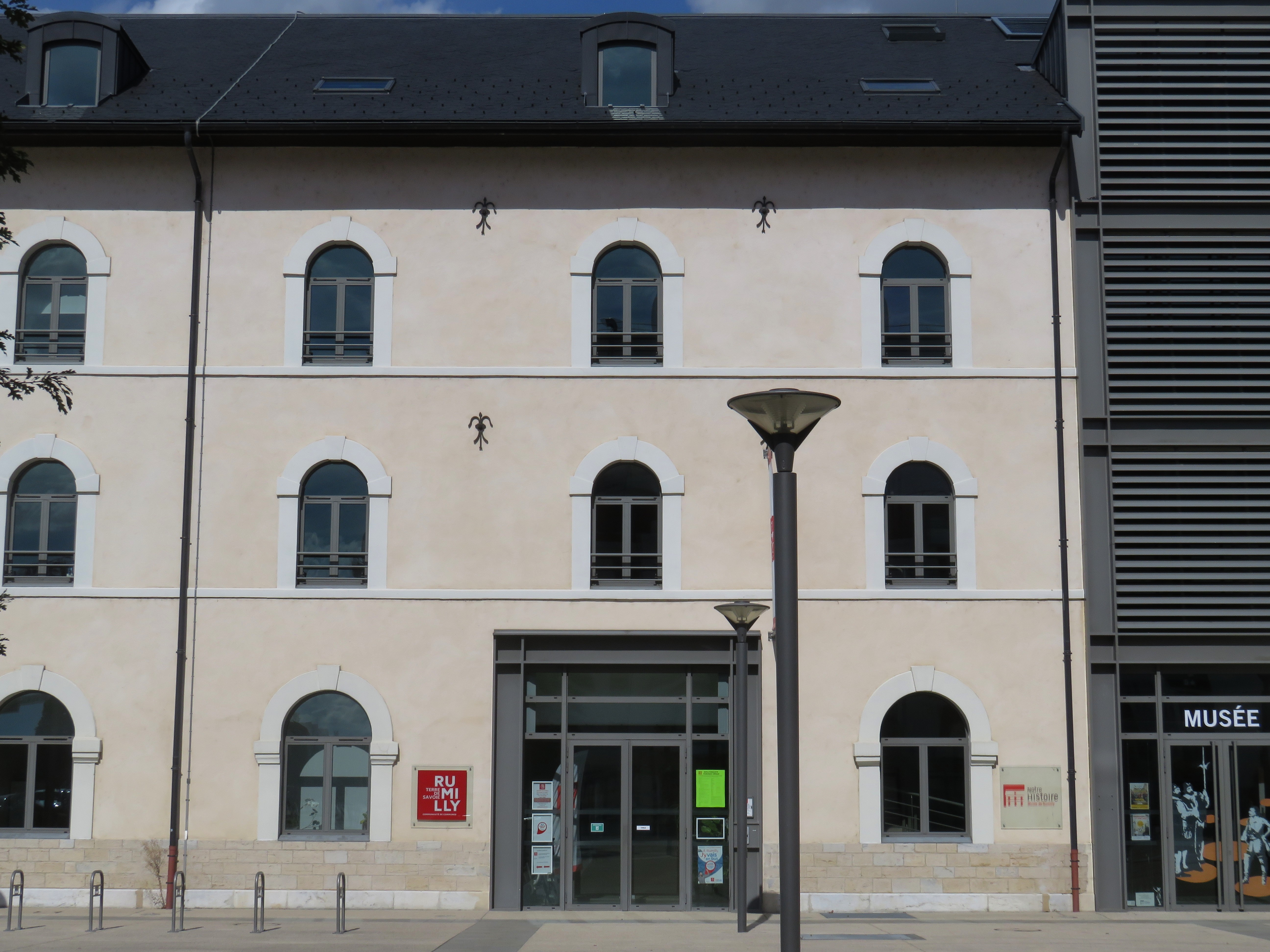
Le siège de Rumilly Terre de Savoie.

Son siège se situe sur la Place de la Manufacture à Rumilly (45° 51′ 43″ N, 5° 56′ 52″ E). Il sert de point d’accueil pour les usagers, en étant le principal point de vente du réseau.
En tant qu’AOM, Rumilly Terre de Savoie s’occupe de prendre les décisions concernant l’évolution et l’exploitation du réseau,. Dans le détail, elle assure les missions suivantes :
- définir la politique des transports en commun de l’agglomération (offre, tarification...) ;
- déterminer les adaptations du réseau en fonction des besoins des habitants ;
- réaliser les investissements lourds (achats de bus, aménagements urbains...) nécessaires au bon fonctionnement du réseau ;
- mettre à disposition de l’exploitant les moyens nécessaires à l’exploitation du réseau (véhicules, dépôts, poteaux d’arrêts) ;
- gérer la partie commerciale du réseau (vente de titres et d’abonnements, définition et approvisionnement du réseau de dépositaires), la réponse aux réclamations et la récupération des objets trouvés ;
- assurer l’information des clients en collaboration avec le service marketing de la SIBRA ;
- prendre les réservations pour la ligne 3, assurée en transport à la demande (TAD).

### Exploitant
L’exploitation du réseau est assurée par la SIBRA dans le cadre d’un contrat d’obligations de service public en vigueur pour 4 ans depuis le 1er septembre 2019, soit jusqu’au 31 août 2023. Créée en janvier 1980, il s’agit d’une société publique locale (SPL) dont Rumilly Terre de Savoie est actionnaire depuis le 1er janvier 2015.

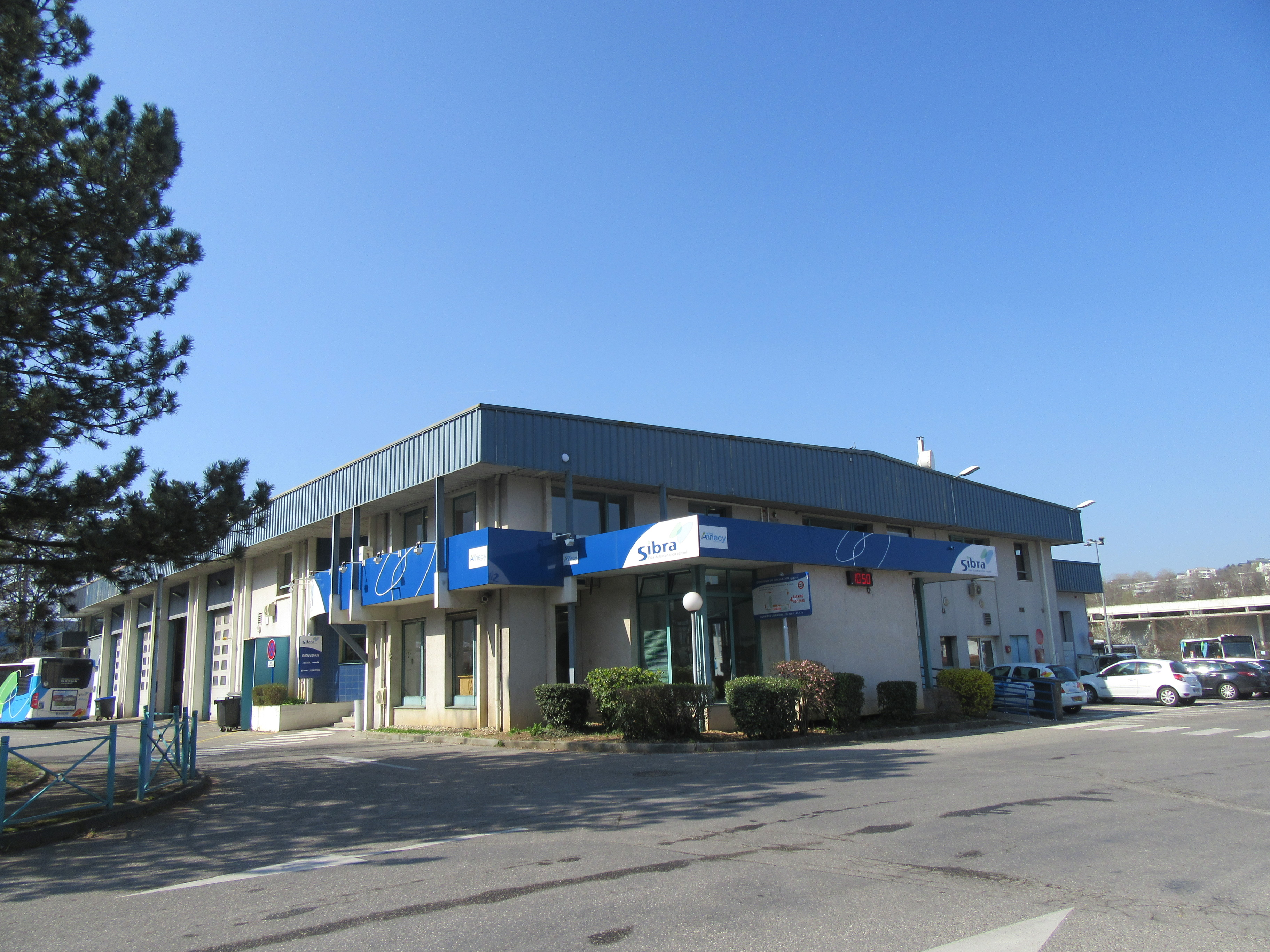
Le siège de la SIBRA.

Son siège se situe dans la zone d’activités de Seynod-Vovray, au 66 Chemin de la Prairie à Annecy (45° 53′ 15″ N, 6° 07′ 07″ E). Il abrite les services mutualisés entre les réseaux d’Annecy et de Rumilly, notamment le service marketing.
La SIBRA est responsable du bon fonctionnement du réseau et de la qualité de service. Plus précisément, elle est chargée :
- du recrutement et de la formation du personnel ;
- de la bonne prestation des départs (respect des horaires, des arrêts et des itinéraires définis) ;
- de conseiller l’intercommunalité en vue d’améliorer l’offre ;
- de réaliser les études et l’évolution du réseau pour le compte de Rumilly Terre de Savoie ;
- de concevoir les supports commerciaux et d’entretenir l’information voyageur (site internet, réseaux sociaux, publicité,...) ;
- de l’entretien et des éventuelles réparations du matériel mis à disposition (véhicules, arrêts, dépôts,...) ;
- de veiller à la qualité de la prestation réalisée par les sous-traitants.

## Le réseau

### Territoire desservi

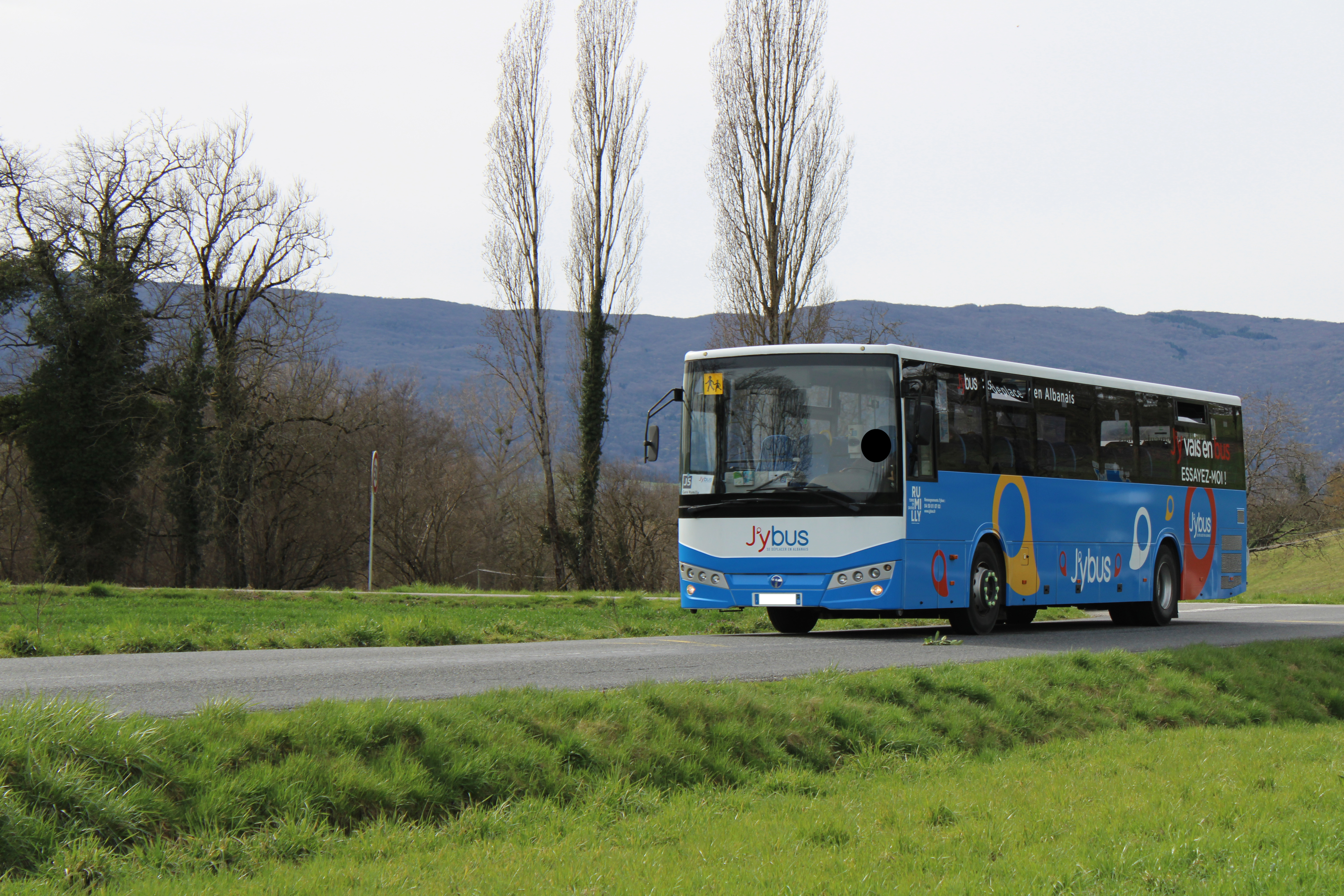
Un Temsa Tourmalin assurant la ligne J5 à Vallières-sur-Fier en mars 2023.

Au moment de son lancement en septembre 2019, le réseau urbain J’ybus dessert la seule commune de Rumilly, bien que le terminus Beau Soleil de la ligne 2 se trouve sur la limite administrative avec la ville de Sales.
À la suite de l’intégration des anciennes lignes du réseau départemental au 2 janvier 2023 sous les indices J4 et J5, le réseau dessert désormais 12 communes, dont 7 sont rattachées à la communauté de communes Rumilly Terre de Savoie,. Il s’agit de :
- Annecy * ;
- Chavanod * ;
- Étercy ;
- Hauteville-sur-Fier ;
- Lovagny * ;
- Marcellaz-Albanais ;
- Nonglard * ;
- Poisy * ;
- Rumilly ;
- Sales ;
- Vallières-sur-Fier ;
- Vaulx.

* Communes non rattachées à la communauté de communes Rumilly Terre de Savoie

### Les lignes
Le réseau J’ybus se compose de cinq lignes, dont trois à vocation urbaine et deux périurbaines.
Les lignes urbaines, numérotées 1, 2 et 3, sont mises en service à l’occasion du lancement du réseau en septembre 2019 selon un schéma dit « en étoile », avec un tronc commun dans le centre-ville et des correspondances sur certains horaires au niveau de la gare. La ligne 1, structurante, dessert la ville dans un axe latitudinal (ouest-est), tandis que la 2 assure l’axe longitudinal (nord-sud). La 3 est quant à elle tournée vers les quartiers résidentiels à l’ouest de Rumilly et assurée sur le principe du transport à la demande (TAD), c’est-à-dire qu’il est nécessaire de réaliser une inscription gratuite au préalable et de réserver de la course la veille,.
Assurées du lundi au samedi, elles disposent toutefois d’amplitudes variables, avec des débuts de service compris entre 6 h 25 et 7 h, tandis que les fins de service s’étalent entre 19 h 20 pour la 3 à 20 h 15 pour la 1. On note également que cette ligne dispose de différentes périodes de fonctionnement, avec des horaires spécifiques pour les mois de juillet et août, et des départs propres au samedi le reste du temps. La fréquence des lignes est également très différente, oscillant entre 20 et 30 minutes pour la 1, tandis que les deux autres sont limitées à un passage toutes les 50 à 60 minutes.
| No | Date d'ouverture  | Parcours              | Parcours                  | Longueur | Matériel         | Exploitant      |
| No | Date d'ouverture  | Terminus 1            | Terminus 2                | Longueur | Matériel         | Exploitant      |
| -- | ----------------- | --------------------- | ------------------------- | -------- | ---------------- | --------------- |
| 1  | 14 septembre 2019 | Rumilly - Hôpital     | Rumilly - Base de Loisirs | 8 km     | City 29          | Sibra           |
| 2  | 14 septembre 2019 | Rumilly - Beau Soleil | Rumilly - Arcalod         | 5,1 km   | City 29          | Sibra           |
| 3  | 14 septembre 2019 | Rumilly - Eau Vive    | Rumilly - Praillats       | 6,5 km   | Minibus 9 places | Voyages Grillet |

Les lignes périurbaines, lancées le 2 janvier 2023, se distinguent des urbaines par leurs numéros précédées d’un J, avec la J4 et la J5,. Il s’agit en réalité d’anciennes lignes du réseau départemental Lihsa, numérotées 32 et 33, dont l’intercommunalité avait repris la gestion au 1er septembre 2018. Au départ de la gare de Rumilly, elles assurent une liaison vers le bassin annécien où elles se mettent en correspondance avec le réseau urbain Sibra. La J4 monte vers Chavanod (ou Annecy sur certaines courses) via Sales, Marcellaz-Albanais et Étercy, tandis que la J5 fait son terminus à Poisy après avoir traversé Vallières-sur-Fier, Hauteville-sur-Fier, Vaulx, Nonglard et Lovagny.
Assurées du lundi au vendredi, elles disposent d’horaires à l’année et assurent respectivement 9 et 7 allers-retours quotidiens sur une amplitude allant de 6 h 50 pour le premier départ de la gare de Rumilly jusqu’à 20 h 24 pour l’arrivée la plus tardive.
| No | Date d'ouverture | Parcours       | Parcours                                        | Longueur          | Matériel | Exploitant       |
| No | Date d'ouverture | Terminus 1     | Terminus 2                                      | Longueur          | Matériel | Exploitant       |
| -- | ---------------- | -------------- | ----------------------------------------------- | ----------------- | -------- | ---------------- |
| J4 | 2 janvier 2023   | Rumilly - Gare | Chavanod - Stade (ou Annecy - Lycée Baudelaire) | 17,9 km (22,3 km) | Autocars | Albanais Voyages |
| J5 | 2 janvier 2023   | Rumilly - Gare | Poisy - Lycée                                   | 29,1 km           | Autocars | Voyages Grillet  |

Lignes scolaires
La communauté de communes est également chargée des transports scolaires sur son territoire. Celui-ci est entièrement indépendante du réseau J’ybus et n’est accessible que pour les élèves inscrits au service. Le prix de l’abonnement est dégressif en fonction du nombre d’enfants dans le foyer à utiliser les lignes.

Depuis le 2 janvier 2022 et l’intégration des lignes 32 et 33 au réseau J’ybus, un renfort scolaire de la ligne J5 a été mis en place afin de compenser l’abandon de la desserte d’Annecy par les lignes régulières. Au départ de l’église de Vallières-sur-Fier, ce service à destination des seuls élèves scolarisés sur le bassin annécien traverse successivement Hauteville-sur-Fier, Nonglard Lovagny et Poisy avant de desservir trois arrêts sur Annecy à proximité des principaux lycées : Tom Morel pour le secteur de Cran-Gevrier (Baudelaire, Les Bressis et Tom Morel), Mandallaz pour sa proximité avec le pôle d’échanges de la gare et donc des établissements situés dans le quartier (Berthollet et Germain Sommeiller), et Gabriel Fauré pour Seynod (Gabriel Fauré, Gordini et Saint-Michel).

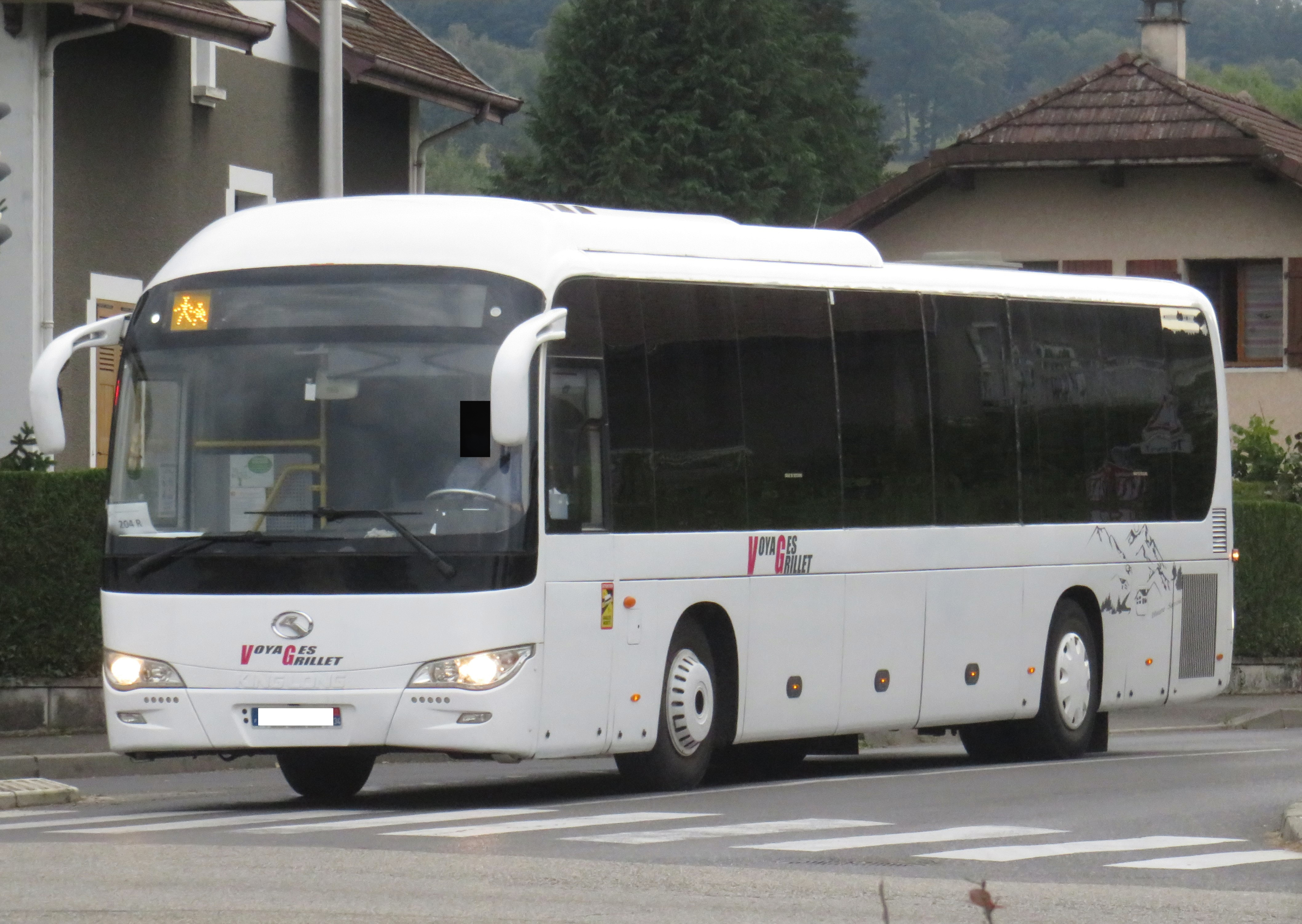
Un autocar sur le service scolaire 204 R, reliant Rumilly à Massingy le soir.

À la rentrée 2024, Rumilly Terre de Savoie organise 41 lignes scolaires en direction des communes environnantes. Celles-ci changent d’indicatif en fonction du moment de la journée et des écoliers visés. Ainsi, elles sont numérotées en 0xx pour les départs du matin (ouverts à tous), et en 1xx et 2xx le soir, les premiers étant réservés aux collégiens et les seconds aux lycéens. Le mercredi midi, l’indicatif 1xx devient 3xx, tandis que le 2xx devient 4xx, mais la logique collégiens/lycéens reste identique. Les circuits destinés aux primaires sont quant à eux tout le temps identifiés en 5xx.
| Communes             | Lignes scolaires desservant la commune                                                                                               |
| -------------------- | --- |
| Bloye                | 015 / 017 / 025 / 026 |
| Boussy               | 013 / 014 / 035 |
| Crempigny-Bonneguête | 001 / 002 / 012 / 501 |
| Étercy               | 031 / 035 / 038 |
| Hauteville-sur-Fier  | 027 / 029 / 030 |
| Lornay               | 021 / 022 |
| Marcellaz-Albanais   | 032 / 033 / 034 / 035 / 038 |
| Marigny-Saint-Marcel | 023 / 024 / 025 / 026 |
| Massingy             | 003 / 004 / 006 / 036 |
| Moye                 | 007 / 008 / 036 |
| Rumilly              | 001 à 038 / 503 / 504 / 505 / Navettes Clergeon vers Demotz ou Porte des Alpes ou Albanais / Navettes Albanais vers Demotz ou Chéran |
| Saint-Eusèbe         | 009 / 011 / 030 |
| Sâles                | 009 / 010 / 013 / 014 / 030 / 032 / 033 / 035 / 038                                                                                  |
| Thusy                | 009 / 010 / 028 / 030 / 509 |
| Vallières-sur-Fier   | 001 / 002 / 011 / 012 / 018 / 019 / 020 / 022 / 037 / 502                                                                            |
| Vaulx                | 009 / 010 / 027 / 029 / 030 |
| Versonnex            | 001 / 002 / 012 / 502 |

Neuf communes extérieures à la communauté de communes sont également desservies par les transports scolaires de l’intercommunalité. Il s’agit de cinq communes de la communauté de communes Usses et Rhône (Clermont, Desingy, Droisy, Menthonnex-sous-Clermont et Seyssel) et de quatre communes de la communauté d’agglomération du Grand Annecy (Alby-sur-Chéran, Chapeiry, Saint-Félix et Saint-Sylvestre). A l’inverse, les lignes scolaires 515 et 516 du Grand Annecy viennent desservir le collège du Chéran et assurent, pour la première, une partie du ramassage scolaire sur le territoire de la commune de Marigny-Saint-Marcel.
Ligne occasionnelle

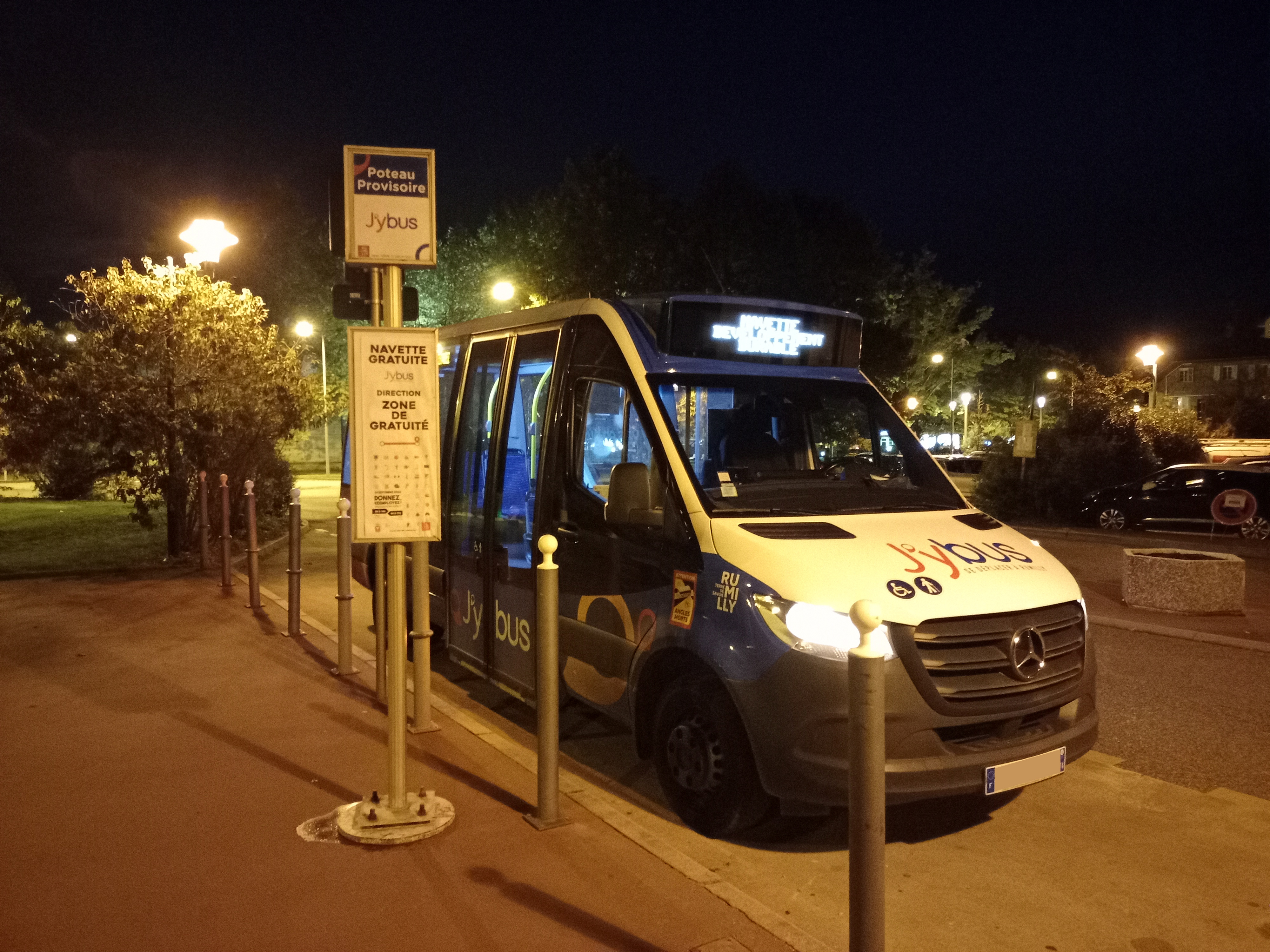
En septembre 2022, une navette gratuite est assurée à l’occasion du village du développement durable.

Le réseau met quelquefois en place, en fonction des événements qui se déroulent à Rumilly, des services spécifiques. On note ainsi la mise en place, pour le village du développement durable qui se déroule le 24 septembre 2022, d’une navette gratuite reliant la place d’Armes, où se déroule l’événement, à la salle des fêtes de Rumilly, où est organisée une zone de gratuité. Cadencée à raison d’un départ à la demi-heure, la navette est assurée par un minibus du réseau J’ybus, qui circule selon une boucle entre les arrêts Place d’Armes et un arrêt provisoire installé à la salle des fêtes.

### Service aux voyageurs

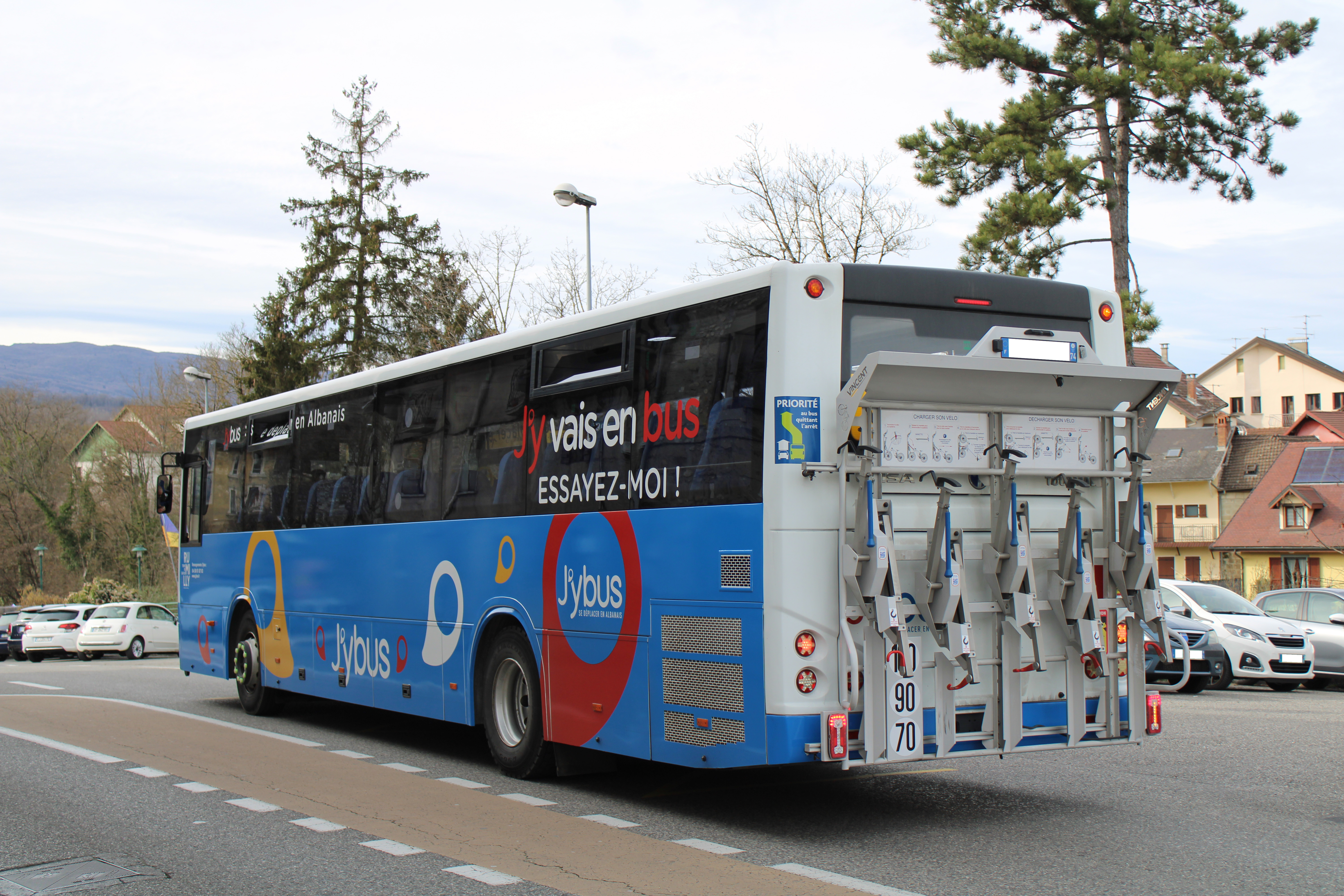
Les autocars des lignes périurbaines sont équipés de porte-vélos.

Afin de favoriser l’intermodalité, la communauté de communes a fait l’acquisition de deux porte-vélos, installés sur la face arrière des autocars affectés aux lignes périurbaines J4 et J5,. Grâce à cet équipement, les usagers du réseau peuvent utiliser le car et poursuivre leur trajet en vélo.
Ce système, entièrement gratuit pour l’usager puisqu’il ne nécessite aucun surcoût pour le transport du vélo, peut embarquer jusqu’à 5 vélos simultanément. La manutention du cycle afin de l’installer sur le support est à réaliser par l’usager, mais la manipulation est expliquée sur le porte-vélos.

### Voies dédiées

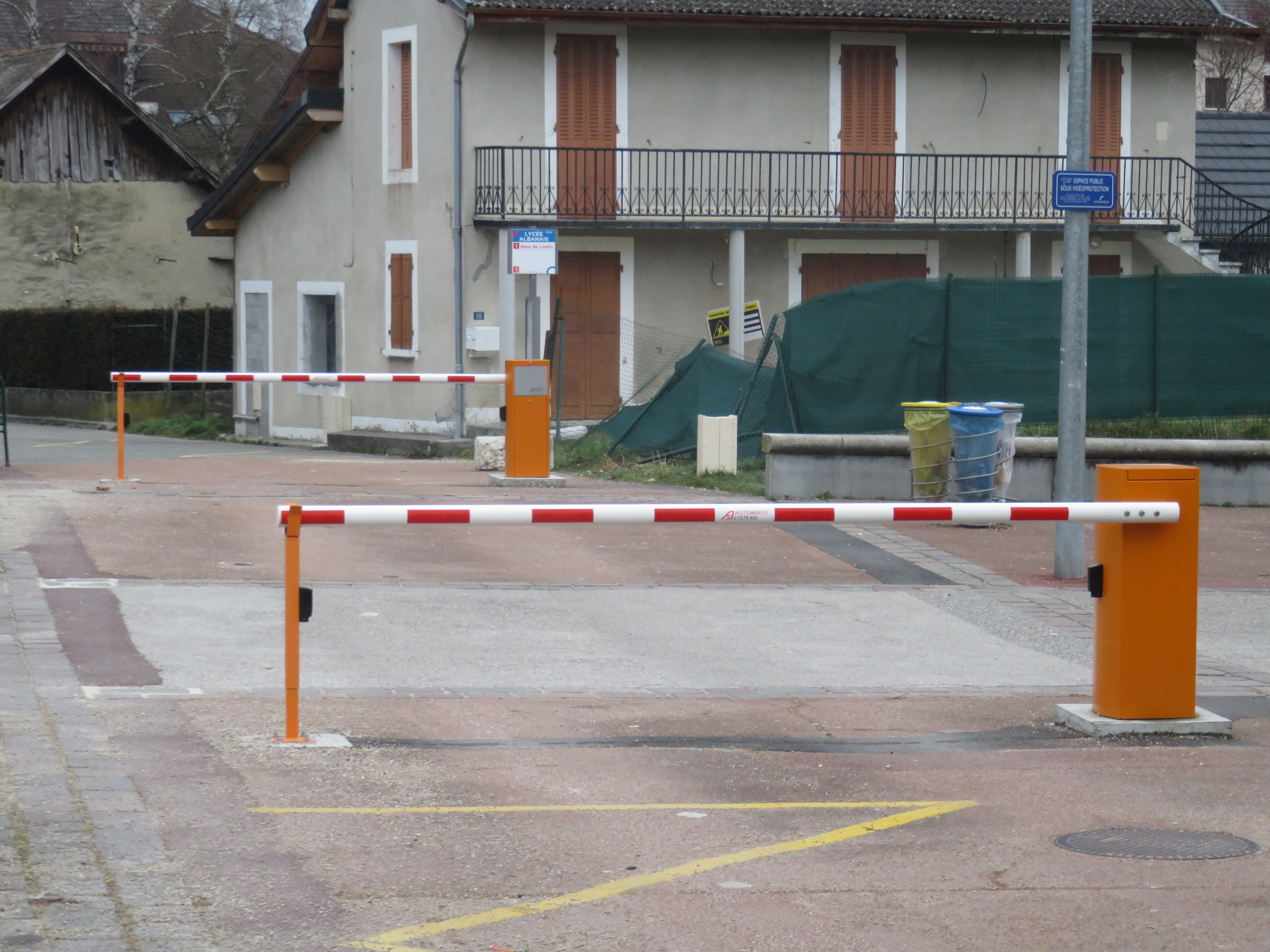
Les autobus de la ligne 1 sont les seuls véhicules autorisés à traverser le mail piéton de l’Albanais, réservé aux modes doux.

Le réseau dispose de quelques voies qui lui sont réservées. On note notamment une aire de retournement au niveau du terminus sud de la ligne 1, sur le parking de la base de loisirs,, mais surtout l’autorisation de traverser le mail piéton situé devant le lycée de l’Albanais, qui est interdit à toute autre circulation motorisée. Deux barrières relevables, dont l’ouverture est télécommandée depuis le poste de conduite des véhicules, permet aux bus de relier les deux tronçons de la Route du Bouchet en 50 mètres, tandis que les autres véhicules doivent réaliser un détour de 2 kilomètres via le Boulevard Louis Dagand et l’Avenue Franklin Roosevelt.

### Projets

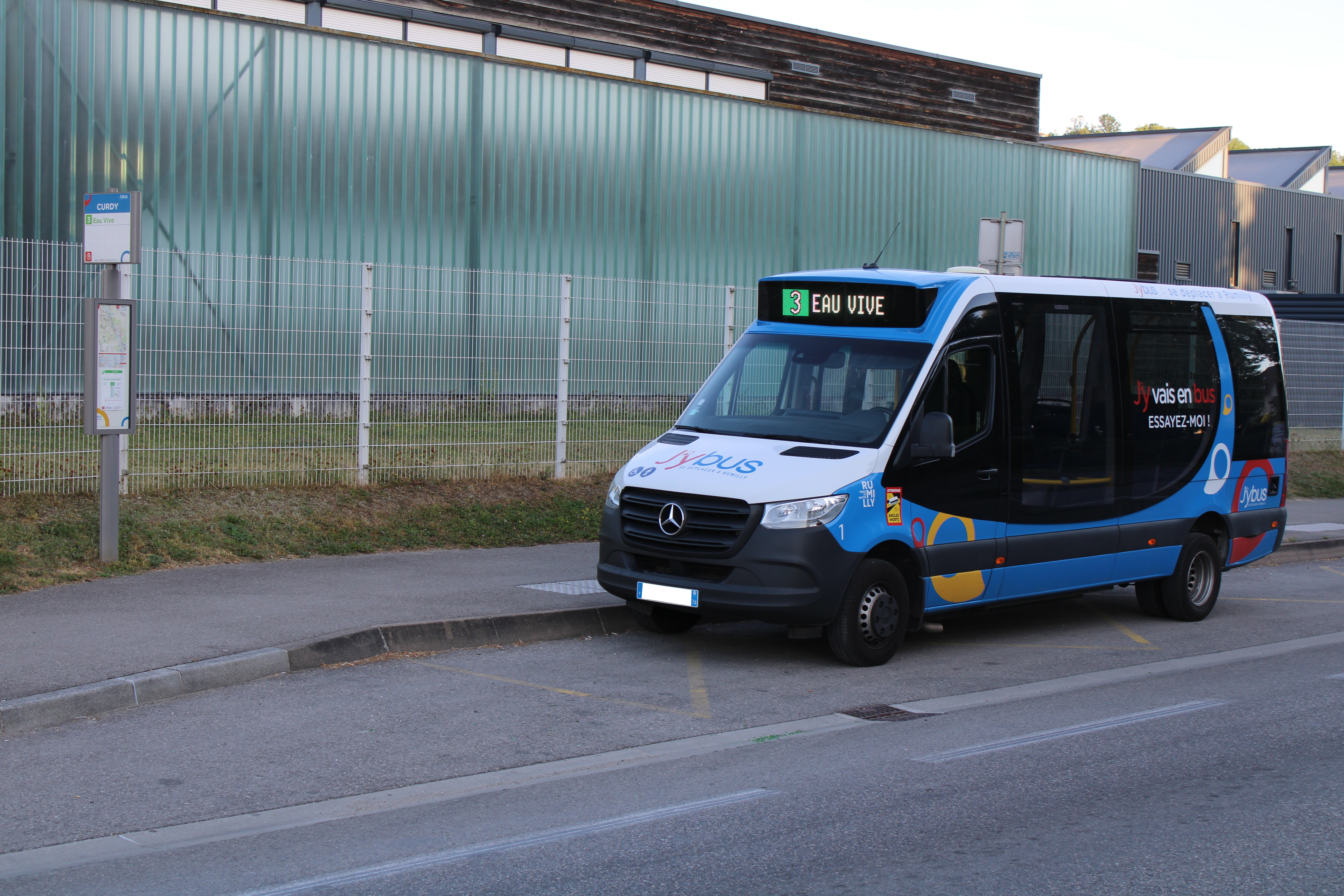
Le passage de la ligne 3 en ligne régulière est évoqué avant même le lancement du réseau.

Plusieurs projets sont évoqués depuis le lancement du réseau en septembre 2019. Le principal est le passage de la ligne 3, actuellement en transport à la demande (TAD), en ligne régulière. Évoqué avant même la mise en service de J’ybus, ce point revient régulièrement dans les enquêtes menées auprès de la clientèle. Il est intégré au budget prévisionnel 2021, avec une mise en service envisagée au premier trimestre 2022,. Les frais d’exploitation sont estimés à 140 000 € par an, auxquels il faut ajouter un certain nombre d’investissements, tels que l’aménagement des terminus et l’acquisition d’un nouveau véhicule. Il est alors envisagé d’acheter un midibus afin de renforcer le parc de la ligne 1, qui voit des surcharges régulières en heures de pointe, afin de transférer un minibus sur la 3. Il est finalement reporté à une date ultérieure au profit de l’extension du réseau vers les communes environnantes par l’intégration des lignes interurbaines 32 et 33, qui prend effet au 1er janvier 2023, et le développement de la vélostation J’yVélo en gare de Rumilly dans le cadre d’un partenariat avec la SNCF.

### Accessibilité aux personnes à mobilité réduite

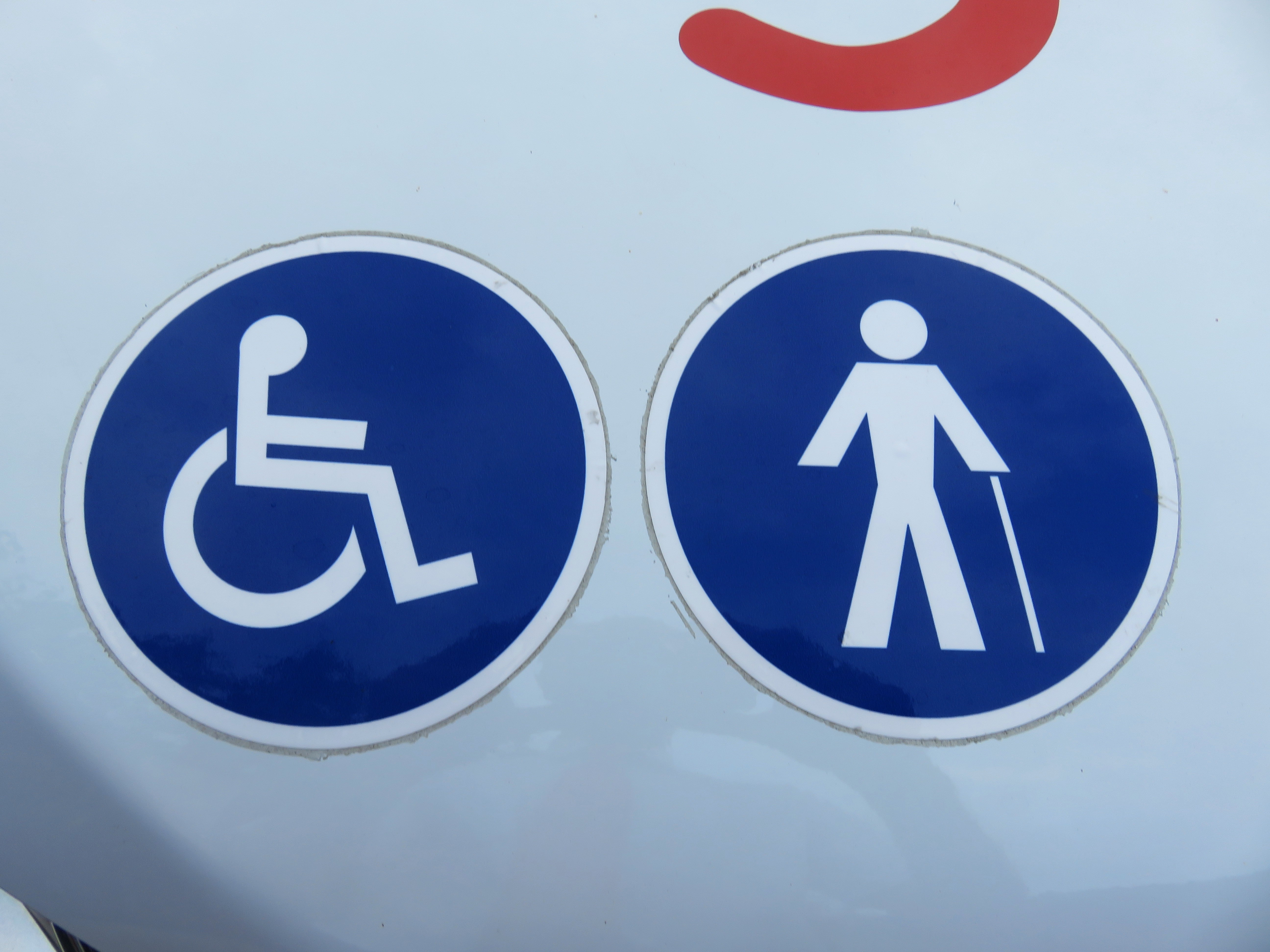
Les logos signalant la présence d’aménagement pour les UFR (à gauche) et PMR (à droite) sur un minibus.

Afin de se mettre en conformité avec les lois sur l’accessibilité des transports en commun, Rumilly Terre de Savoie s’est doté d’une flotte de cinq minibus neufs entièrement accessibles aux PMR. Cette accessibilité est rappelée par la présence, sur les capots moteur des véhicules, de deux pictogrammes signalant respectivement la présence à bord d’aménagement pour les personnes à mobilité réduite (PMR) et pour les utilisateurs de fauteuils roulants (UFR). Les véhicules du transport à la demande sont également accessibles.

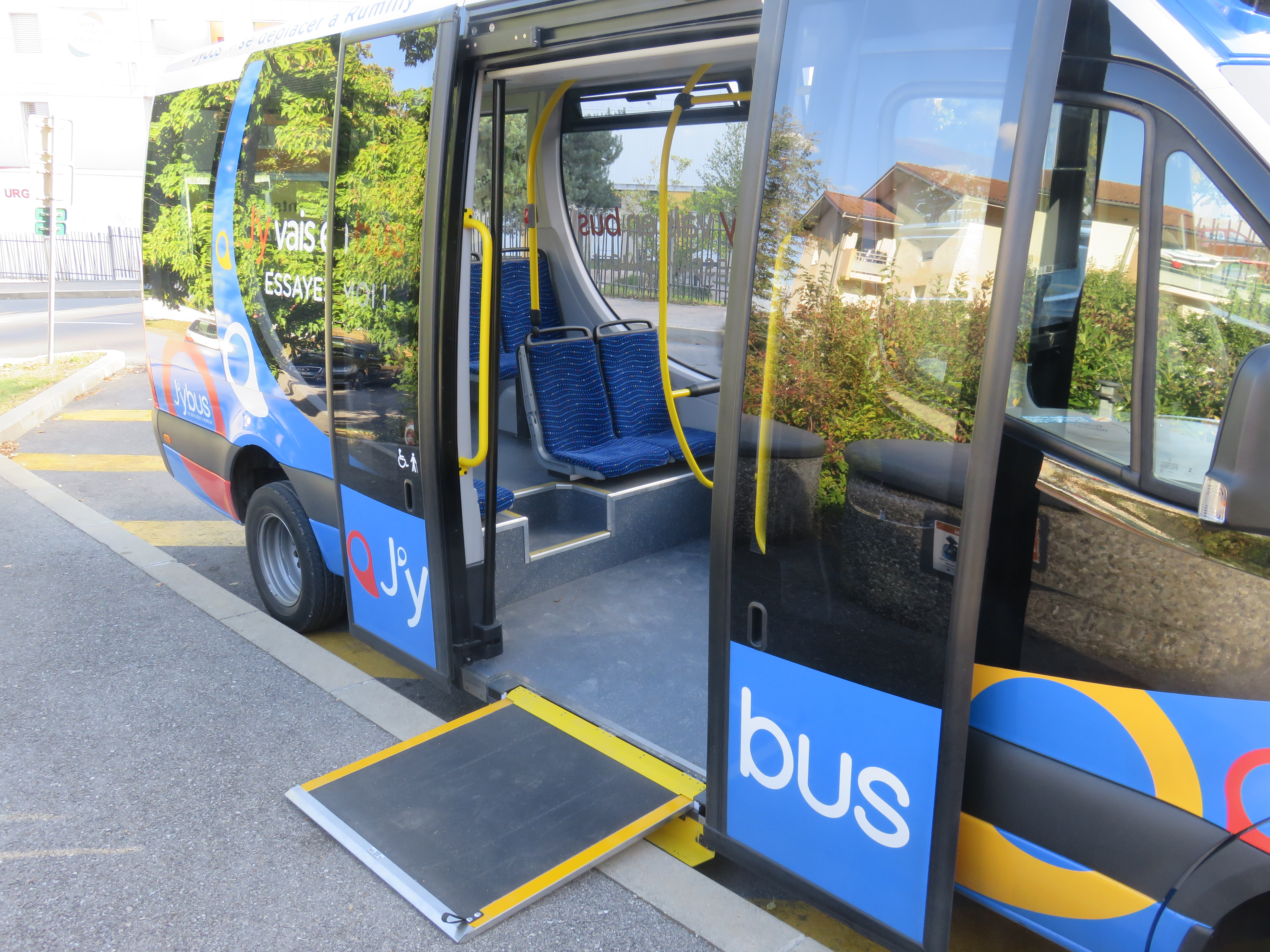
Un City 29 avec la rampe d’accès sortie. Le plancher bas et les sièges réservés aux PMR sont également visibles.

Les Dietrich City 29 circulant sur les lignes 1 et 2 sont ainsi tous équipés, sous la porte latérale, d’une rampe d’accès rétractable,,,. Celle-ci est sortie manuellement par le conducteur en présence d’un utilisateur de fauteuil roulant (UFR) à l’arrêt,,. Une fois à bord, le passager dispose d’un emplacement adapté, situé dos à la route à l’arrière du poste de conduite,. Un totem d’arrimage permet de plaquer le dossier du fauteuil, tandis qu’un accoudoir relevable est situé sur le côté gauche,. Sur le côté droit, un bouton permet de demander l’arrêt sans se déplacer, mais également de signaler au conducteur, par un voyant spécifique au tableau de bord, la nécessité de sortir la rampe à l’arrêt suivant.
Les véhicules sont également conçus pour les personnes à mobilité réduite, en étant dotés d’un plancher bas dans la partie centrale, au niveau de la porte latérale. Trois sièges sont situés à ce niveau, et de fait réservés en priorité aux personnes à mobilité réduite. Un écriteau rappelle les personnes concernées par cette priorité : femmes enceintes, ainsi que les personnes âgées, avec des enfants en bas âge, handicapées, invalides ou ayant des problèmes de vue.
Les personnes souffrant de handicap invisible ne sont pas oubliées. Pour les personnes souffrant de surdité, un bandeau à led installé au-dessus de l’emplacement pour UFR indique le nom de l’arrêt desservi ou en approche. Ce dispositif est doublé par une annonce sonore à l’intérieur du véhicule, tandis qu’à l’approche d’un arrêt, la ligne et la destination du bus sont signalés par un message sonore pour les personnes malvoyantes. Les boutons de demande d’arrêt sont également complétés par l’inscription STOP en braille.

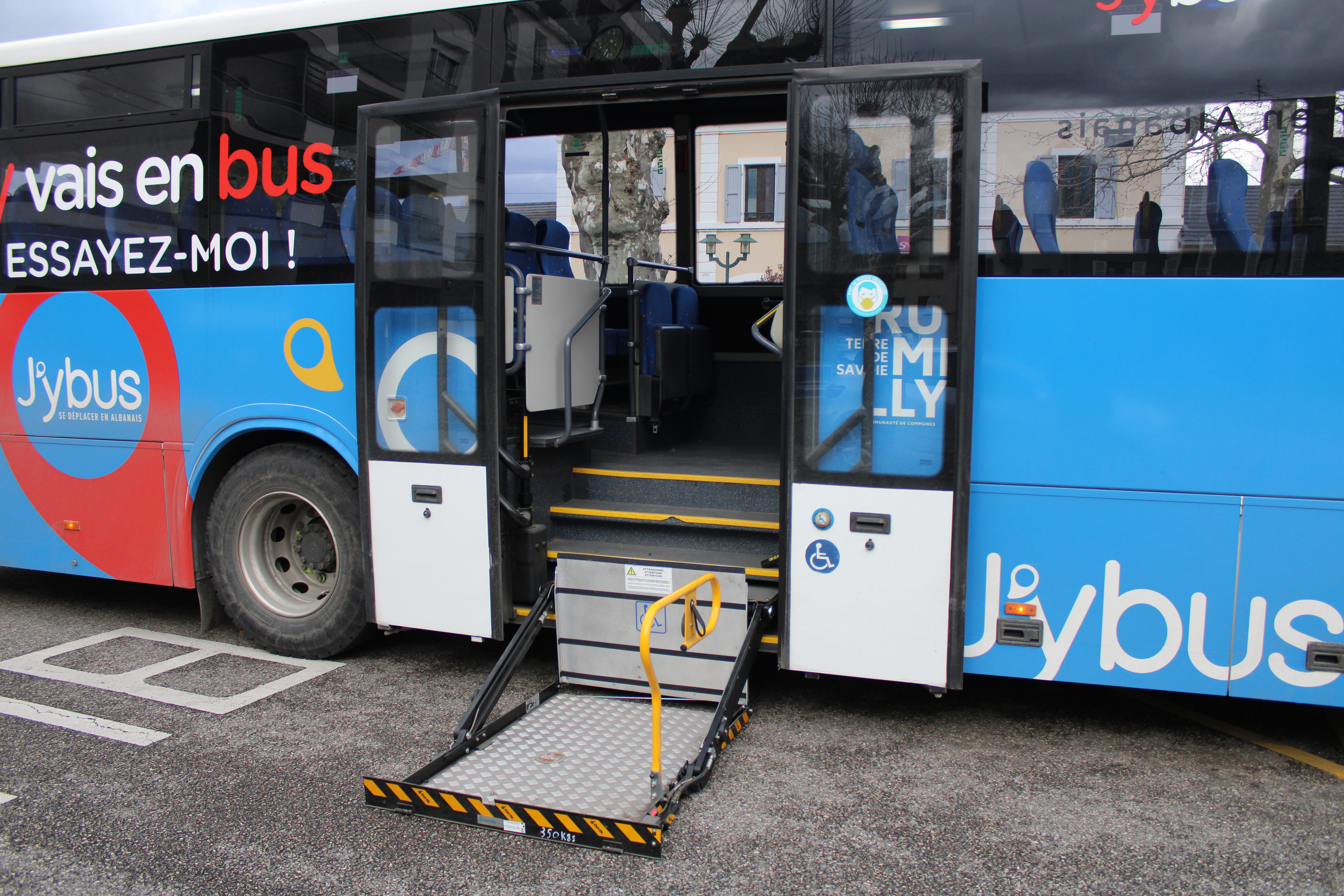
Les autocars des lignes périurbaines sont équipés d’un ascenseur pour les UFR.

Depuis le 2 janvier 2023 et le lancement des lignes périurbaines J4 et J5, deux autocars circulent sur le réseau. S'ils ne disposent pas d’un plancher bas, ils sont toutefois équipés d’un ascenseur pour les utilisateurs de fauteuil roulant (UFR) au niveau de la porte centrale, ainsi que de sièges pour les personnes à mobilité réduite (PMR) à l’avant, à proximité du poste de conduite.

### Arrêts

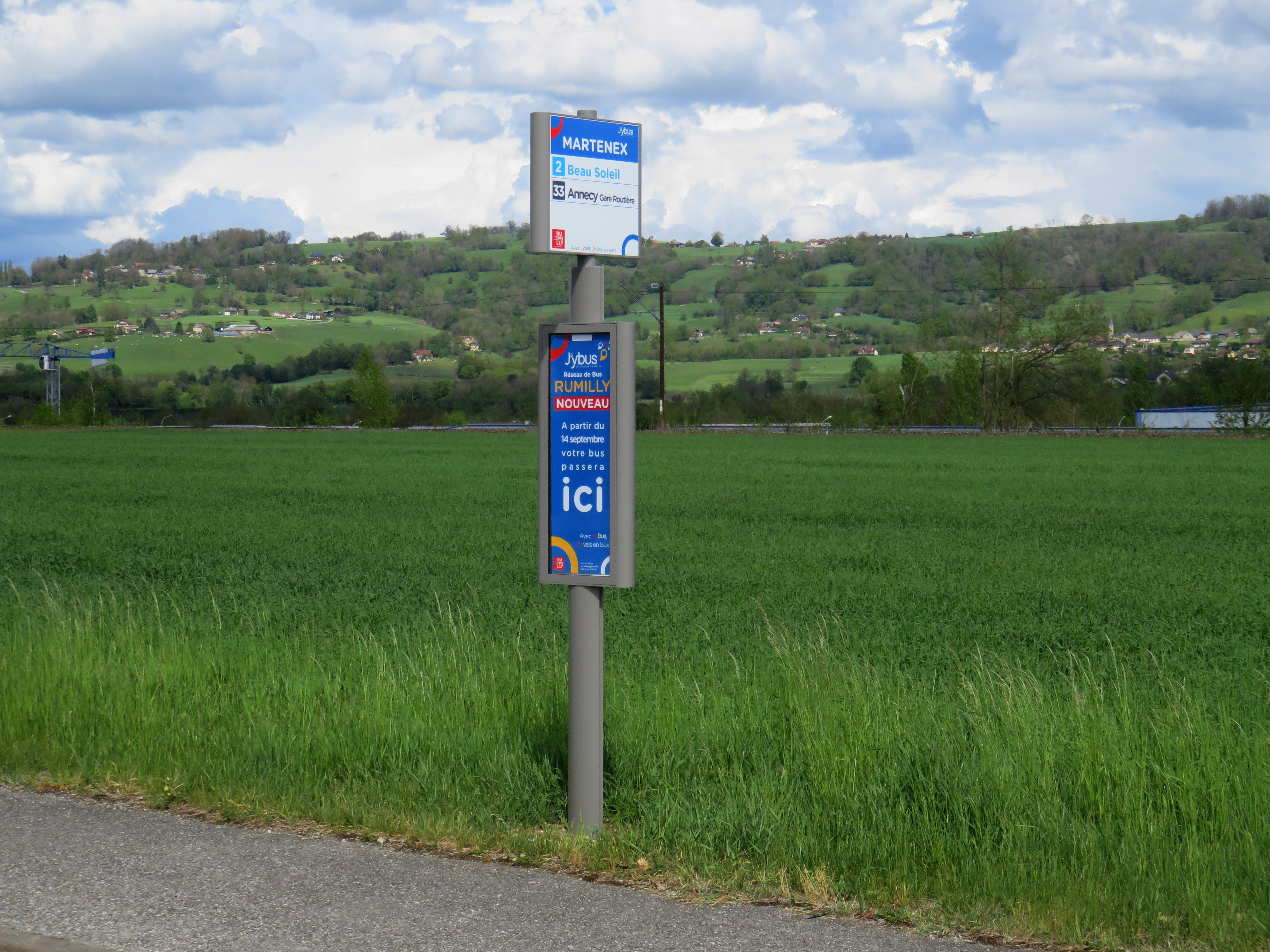
Au lancement du réseau, 70 poteaux d’arrêt de type Élite, produits par le groupe MDO, sont implantés à Rumilly.

Au moment de son lancement en septembre 2019, le réseau est composé de 70 arrêts de bus desservis par au moins une des trois lignes.
Ceux-ci prennent la forme d’un poteau d’arrêt, implantés au bord de la route. Ils sont fournis par le groupe MDO, leader sur le marché, dans le cadre d’un marché public signé avec la communauté de communes prévoyant la livraison d’au moins 60 poteaux, ce chiffre pouvant être porté à 90 en 3 ans. Le modèle retenu est le Elite, qui se compose de deux parties, appelées tête et corps. La première comporte le nom de l’arrêt inscrit en blanc sur fond bleu à son sommet. En dessous se trouve le numéro et la destination des lignes le desservant, tandis que le bas affiche le logo de la communauté de communes et au slogan du réseau. Le corps de l’arrêt est quant à lui réservé au plan, au rappel du règlement intérieur et de la grille tarifaire, ainsi qu’aux fiches horaires des lignes. Quelques arrêts sont doublés d’un abri, hérités de l’ancien réseau et des lignes scolaires.

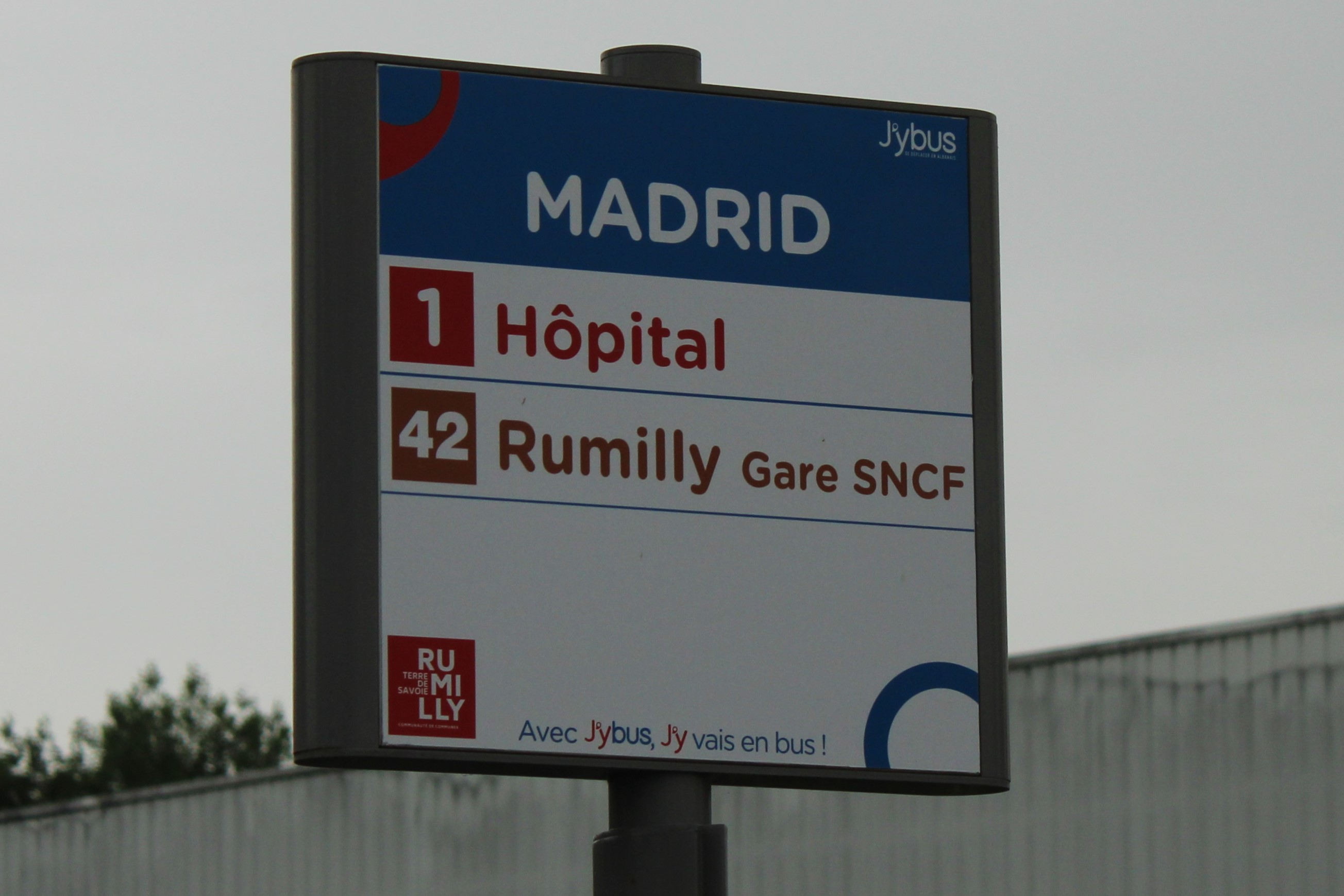
Les arrêts sont mutualisés avec les lignes interurbaines, y compris la ligne 42 exploitée par le réseau Sibra.

Afin de favoriser l’intermodalité, ils sont mutualisés entre le réseau urbain et les lignes interurbaines, que ce soit celles gérées par Rumilly Terre de Savoie ou la 42, organisée par le Grand Annecy et intégrée au réseau Sibra.

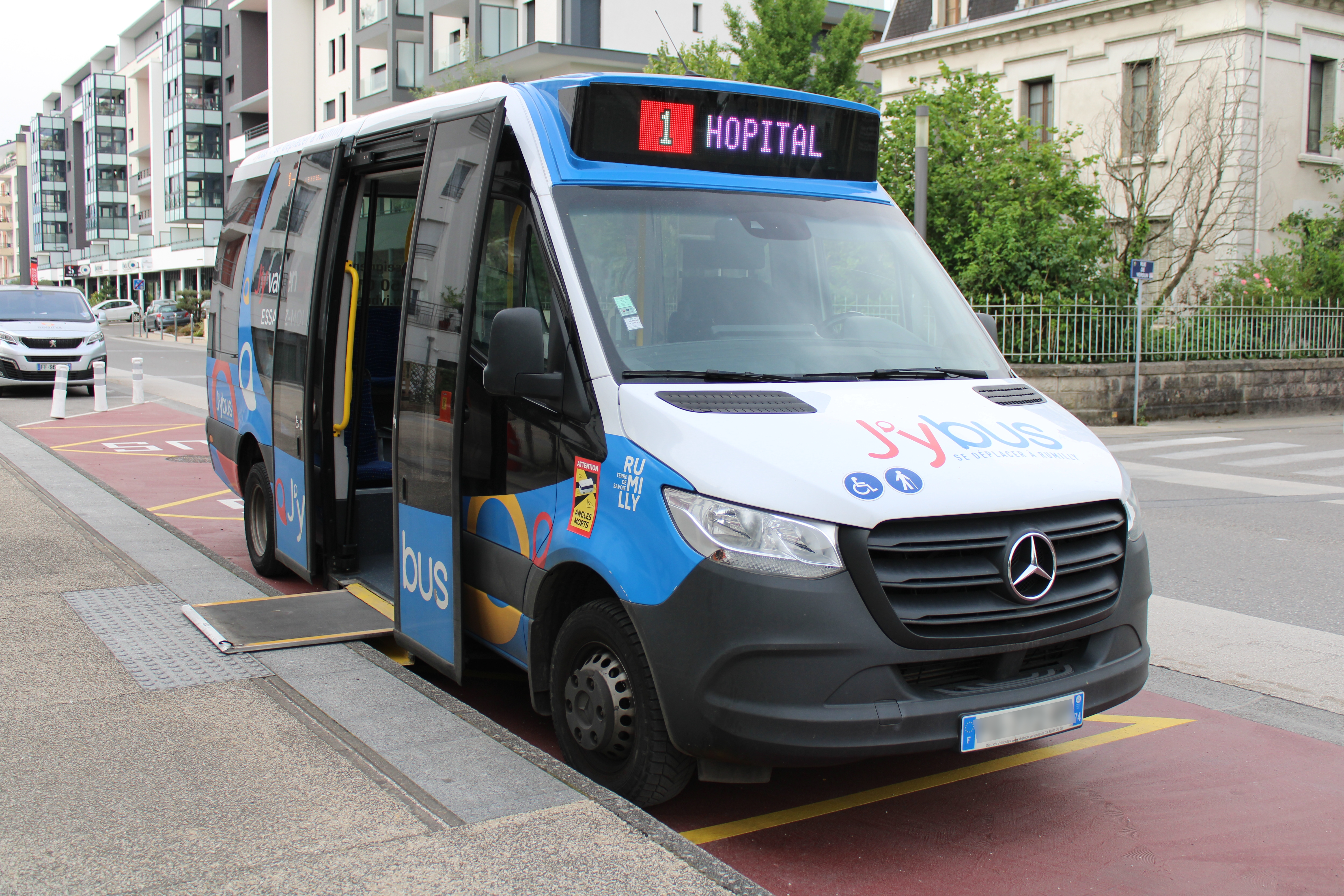
L’arrêt Manufacture répond entièrement aux normes d’accessibilité pour les PMR.

Trois arrêts sont aménagés pour répondre aux normes d’accessibilité pour les personnes à mobilité réduite (PMR) : Madrid dans les deux sens, desservi par la ligne 1 du réseau J’ybus et la 42 du réseau Sibra, et Manufacture en direction de la gare de Rumilly, situé sur le tronc commun des lignes urbaines. Ces arrêts disposent d’une bordure biaisée, destiné à amener la carrosserie du bus à moins de 10 centimètres du trottoir, ainsi que d’une zone de sécurité et d’un rail de guidage pour les malvoyants. L’emplacement de la porte avant est signalée par une dalle podotactile.

## Identité visuelle
Le réseau rumilien dispose de sa propre identité, avec notamment la marque J’Ybus,, déposée par la communauté de communes en août 2018. Celle-ci se compose du nom J’ybus, contraction de « J’y vais en bus », qui permet de définir l’offre de transport proposé et reprend le Y de Rumilly et du parler savoyard.
Il est représenté visuellement par une livrée spécifique pour les véhicules ainsi que par un logo, apposé sur l’ensemble des véhicules, la tenue vestimentaire du personnel de conduite et d’exploitation, mais également sur tous les documents produits en lien avec le réseau, qu’ils soient de nature commerciale (affiches de promotion, titres de transport, fiches horaires,...) ou officielle (rapports d’activités, règlement intérieur, conditions générales de vente,...).
Cette identité a été pensée et réalisée par le service marketing et commercial de la SIBRA, en collaboration avec la communauté de communes.

### Logo

Le logo J’ybus depuis décembre 2022.

Le logo d’origine du réseau.

Le logo du réseau, qui fait partie intégrante de la marque déposée, a très peu évolué depuis la création du réseau. En effet, à l’exception de sa modification en décembre 2022 à la suite du changement du slogan, il est resté identique depuis la création du réseau en 2019.
Il se compose du nom du réseau, J’ybus, écrit en lettres minuscules à l’exception de la première. Le « J’y » reprend le rouge (RAL 3020) du logo de la communauté de communes Rumilly Terre de Savoie, tandis que le « bus » est bleu (RAL 5015) afin de créer un contraste. L’apostrophe du nom est dessinée courbe et stylisée afin de rappeler le symbole d’un arrêt de bus.
Le slogan du réseau souligne l’ensemble et explicite l’offre du service. Celui-ci est à l’origine « Se déplacer à Rumilly », le réseau étant alors limité à cette seule commune. Il est modifié en décembre 2022 en prévision de l‘extension du service vers les communes environnantes avec les lignes J4 et J5, dont la mise en service est prévue pour le 2 janvier 2023, et devient Se déplacer en Albanais, mettant ainsi en valeur l’extension du réseau à l’échelle territoriale.

### Livrée des véhicules

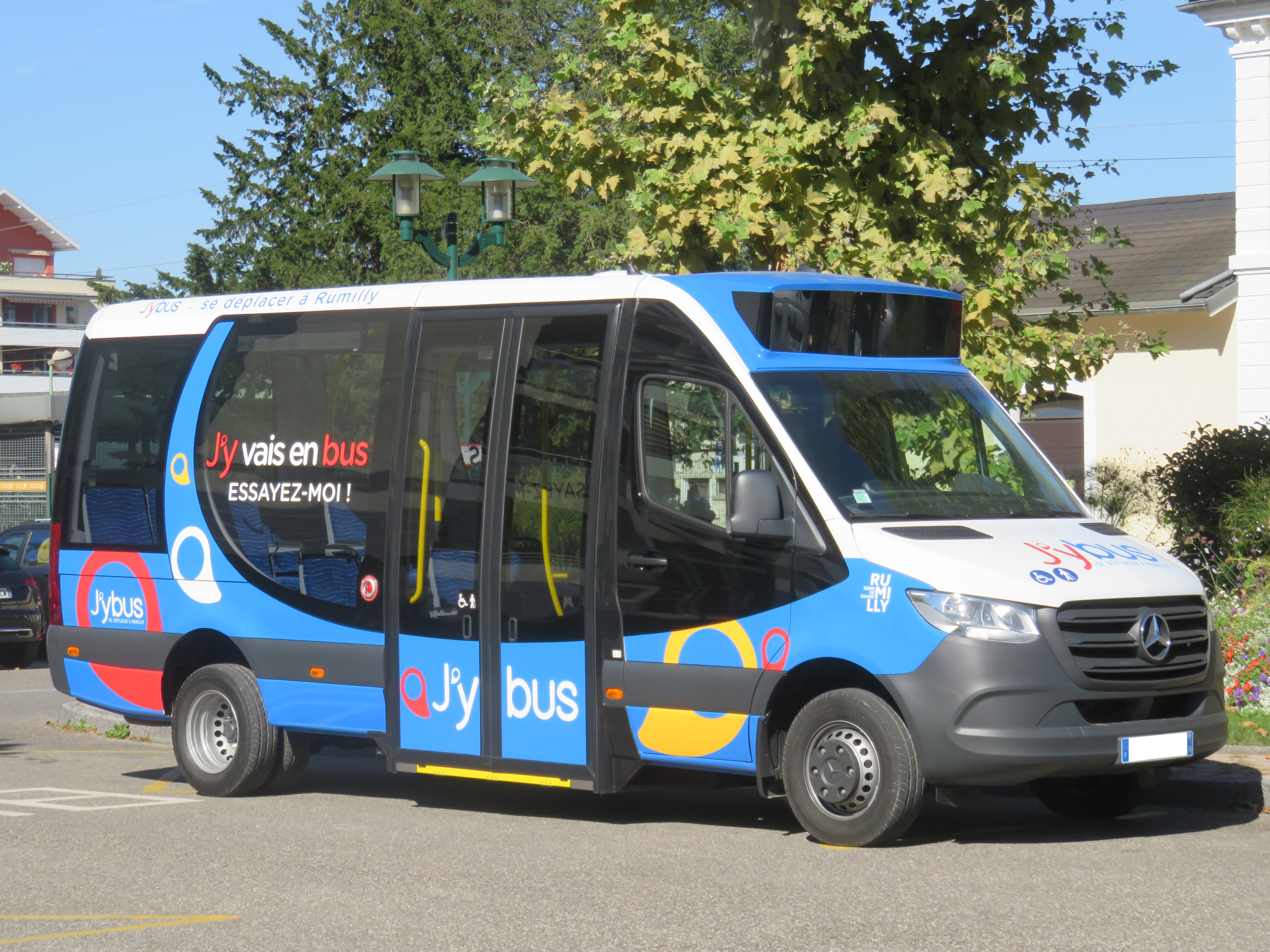
La livrée du réseau en 2019.

La livrée des véhicules, au moment du lancement du réseau en septembre 2019, est majoritairement bleue. Le capot moteur, le haut des baies latérales et le toit (excepté le bloc girouette) échappent à cette règle en arborant une couleur blanche. Le nom associé au slogan du réseau est rappelé à de nombreuses reprises sur les flancs et la porte latérale, et le logo en couleur est présent sur le capot moteur et l’arrière du véhicule. L’apostrophe du logo est également dessinée plusieurs fois, de différentes couleurs (blanc, rouge et jaune), sur les côtés des véhicules. Sur les baies latérales, l’inscription « J’y vais en bus » est inscrite en lettres blanches afin de rappeler l’origine du nom du réseau, qui provient de la contraction de cette phrase. Afin de marquer ce lien, les premiers et derniers mots (J’y et bus) sont inscrits en rouge. Une seconde phrase, « Essayez-moi ! », souligne la première et incite les usagers à tester cette nouvelle offre de mobilité, rappelant également que le réseau est gratuit pendant un mois après sa mise en service. Le nom du réseau et son slogan sont écrits au-dessus des baies latérales selon le même code couleur que sur le logo. Enfin, le logo de la communauté de communes est présent sur les côtés, dans la continuité des phares, ainsi que sur l’arrière des véhicules.
Il arrive cependant que des véhicules circulent sur le réseau avec des couleurs différentes de celles évoquées précédemment. C’est notamment le cas du véhicule affecté à la ligne 3 qui, mis à disposition par le sous-traitant chargé de son exploitation, n’est pas stické, mais d’autres raisons peuvent expliquer ce fait, telles que :
- l’indisponibilité du véhicule affecté à la ligne 2, qui est dans ce cas remplacé par un véhicule appartenant au transporteur affrété (de septembre 2019 à septembre 2023) ;
- la location de véhicules, comme cela est le cas avec les deux Iveco Crossway loués par Albanais Voyages pour assurer la ligne J4 de janvier à mai 2023. Ils circulent alors avec une livrée très simpliste, composée exclusivement des logos du réseau et de l’intercommunalité, en attendant la réception des véhicules acquis pour le service[RU 6] ;
- la mise à disposition de véhicules de démonstration, à l’image du Heuliez GX 137 Elec testé sur la ligne 1 du réseau en mai 2023[18].

Véhicules assurant des services J’ybus sans livrée intégrale
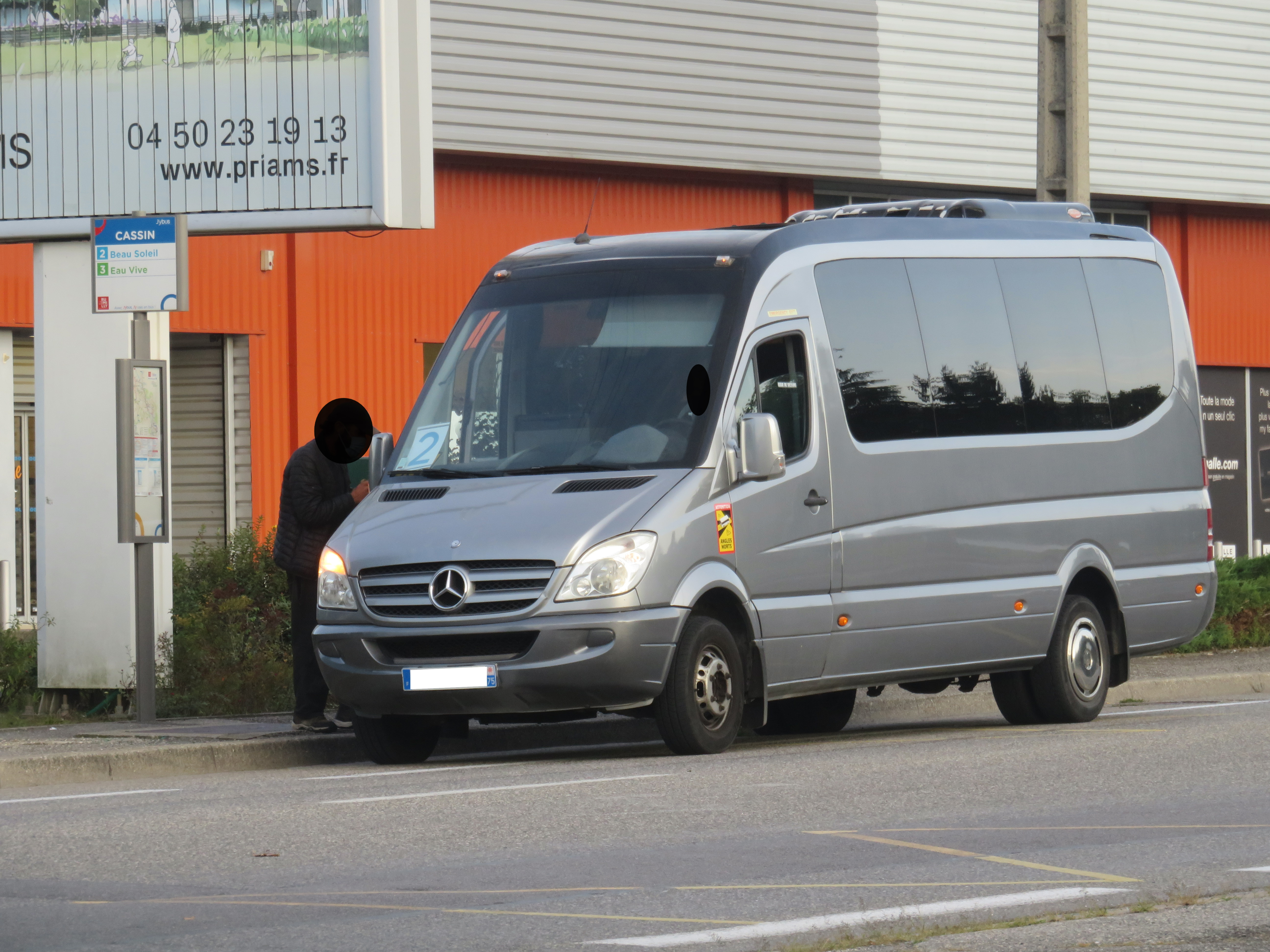
Véhicule en remplacement sur la ligne 2
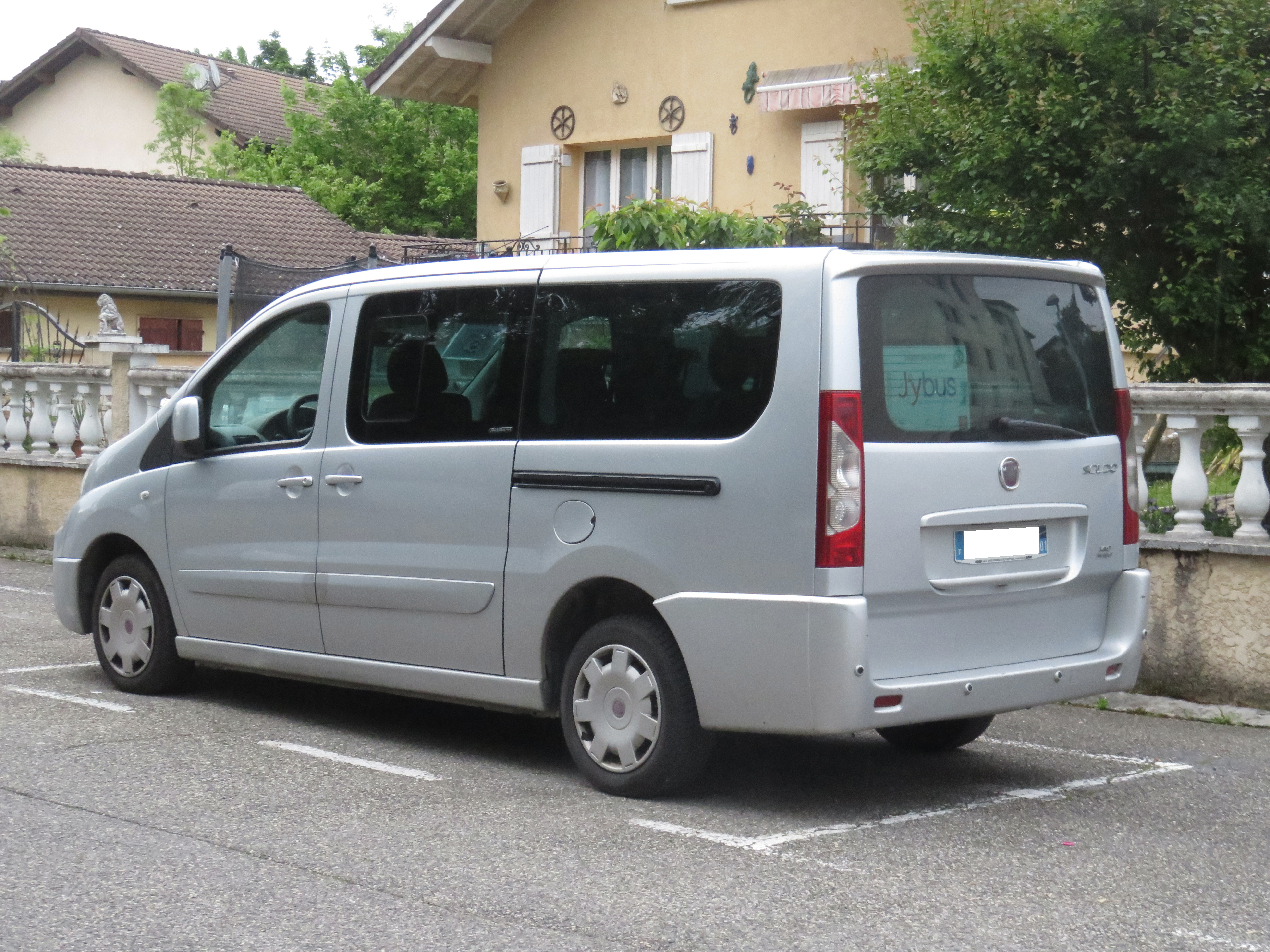
Véhicule affecté à la ligne 3, utilisé pour le transport à la demande.
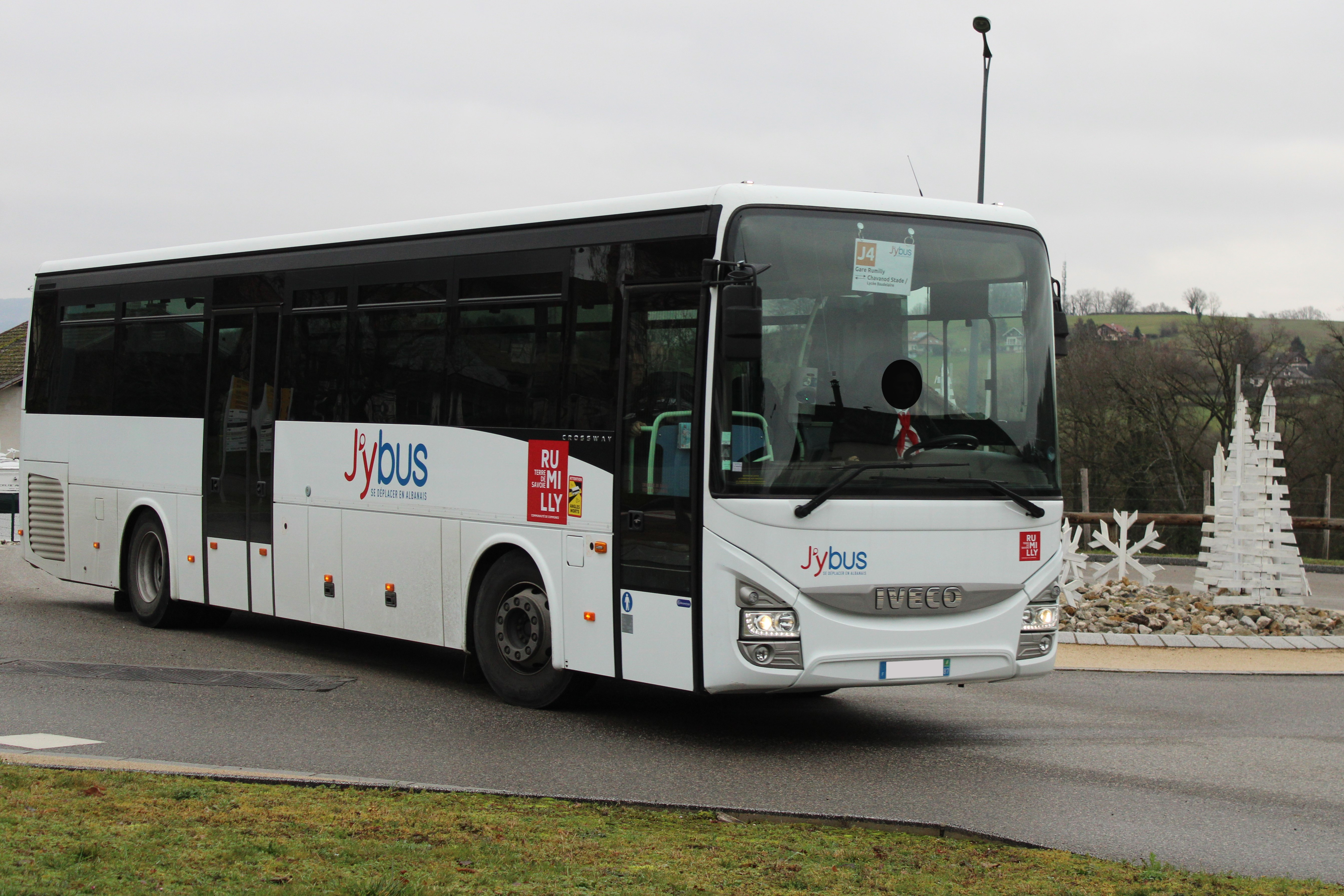
Véhicule de location assurant la ligne J4
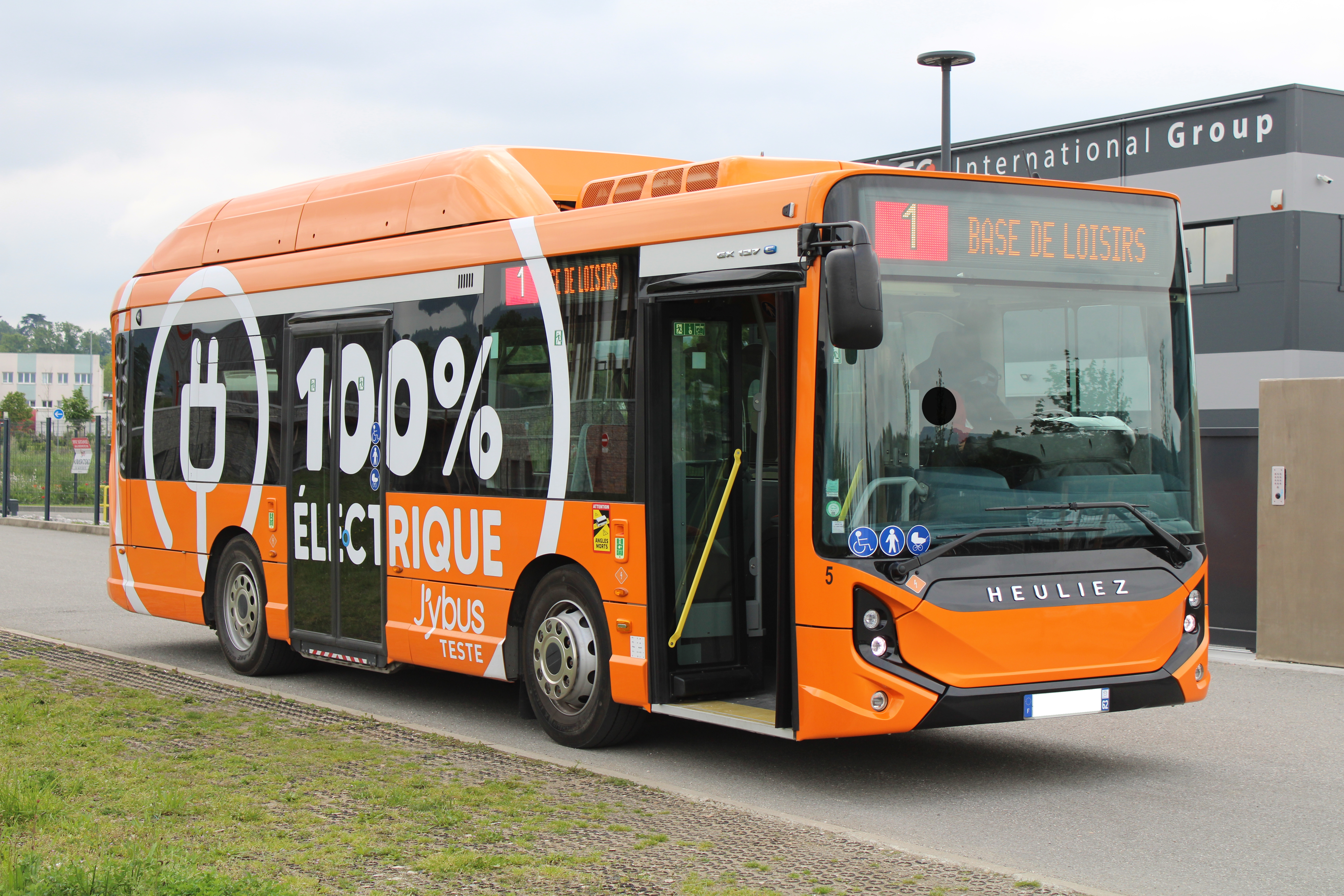
Véhicule de démonstration en essai sur la ligne 1

## Intermodalité

### Interconnexion avec le réseau d’Annecy (Sibra)

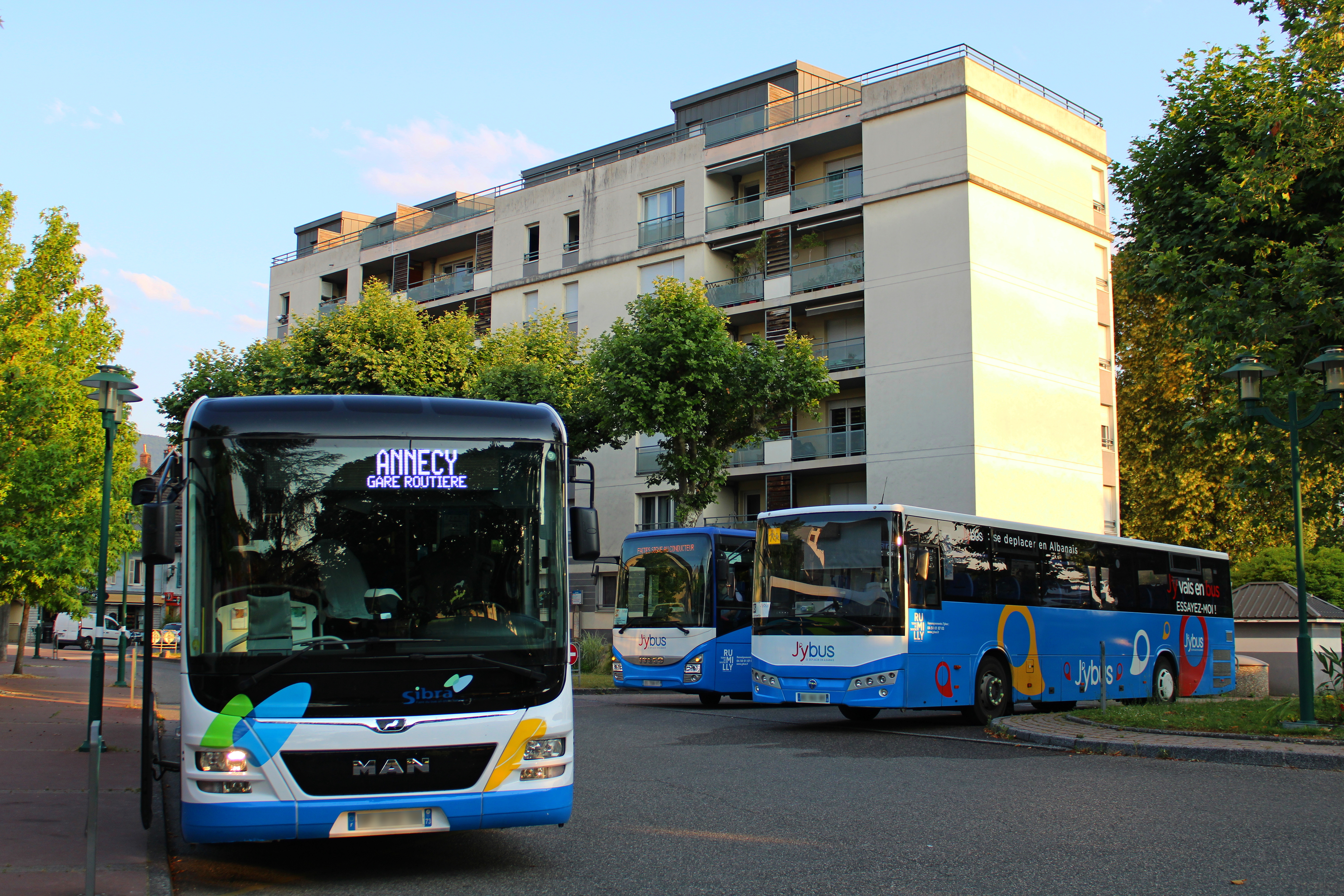
L’intégralité des lignes du réseau J’ybus entrent en correspondance avec la ligne 42 du réseau Sibra à la gare de Rumilly.

Les réseaux J’ybus et Sibra entrent en correspondance à plusieurs reprises et, afin de faciliter les correspondances entre eux, disposent d’arrêts communs et d’un abonnement annuel combiné.
La principale correspondance est assurée au niveau de la gare de Rumilly, où l’intégralité des lignes urbaines et périurbaines du réseau J’ybus croise la ligne interurbaine 42 du réseau Sibra. Celle-ci assure la liaison vers la gare routière d’Annecy via Marigny-Saint-Marcel et Alby-sur-Chéran à raison de deux allers-retours quotidiens et dessert, en plus de la gare de Rumilly, les arrêts Sises, Cassin Moulin, Dadon et Madrid.

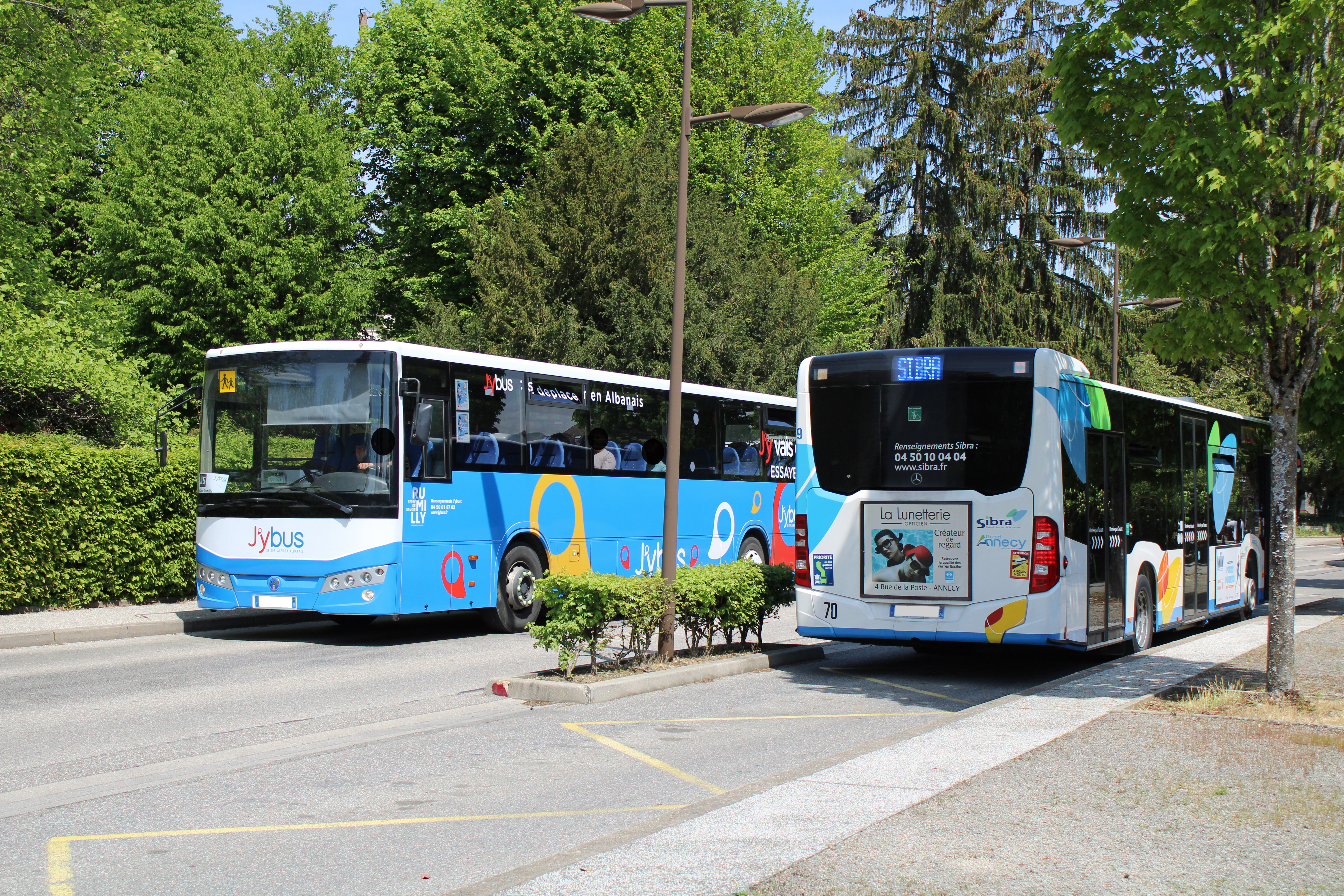
Les lignes périurbaines J’ybus entrent en correspondance avec les lignes structurantes Sibra, comme ici à Poisy.

Sur le bassin annécien, l’intégration des lignes 32 et 33 au réseau J’ybus sous les indices J4 et J5 a permis de mettre en place des correspondances avec les lignes structurantes du réseau Sibra. Ainsi, la ligne J4 assure son terminus à Chavanod Stade, où elle se met en correspondance avec la ligne Rythmo 3, qui assure un départ toutes les 10 minutes en direction de la gare d’Annecy et du quartier de Novel, et la ligne 12, à destination de Cran-Gevrier et de la piscine-patinoire. De plus, à certaines heures de la journée, la ligne est prolongée vers le lycée Baudelaire de Cran-Gevrier et assure de fait une liaison avec la ligne 23, qui traverse Seynod pour desservir Quintal ou l’ancienne commune de Balmont. La ligne J5 assure quant à elle une correspondance à Poisy, au nord du bassin annécien, avec la ligne Rythmo 1 qui assure un départ toutes les 10 minutes vers la gare d’Annecy, le campus et le parc des Glaisins, mais aussi avec les lignes 22, qui dessert Lovagny, et 24, qui assure la liaison vers la zone commerciale du Grand Épagny.

### Interconnexion avec le réseau d’Aix-les-Bains (Ondéa Grand Lac)

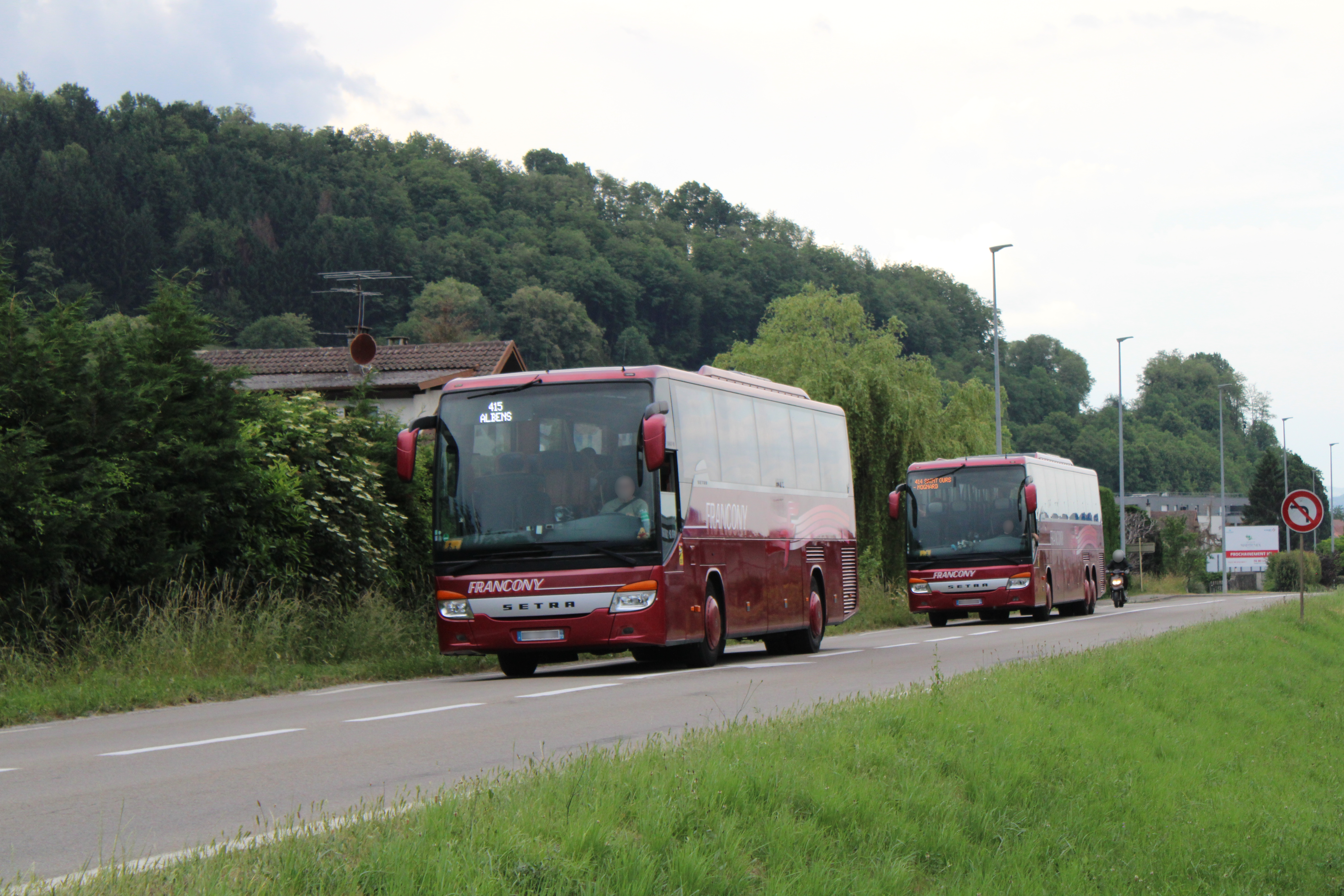
Cinq des lignes interurbaines à vocation scolaires du réseau Ondéa Grand Lac desservent le lycée de l’Albanais de Rumilly, entrant ainsi en correspondance avec la ligne 1 du réseau J’yBus.

La ligne 1 du réseau J’ybus entre en correspondance, au niveau du lycée de l’Albanais, avec le réseau Ondéa Grand Lac, organisé par la communauté d'agglomération Grand Lac en Savoie. En effet, celui-ci sert de terminus à cinq lignes interurbaines à vocation scolaires ouvertes à tous, assurées du lundi au vendredi en période scolaire à raison d’un aller le matin et d’un retour le soir. Elles permettent de relier Rumilly à La Biolle pour les lignes 409 et 410, Saint-Ours pour la 414, et Entrelacs pour les 415 et 417, même si cette commune est également traversée par les autres lignes.

Le trafic de ces lignes étant principalement scolaires et les deux réseaux n’utilisant pas de billettique commune, les titres de transports sont indépendants à chacun,.

### J’yVélo

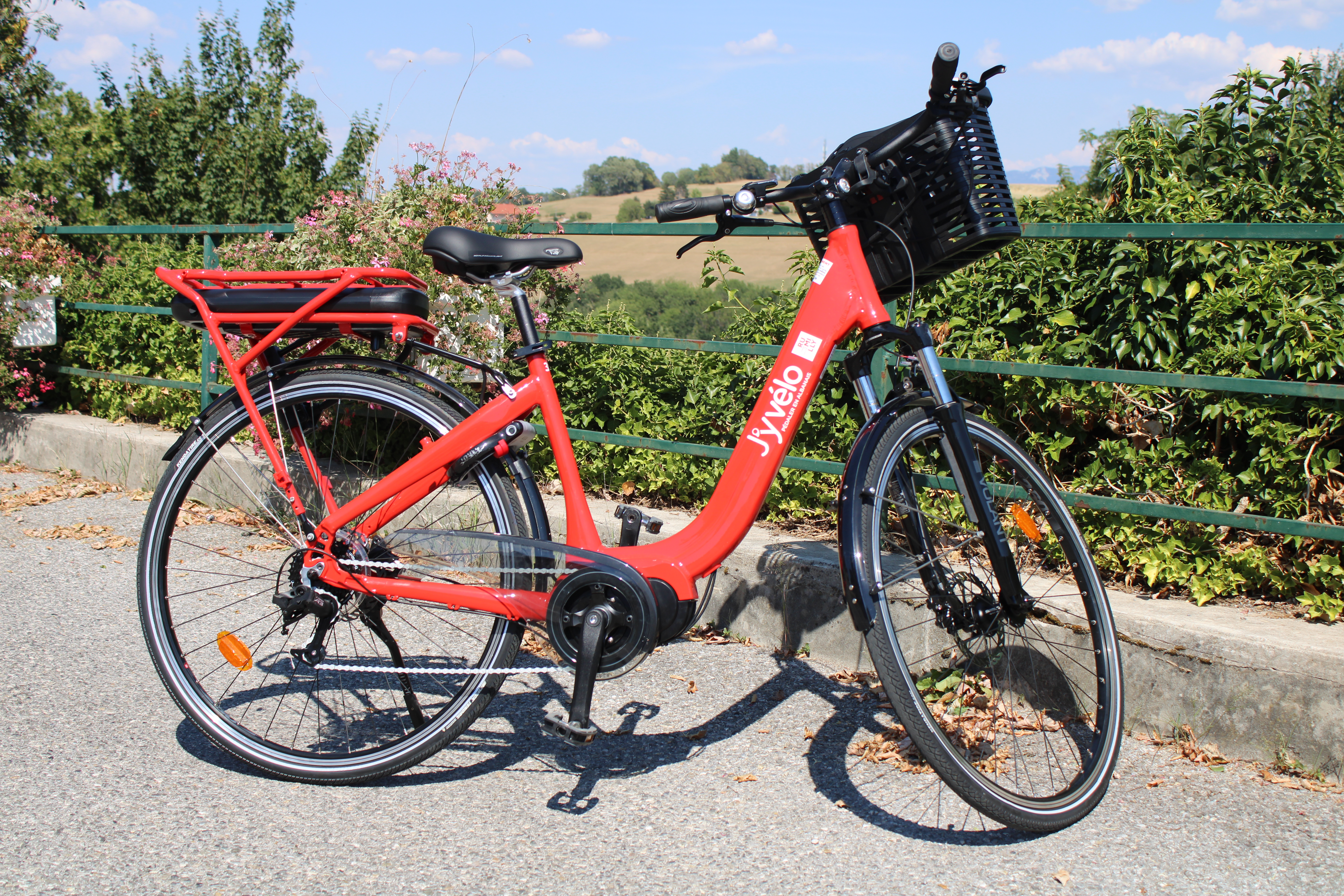
Un VAE du service J’yVélo.

Le 27 mars 2019, la SNCF annonce la fermeture du guichet de la gare de Rumilly au 1er juin suivant, avant de revenir sur sa décision en mai en proposant un sursis lié au développement du bâtiment. C’est dans ce cadre qu’est lancé l’appel à projets « 1 001 gares », proposant un financement à hauteur de 20 millions d’euros pour développer des commerces ou activités dans un certain nombre de gares. La première vague comporte 296 gares, dont celle de Rumilly, pour laquelle la communauté de communes propose de développer une vélostation. Le projet est retenu par la SNCF en avril 2021, et validé dans la foulée par le conseil communautaire du 26 avril 2021, avec une ouverture prévue pour le début de l’année 2022.
Le service J’yVélo et son agence multi-services, installée dans l’aile nord de la gare de Rumilly, sont officiellement lancé le 9 août 2022,. Ouvert du mardi au samedi et exploité par l’Agence Ecomobilité Savoie-Mont-Blanc, celle-ci est chargée de la location de vélos pour une durée plus ou moins longue, allant de la demi-journée à trois mois. Lors du lancement du service, 61 cycles sont ainsi disponibles, à raison de 50 à assistance électrique (VAE), 5 classiques, 5 pour enfants et 1 vélo-cargo, auxquels il faut ajouter une remorque pour bébé et une seconde pour le transport de matériel d’animation,,. La location inclut, sur demande, la mise à disposition de casques, paniers et porte-bébés. D’autres services sont également proposés, tels que l’entretien et la réparation de vélos, le marquage bicycode pour faciliter l’identification du deux-roues en cas de vol et des animations autour du vélo, mais aussi la vente de titres de transport pour le réseau J’ybus. Une pompe à pied est également implantée devant l’agence afin de regonfler les cycles.

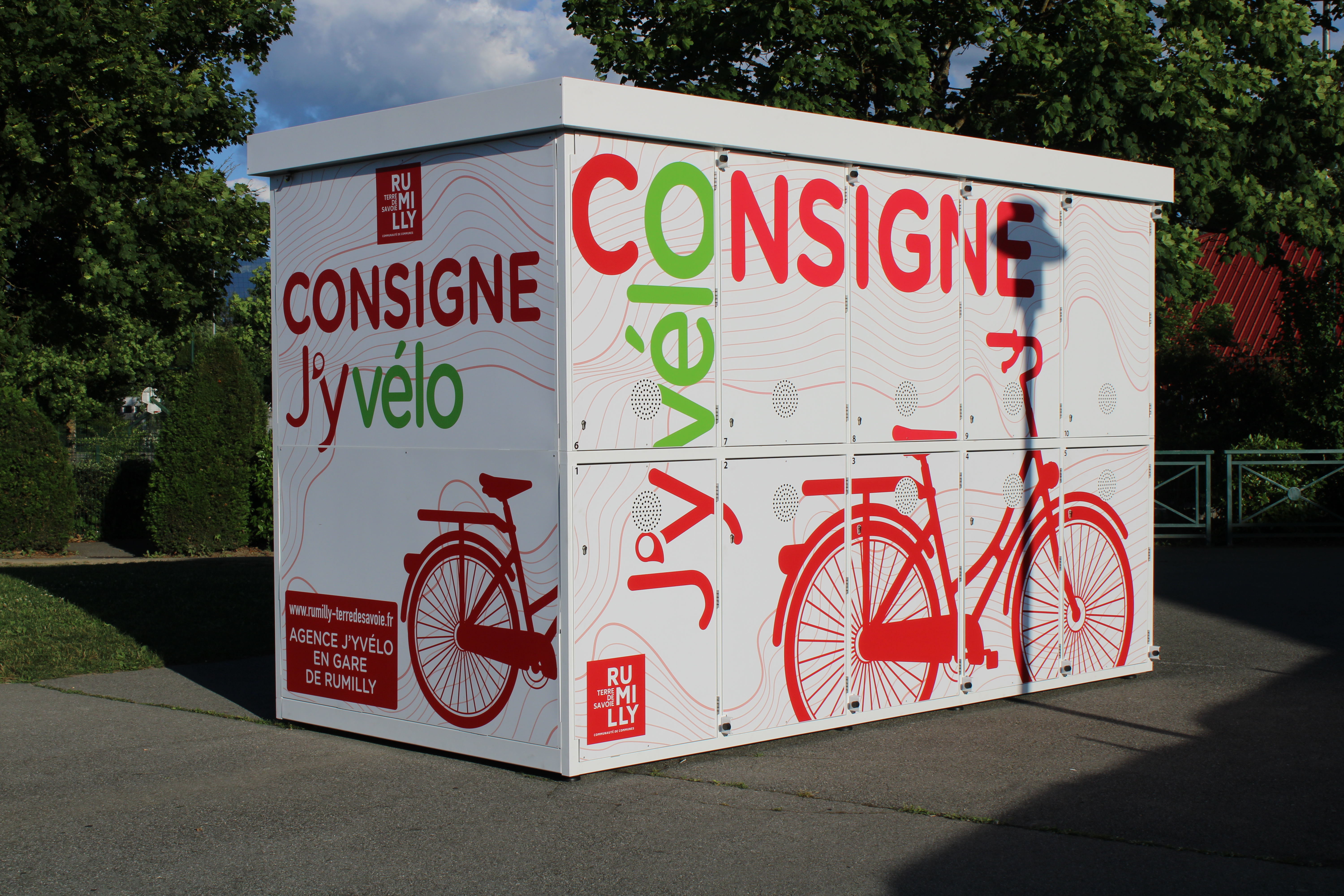
L’une des deux consignes à vélo implantée à Rumilly.

Afin de favoriser l’intermodalité, deux consignes à vélos ont été implantées sur le territoire rumillien,. La première, comportant 10 places ouvertes à tous, est mise en place en juillet 2022 sur le parking autocars du parking du Clergeon, en même temps qu’une seconde de 5 places devant le siège de l’intercommunalité pour les agents de la communauté de communes. Une troisième consigne de 10 places est implantée en lieu et place de l’ancien skate-parc de Rumilly, à proximité du plan d’eau et de la maison du Vélo, en octobre 2022,.
La communauté de communes est également compétente, depuis avril 2019, pour la création, l’entretien et l’aménagement des liaisons cyclables sur son territoire. Plusieurs axes de développement sont définis, en partenariat avec les intercommunalités voisines, en direction d’Aix-les-Bains au sud, Alby-sur-Chéran à l’est, et Vallières-sur-Fier à l’ouest,. Ce projet, localement baptisé « Véloroute de l’Albanais », s’inscrit dans un programme porté à l’échelle régionale sous le nom de « Véloroute des 5 lacs » ou « Via des 5 lacs », destiné à terme à relier le lac Léman, en Suisse, à celui de Paladru, en Isère.

### Citiz

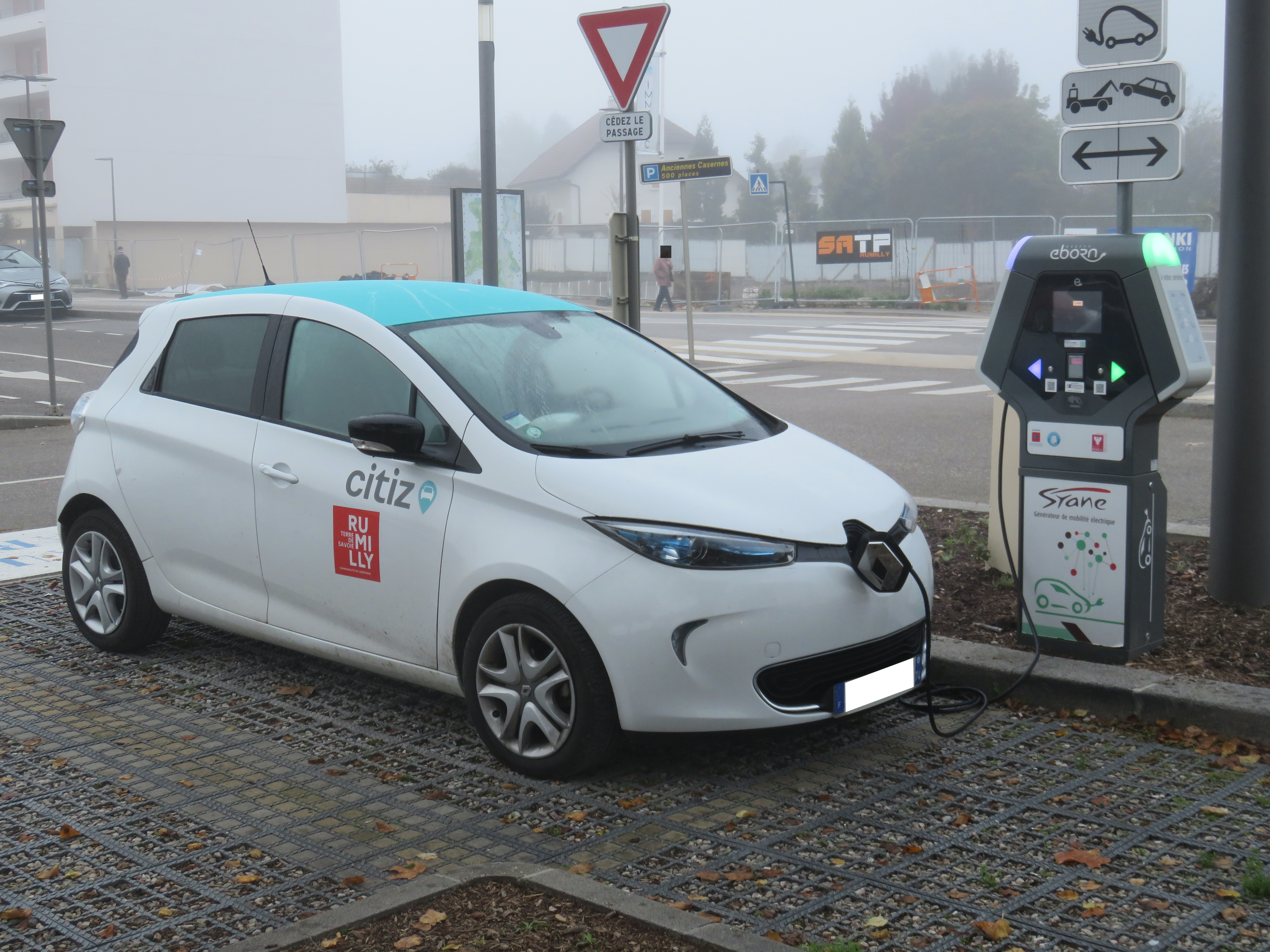
Une voiture en autopartage, gérée par Citiz, est disponible à Rumilly depuis 2019.

En fin d’année 2018, la communauté de communes approuve, dans le cadre de son SDDI, le projet de tester l’autopartage. Il est alors envisagé, en collaboration avec l’opérateur Citiz, de mettre en place deux stations d’autopartage sur le territoire rumillien, avec un véhicule sur le parking de la Place des Anciennes Casernes et un second devant la gare. La mise en place d’une voiture électrique, d’abord maintenu en option, est validé par le conseil communautaire du 24 juin 2019, avec la mise en place d’un partenariat avec la ville de Rumilly et le Syndicat des Énergies et de l’Aménagement numérique de la Haute-Savoie (SYANE), qui dispose alors d’une borne IRVE pouvant recharger simultanément deux véhicules sur le parking des Anciennes Casernes.
Le 1er octobre 2019, le service est mis en place avec l’installation d’une voiture électrique, une Renault Zoé, sur le parking des anciennes casernes à Rumilly, à proximité du siège de l’intercommunalité. Le second, prévu devant la gare de Rumilly, n’est pas implanté et n’apparait pas sur le site officiel de Citiz, malgré sa mention dans les articles de presse évoquant le lancement, où il est d’ailleurs quelquefois signalé la présence de deux véhicules aux Anciennes Casernes, et sur le site de l’intercommunalité.
Le véhicule est disponible à n’importe quel moment, tous les jours de la semaine. Son utilisation nécessite une réservation, qui se fait directement sur le site internet de Citiz,.
En janvier 2022, la communauté de communes lance une enquête auprès de ses habitants et des usagers du service afin de connaitre leurs attentes d’évolution de l’autopartage sur le territoire.

### Transport ferroviaire

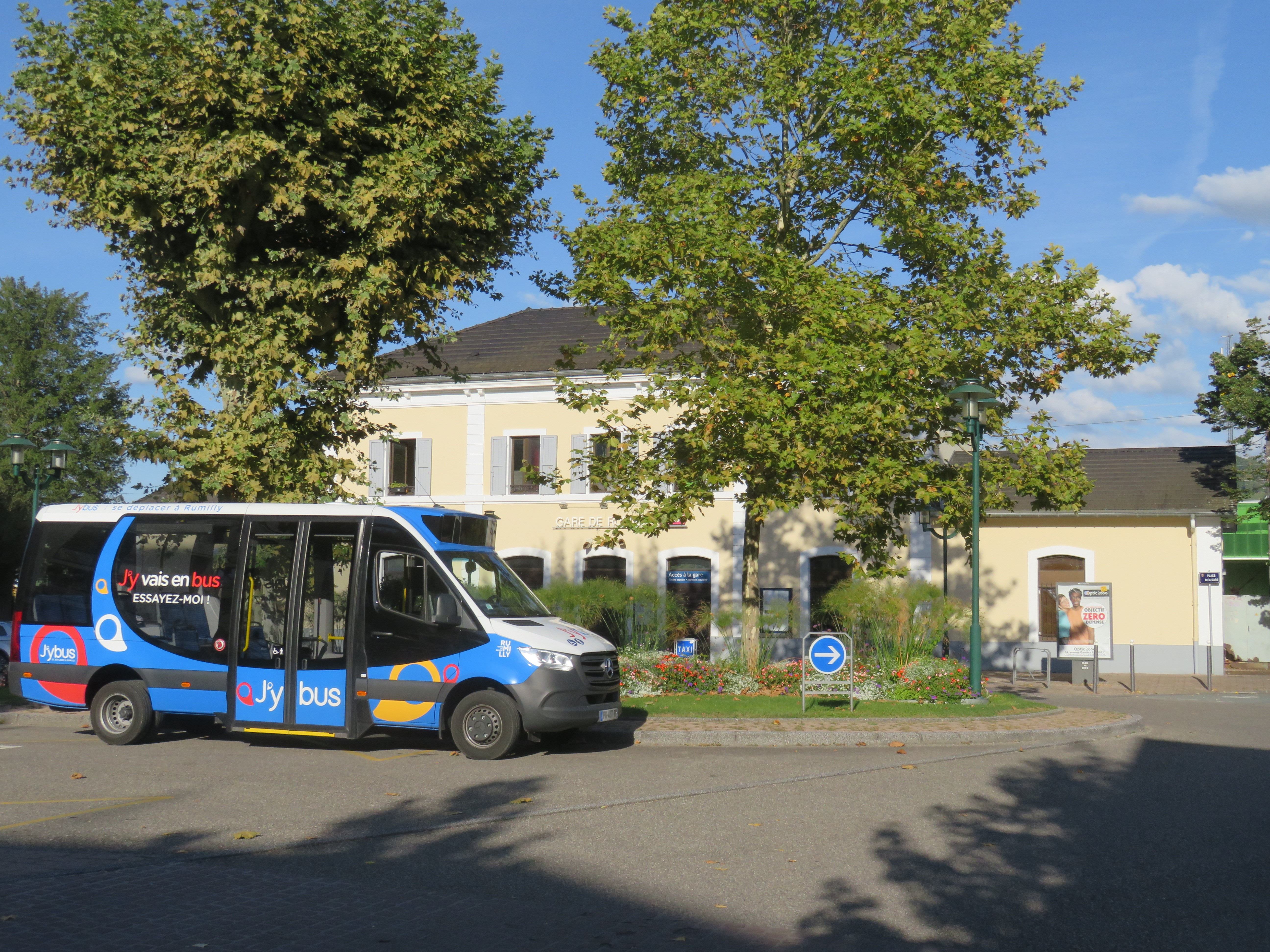
L’ensemble des lignes J’ybus passent devant la gare de Rumilly.

Depuis la fermeture au trafic voyageurs des gares de Bloye et Marcellaz-Hauteville à la fin des années 1990, la gare de Rumilly est la seule gare ouverte située sur le territoire intercommunal. Elle est desservie par l’ensemble des lignes urbaines et périurbaines du réseau J’ybus, dont les horaires sont calculés pour entrer en correspondance avec les TER,, ainsi que par la ligne interurbaine 42 du réseau Sibra d’Annecy, qui relie la gare de Rumilly à celle d’Annecy via Marigny-Saint-Marcel et Alby-sur-Chéran.
Troisième gare du département en termes de trafic voyageurs,, elle est desservie par le réseau TER Auvergne-Rhône-Alpes, que ce soit sous la forme ferroviaire avec des trains ou routière en autocars. Elle se situe sur les lignes 50 et 02 entre Annecy et Chambéry pour le premier et Valence-Ville pour le second, permettant ainsi de se rendre sur l’ensemble des gares présentes sur cette axe : Albens, Grésy-sur-Aix, Aix-les-Bains, Viviers-du-Lac, Montmélian, Pontcharra-sur-Bréda - Allevard, Grenoble-Universités-Gières, Grenoble, Saint-Marcellin, Romans - Bourg-de-Péage, Valence TGV et Valence. Le tracé 04 permet quant à lui de se rendre à la gare de Lyon-Part-Dieu via celle d’Ambérieu-en-Bugey.
Elle dispose d’une salle d’attente et d’un guichet de vente aux horaires d’ouvertures du bâtiment voyageurs, ainsi que du Wifi et d’un distributeur automatique installé sur le quai.

## Exploitation

### État de parc

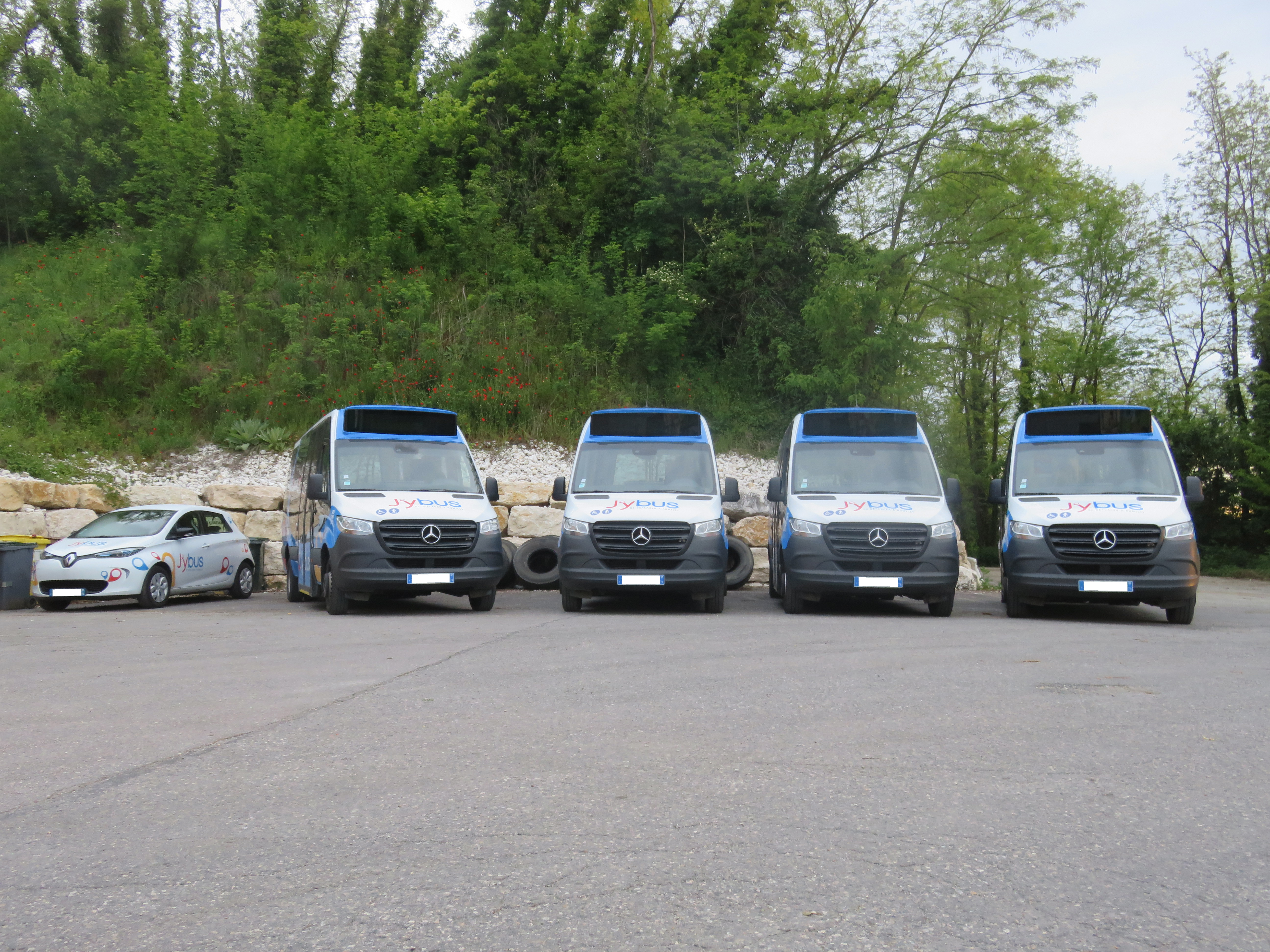
Les véhicules mis à disposition de la Sibra par la communauté de communes en mai 2021. Depuis septembre 2023, le cinquième minibus, précédemment exploité par les Voyages Grillet, rejoint le parc.

La communauté de communes avait dans un premier temps envisagé de se doter de véhicules électriques, avant de se tourner vers des véhicules diesel en raison de l’absence de minibus adaptés sur le marché et des coûts d’achat et d’exploitation de ce type de véhicules,,. Ainsi, au moment du lancement du réseau en septembre 2019, le parc de véhicules se compose, pour les lignes urbaines régulières, de 5 minibus Dietrich City 29,,. Ils sont produits par le carrossier français Dietrich Véhicules sur un châssis Mercedes-Benz Sprinter, et peuvent embarquer jusqu’à 28 passagers chacun,,. Répondant aux dernières normes antipollution (€6) et d’accessibilité, ils appartiennent à la communauté de communes, et sont mis à disposition de la SIBRA (4 véhicules pour la ligne 1) et des Voyages Grillet (1 minibus pour la ligne 2). Un véhicule de service, une Renault Zoe, est également mis à disposition de la SIBRA pour les besoins de l’exploitation. Au 1er septembre 2023, la SIBRA récupère l’exploitation de la ligne 2 et de fait le minibus qui y est affecté.

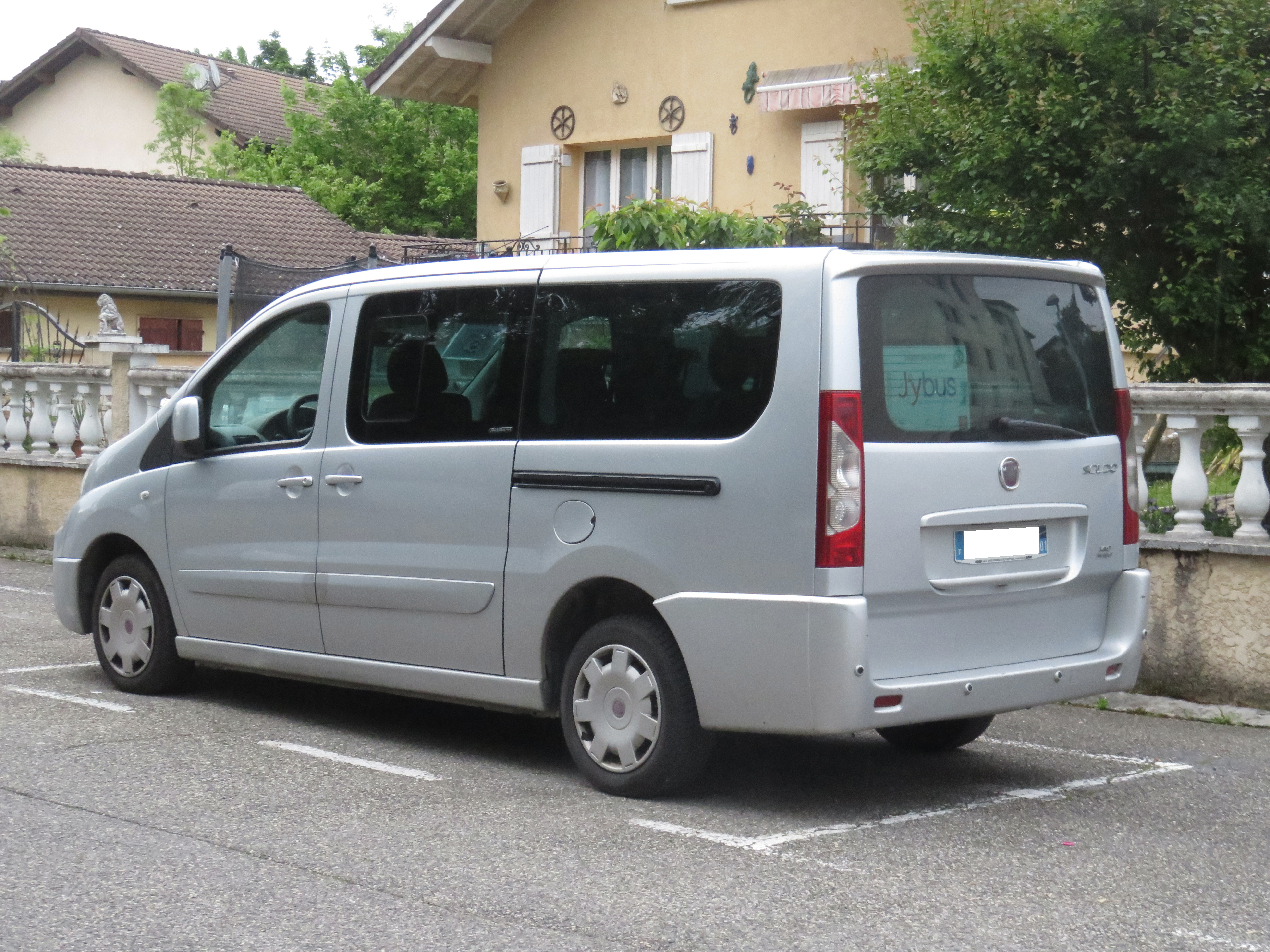
Le Fiat Scudo affecté à la ligne 3 (TAD).

La ligne 3 est assurée par un véhicule léger de 7/8 places appartenant directement au sous-traitant chargé de l’exploitation du service de transport à la demande (TAD), les Voyages Grillet,. Il n’est pas floqué aux couleurs du réseau, mais il est identifiable par un panneau sur son capot moteur et sa vitre arrière. Le véhicule étant neutre, il a été changé à différentes reprises depuis le lancement du réseau. Dans les premières semaines, un Opel Combo a été affecté au service, puis rapidement remplacé par un Renault Trafic. À la suite de la réforme prématurée de ce véhicule en juillet 2020, c’est désormais un Fiat Scudo qui assure le TAD.

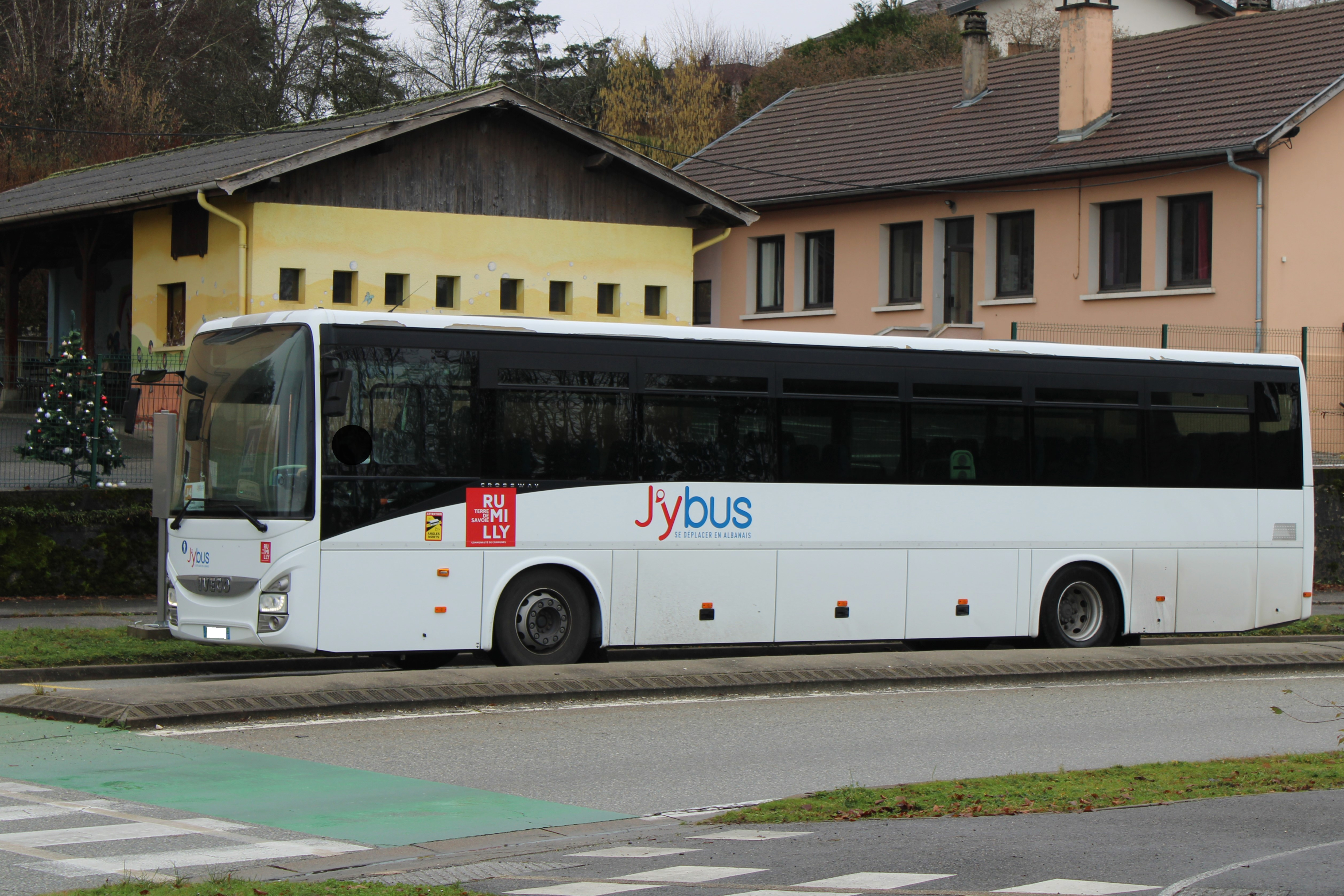
L’un des deux autocars loués par Albanais Voyages pour assurer la J4.

Les lignes périurbaines J4 et J5 sont assurées avec trois autocars, appartenant aux entreprises en charge de leur exploitation. Les premiers mois, la J4 est assurée avec deux Iveco Crossway loués par Albanais Voyages auprès du groupe Bacqueyrisses en attendant la livraison des véhicules définitifs, tandis que les Voyages Grillet ont fait l’acquisition d’un Temsa Tourmalin affecté exclusivement à la ligne J5, tandis qu’un second est utilisé à la fois sur le doublage scolaire de la ligne 1 et en réserve pour la ligne J5. Il faut attendre mai 2023 pour voir arriver deux Iveco Crossway d’occasion, acheté par Albanais Voyages spécialement pour assurer les lignes J4 et J5 scolaire.
Ainsi, au 1er septembre 2023, le parc du réseau se compose de :
| Modèle           | Nombre de véhicules | Numéro de parc | Date de mise en service       | Exploitant       | Affectation                    |
| ---------------- | ------------------- | -------------- | ----------------------------- | ---------------- | ------------------------------ |
| Dietrich City 29 | 5                   | 1 à 5          | Juin 2019                     | SIBRA *          | 1 2                            |
| Fiat Scudo       | 1                   | -              | Juillet 2020 (Mai 2009)       | Voyages Grillet  | 3                              |
| Iveco Crossway   | 2                   | -              | Mai 2023 (Juin 2015)          | Albanais Voyages | J4                             |
| Temsa Tourmalin  | 2                   | -              | Janvier 2023 (Janvier 2014)   | Voyages Grillet  | J5                             |
| Temsa Tourmalin  | 2                   | -              | Janvier 2023 (Septembre 2008) | Voyages Grillet  | Réserve + 1 (renfort scolaire) |
| Renault Zoé      | 1                   | -              | Juin 2019                     | SIBRA *          | Service                        |

Notes :
- les dates indiquées entre parenthèses indiquent la date de première mise en service des véhicules (pour ceux qui ne sont pas arrivés neufs sur le réseau).
- un astérisque (*) à côté du nom de l’exploitant indique que le véhicule est propriété de l’intercommunalité et mis à disposition du transporteur.

### Dépôts

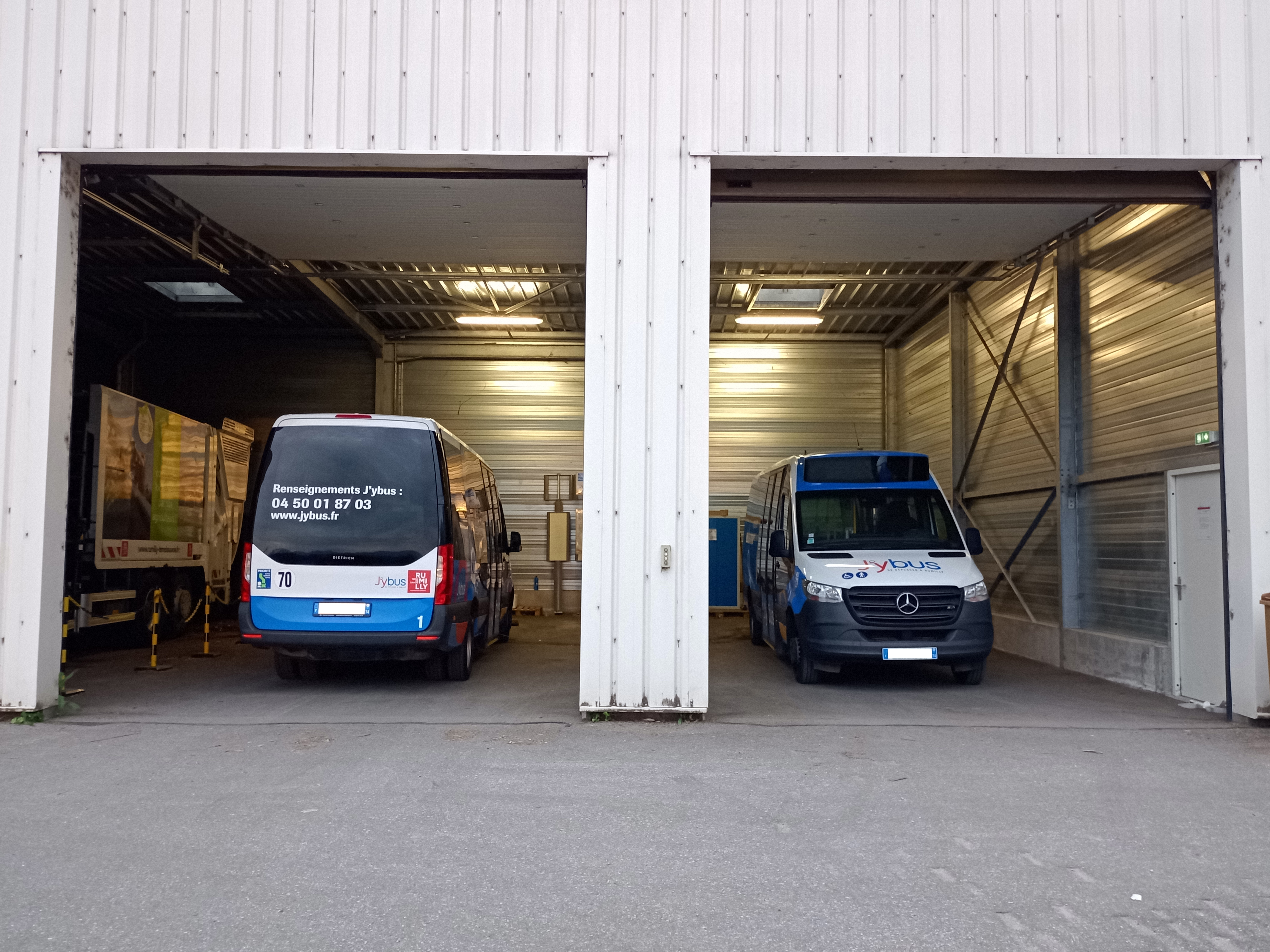
Deux minibus au dépôt de Broise en mai 2021.

Les véhicules exploités sur le réseau urbain sont stationnés dans un garage fermé au centre technique intercommunal de Broise, propriété de la communauté de communes,. Celui-ci est situé sur le territoire de la commune de Rumilly, dans la Voie Communale de Broise aux Bois (45° 52′ 58″ N, 5° 55′ 26″ E), au-dessus de la déchetterie intercommunale. Aucune ligne du réseau ne passe devant, mais l’arrêt Cimes de la ligne 1 se situe à environ deux kilomètres au sud du centre technique. Il accueille les quatre minibus mis à disposition de la Sibra, ainsi qu’une salle de prise de service pour les conducteurs et le bureau du responsable de site. Un mécanicien, employé par la communauté de communes, est mutualisé avec le service déchets. Il a été formé par la Sibra pour assurer le petit entretien des véhicules, tandis que les réparations plus importantes sont réalisés à l’atelier de l’entreprise, situé au dépôt de Seynod.
Les véhicules des Voyages Grillet affectés au TAD et à la ligne J5 sont stationnés au dépôt de cette société. Celui-ci se situe au sud de Rumilly, au 122 Route d’Aix-les-Bains, dans une petite impasse située à côté des Transports Dupessey (45° 49′ 59″ N, 5° 57′ 01″ E). L’arrêt le plus proche est l’arrêt Martenex, desservi par la ligne 2 et situé à environ un kilomètre au nord du dépôt.
Albanais Voyages, chargé de l’exploitation de la ligne J4, stationne ses autocars dans son dépôt à Rumilly, installé au 20 Rue Jean Moulin (45° 50′ 45″ N, 5° 57′ 36″ E). Il est situé à mi-chemin entre les arrêts Dadon et Madrid du réseau, desservis par la ligne 1 ainsi que par la ligne interurbaine 42 du réseau Sibra.

Dépôts du réseau J’ybus
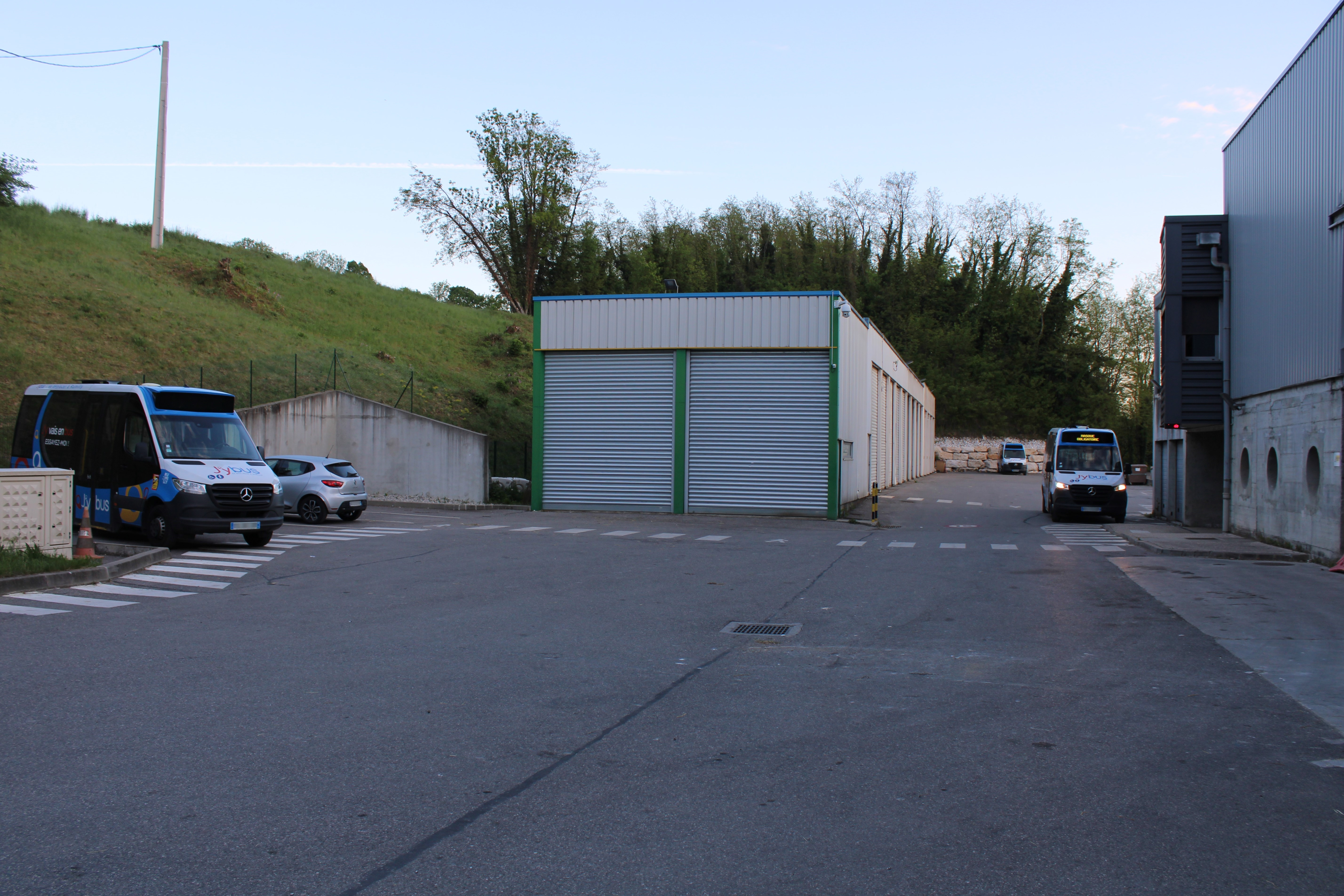
Centre technique intercommunal de Broise utilisé par la Sibra (1 et 2)
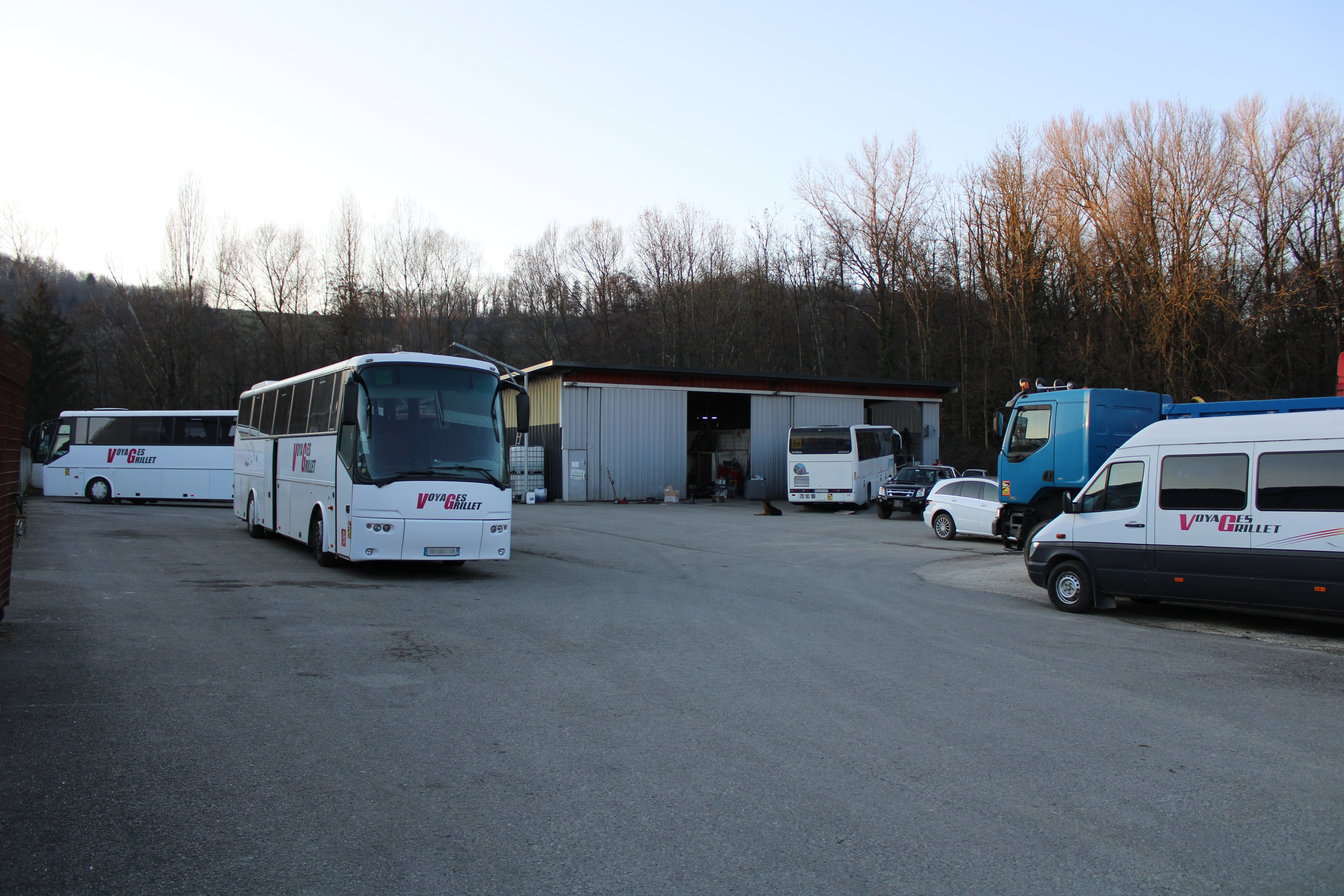
Dépôt des Voyages Grillet sur la Route d’Aix-les-Bains (3 et J5)
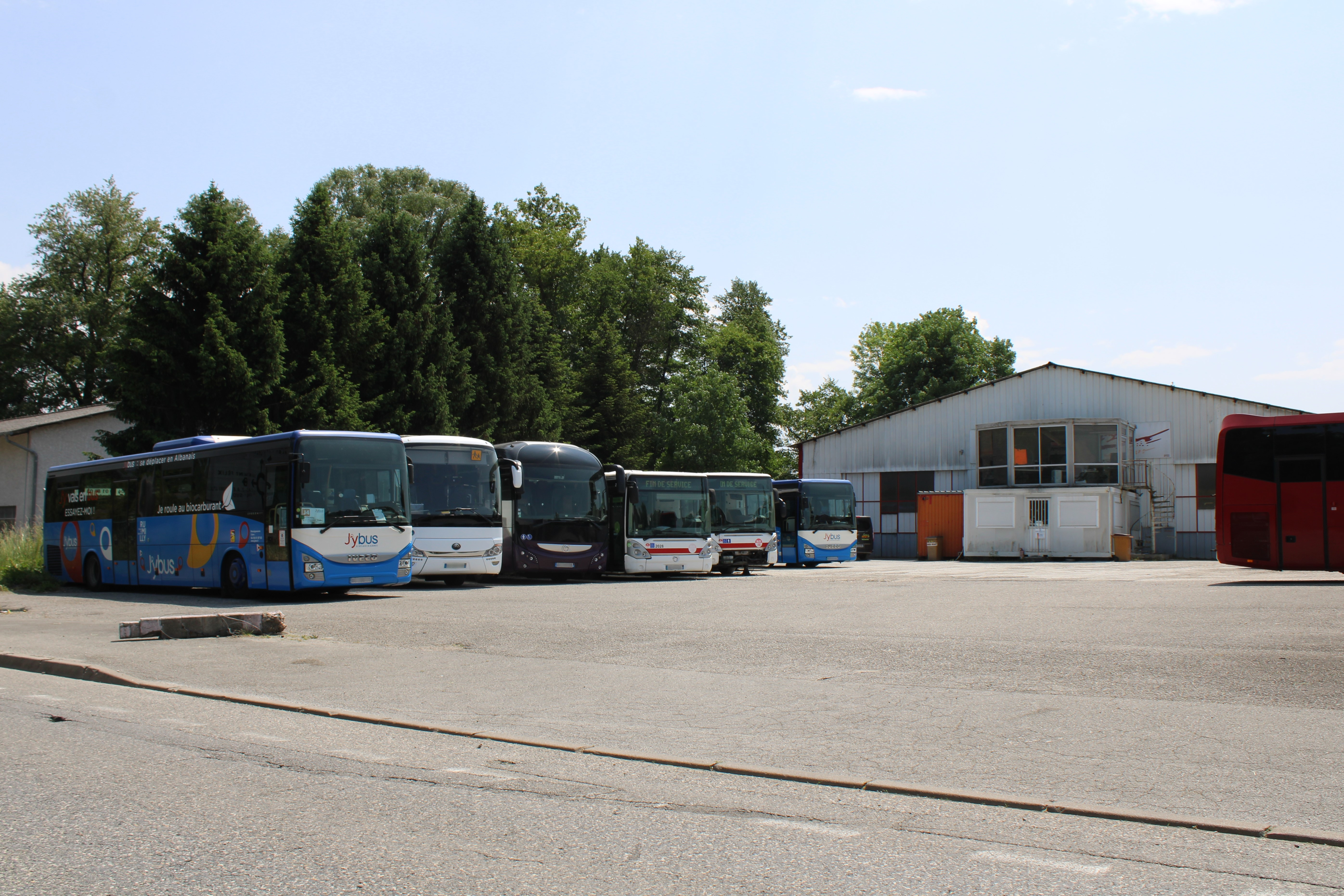
Dépôt d’Albanais Voyages dans l’Avenue Jean Moulin (J4)

### Sécurité
Conformément à la législation en vigueur, l’ensemble du parc est soumis à un contrôle technique, effectué par un centre indépendant et reconnu, valable 6 mois. Au cours de cette visite, tous les éléments de sécurité ainsi que l’arrimage des sièges, le fonctionnement des portes ou encore les feux sont vérifiés.

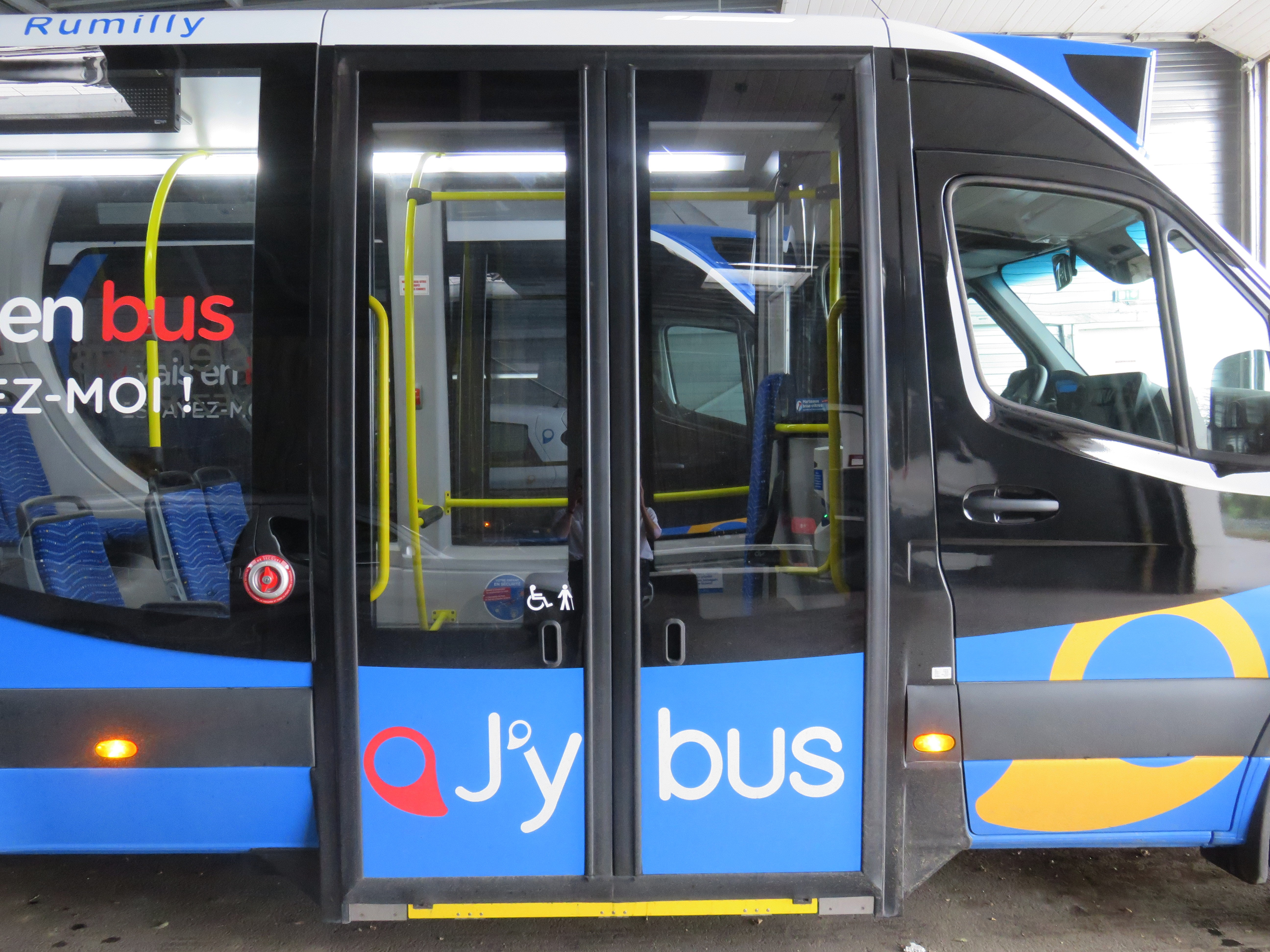
Les portes des véhicules sont dotées de bords sensibles, capables d’empêcher leurs fermetures en cas d’anomalie. On note aussi, à gauche, la présence du robinet d’ouverture d’urgence depuis l'extérieur.

Les portes sont dotées de bords sensibles, capable de remarquer la présence d’un corps étranger entre les battants,. En cas d’anomalie, cette sécurité entraîne un phénomène de réversion, c’est-à-dire la réouverture des portes. En cas de problème empêchant l’ouverture des battants depuis le poste de conduite, deux mécanismes, l’un à l’extérieur et l’autre à l’intérieur, sont installés à proximité des portes latérales et permettent de déclencher la décompression, c’est-à-dire le fait de vider les réserves d’air comprimé, rendant ainsi les battants inertes et maniables à la main.
Ils sont également dotés de moyens de lutte contre l’incendie, notamment un extincteur, qui est situé contre le poste de conduite,.

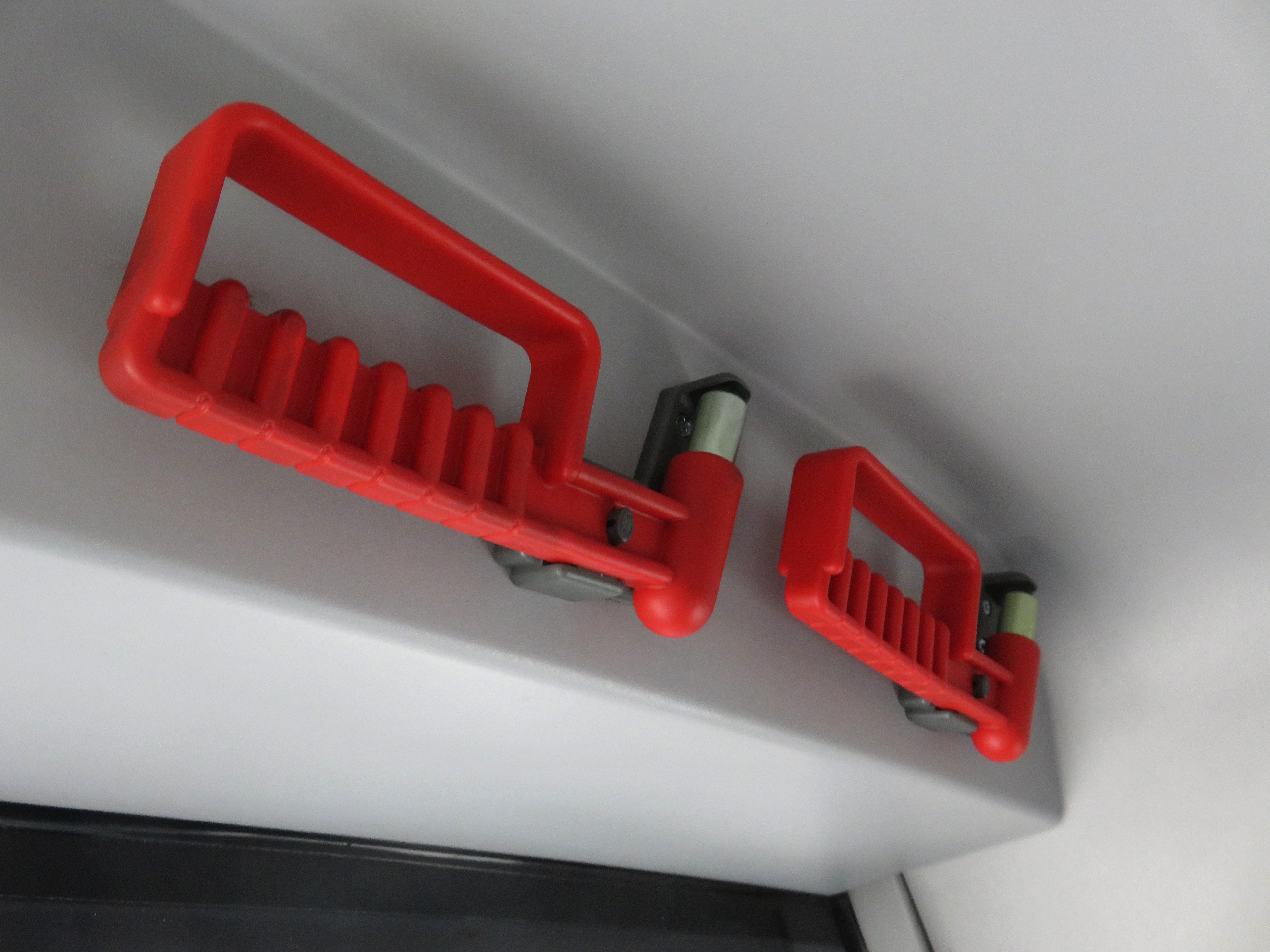
L’ensemble des véhicules est équipés de marteaux brise-vitre afin de pouvoir casser les vitres pour évacuer en cas d’urgence.

Enfin, tous les bus sont équipés de marteaux brise-vitre situés derrière le conducteur. Conformément à la législation en vigueur pour les minibus, une vitre latérale et la glace arrière des véhicules, signalés par la mention « Issue de secours », peuvent être brisées afin d’évacuer le bus en cas d’urgence (incendie, accident,...).

### Personnel d’exploitation
Au moment de son lancement, le réseau est exploité avec 10 conducteurs-receveurs, à raison de 4 pour le sous-traitant, les Voyages Grillet, et 6 pour la Sibra,. Ces derniers ont été recrutés et formés en titre professionnel dans le cadre d’une reconversion. Le chef de centre, qualifié au titre d’agent de maitrise, provient également de la SPL où il était affecté à la gestion du planning. Un certain nombre de conducteurs annéciens sont habilités à conduire sur le réseau rumillien afin de pallier les absences des conducteurs titulaires, tandis que les fonctions « support » tels que la communication/marketing, la comptabilité ou encore l’étude et méthodes sont mutualisés avec le réseau annécien et n’apparaissent donc pas dans les effectifs J’ybus.
La communauté de communes dispose également de personnel dédié, notamment un agent d’accueil commercial pour la vente de titre de transport et un mécanicien.
Depuis le 1er novembre 2021, afin de renforcer le contrôle sur les lignes effectué jusque-là par un prestataire externe, la SCAT, une partie du personnel est formée et habilitée pour le contrôle d’identité et des titres de transport, ainsi que pour la rédaction de procès-verbaux,. Trois agents sont ainsi formés, à raison de deux conducteurs et du responsable de centre.

### Information aux voyageurs

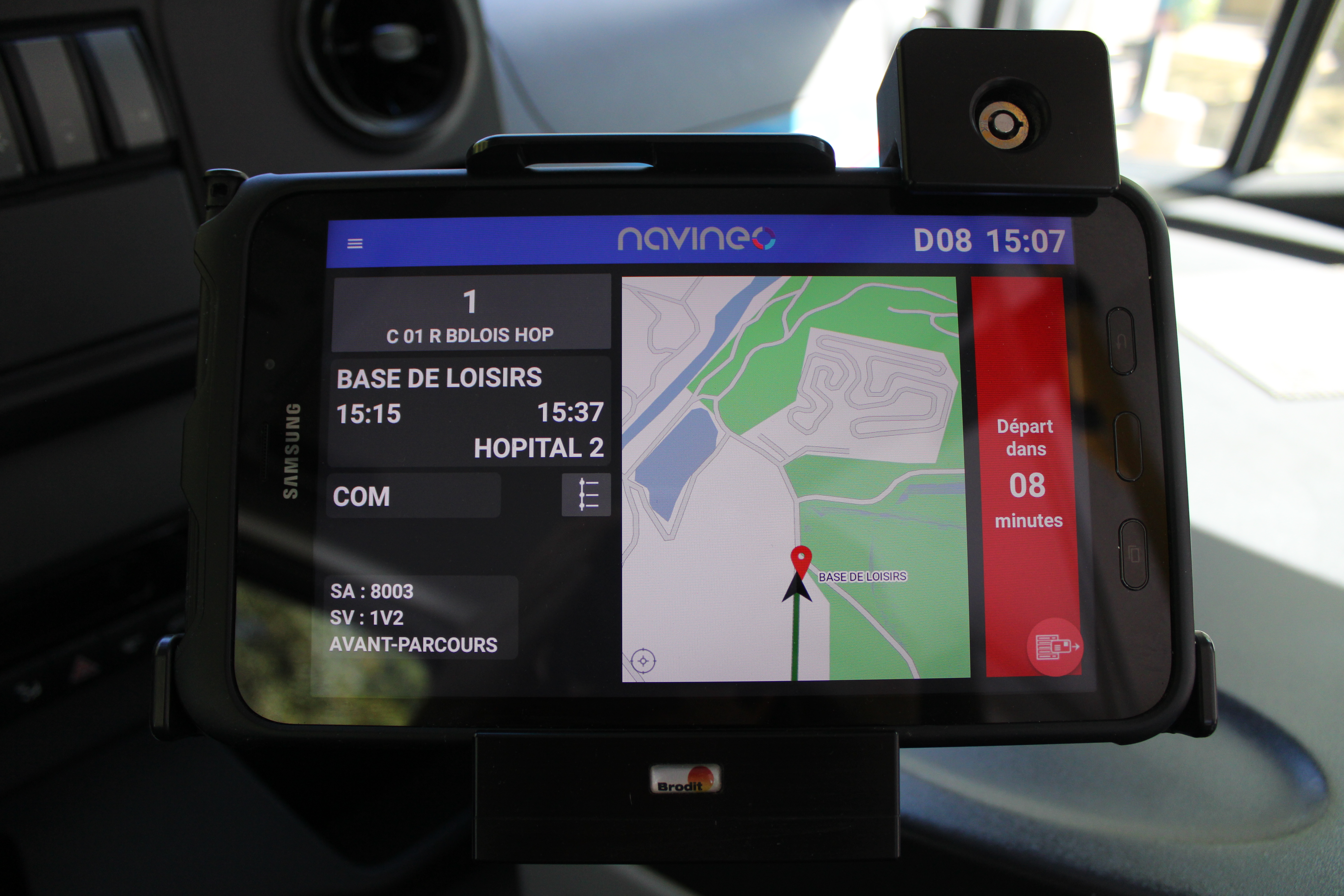
Le SAE installé à bord des véhicules.

Le réseau est doté, depuis juillet 2020, d’un système d'aide à l'exploitation et à l'information voyageurs (SAEIV), qui permet d’assurer le suivi en temps réel des bus, mais aussi de coordonner l’information aux voyageurs sur les différents supports.

#### À bord des bus

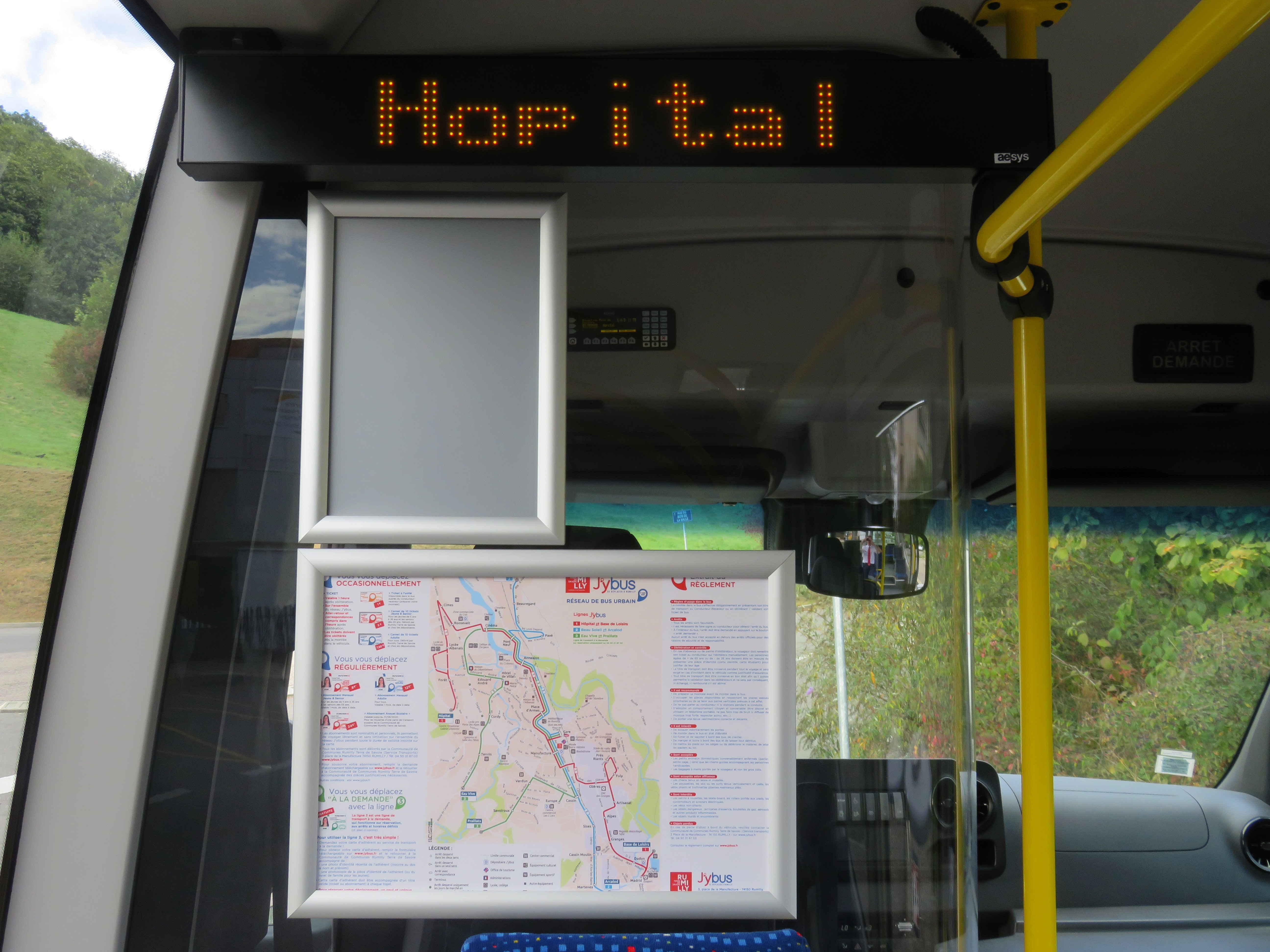
Un plan du réseau est présent à bord de chaque véhicule, ainsi que diverses informations utiles aux voyageurs. Au-dessus, le bandeau lumineux affiche le nom des arrêts desservis.

Les passagers disposent d’un certain nombre d’informations visuelles à bord des véhicules, regroupées en grande partie derrière le poste de conduite. En effet, ce dernier est séparé de l’espace dédiée aux voyageurs par une large baie vitrée sur laquelle se trouve deux tableaux d’informations. Le premier, relativement grand, comporte un plan du réseau, les tarifs, un résumé du règlement intérieur et un rappel du fonctionnement de la ligne en transport à la demande. Au-dessus de ce premier tableau se trouve un second, plus petit, dédié aux informations trafic (arrêts non desservis, changements d’itinéraires ou d’horaires,...). Un bandeau lumineux chapeaute ces deux tableaux et indique aux passagers le nom du prochain arrêt desservi ou de celui en cours de desserte. Afin de se repérer, les usagers peuvent également se référer à une grande affiche, collée au-dessus des portes, qui présente le thermomètre de chacune des lignes, c’est-à-dire la liste des arrêts desservis, ainsi que leur longueur.
Les informations visuelles sont complétées par un système d’annonces sonores. En effet, l’ensemble des bus du réseau sont équipés d’un haut-parleur intérieur qui annonce le nom du prochain arrêt desservi ou en cours de desserte tandis qu’un second haut-parleur, installé sous le capot moteur, rappelle le numéro de la ligne et sa destination lorsque les portes s’ouvrent.
Enfin, en montant dans le véhicule, les passagers peuvent prendre, dans une boîte fixée au-dessus de l’oblitérateur, le dépliant du réseau contenant le plan, les horaires, les tarifs et le règlement du réseau.

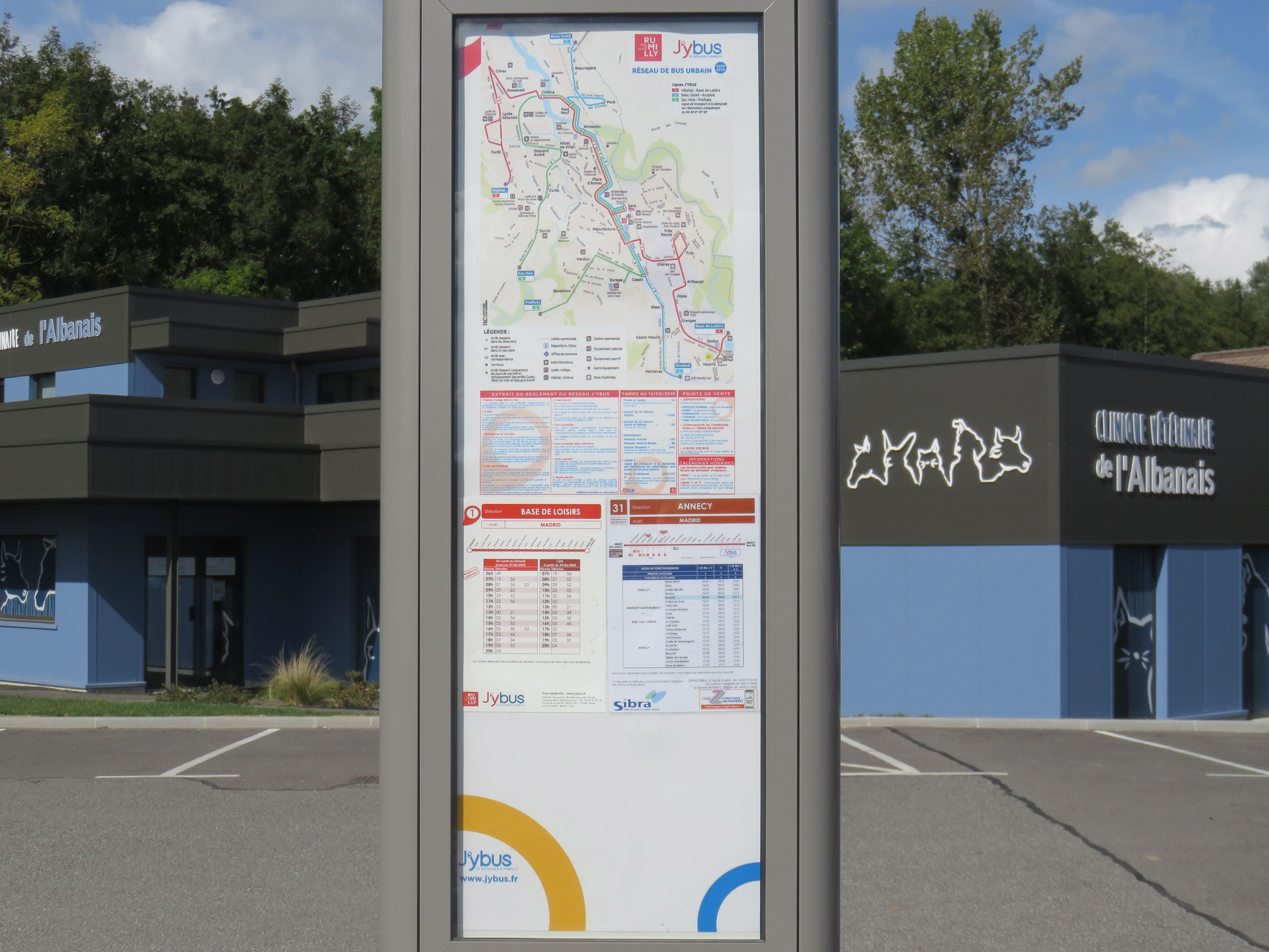
Les usagers disposent de nombreuses informations sur les arrêts, dont les fiches horaires des lignes urbaines et interurbaines.

#### Aux arrêts
Tous les arrêts sont dotés par défaut d’un plan, des tarifs (ainsi que des points de vente des tickets) et du règlement du réseau. En dessous de ces informations se trouve une fiche « Horus » par ligne desservant l’arrêt. Ces fiches rappellent plusieurs informations : le numéro, la destination et le thermomètre de la ligne, sa destination, ainsi que le nom de l’arrêt et les horaires de passages à ce dernier, et enfin les coordonnées du service transports de la communauté de communes, qui gère les demandes liées au réseau J’ybus.

#### Sur internet
Le réseau dispose de son propre site web,, www.jybus.fr, mis en ligne quelques mois avant le lancement du réseau. Disponible uniquement en français, il permet aux usagers de trouver de nombreuses informations concernant le réseau : fiches horaires, plans, tarifs, points de vente, règlement, infos trafic et actualités. Le site permet également de définir un itinéraire, télécharger la fiche horaire d’un arrêt ou encore entrer de faire une demande ou une réclamation concernant le réseau à l’aide d’un formulaire de contact. Il est également possible de s’abonner à la newsletter afin de recevoir les infos trafic par SMS et/ou mail.
J’ybus est présent sur le réseau social Facebook, et dispose de sa propre application mobile, téléchargeable sur smartphones Android et iOS, depuis mars 2021,. Les informations du réseau sont également disponibles sur l’application mobile du réseau Sibra afin de permettre une plus grande intermodalité entre les deux réseaux.

### Financement
Financement du réseau J’ybus (prévisions).
- Versement transport (74,3 %)
- Budget communauté de communes (17,6 %)
- Titres de transports (8,1 %)

Le budget de fonctionnement du réseau J’ybus est estimé, au moment de son lancement, à environ 740 000 €. Son financement est assuré par trois entrées d’argent :
- la principale, qui permet de couvrir près des trois quarts des frais de fonctionnement du réseau, est le versement mobilité (VM), anciennement versement transport (VT). Il s’agit d’une contribution mise en place par la communauté de communes depuis le 1er juillet 2018[56] et prélevée sur toutes les entreprises présentes sur son territoire embauchant plus de 11 personnes. Les revenus liés au VT sont estimés à environ 550 000 €[MR 10], soit 74 % du total ;
- l’intercommunalité participe également au financement de J’ybus en insufflant, via son budget global annuel, 130 000 €[MR 10] dans les caisses du réseau afin de permettre l’exploitation de celui-ci. Cette entrée d’argent représente 17 % des frais de fonctionnement ;
- les recettes commerciales du réseau, qui se compose des ventes de tickets et d’abonnement ainsi que du règlement des contraventions, est estimé à 60 000 €[MR 10]. Il s’agit de la plus petite part du budget de fonctionnement, puisque cette entrée d’argent ne représente que 8 % du total.

### Tarification et points de vente

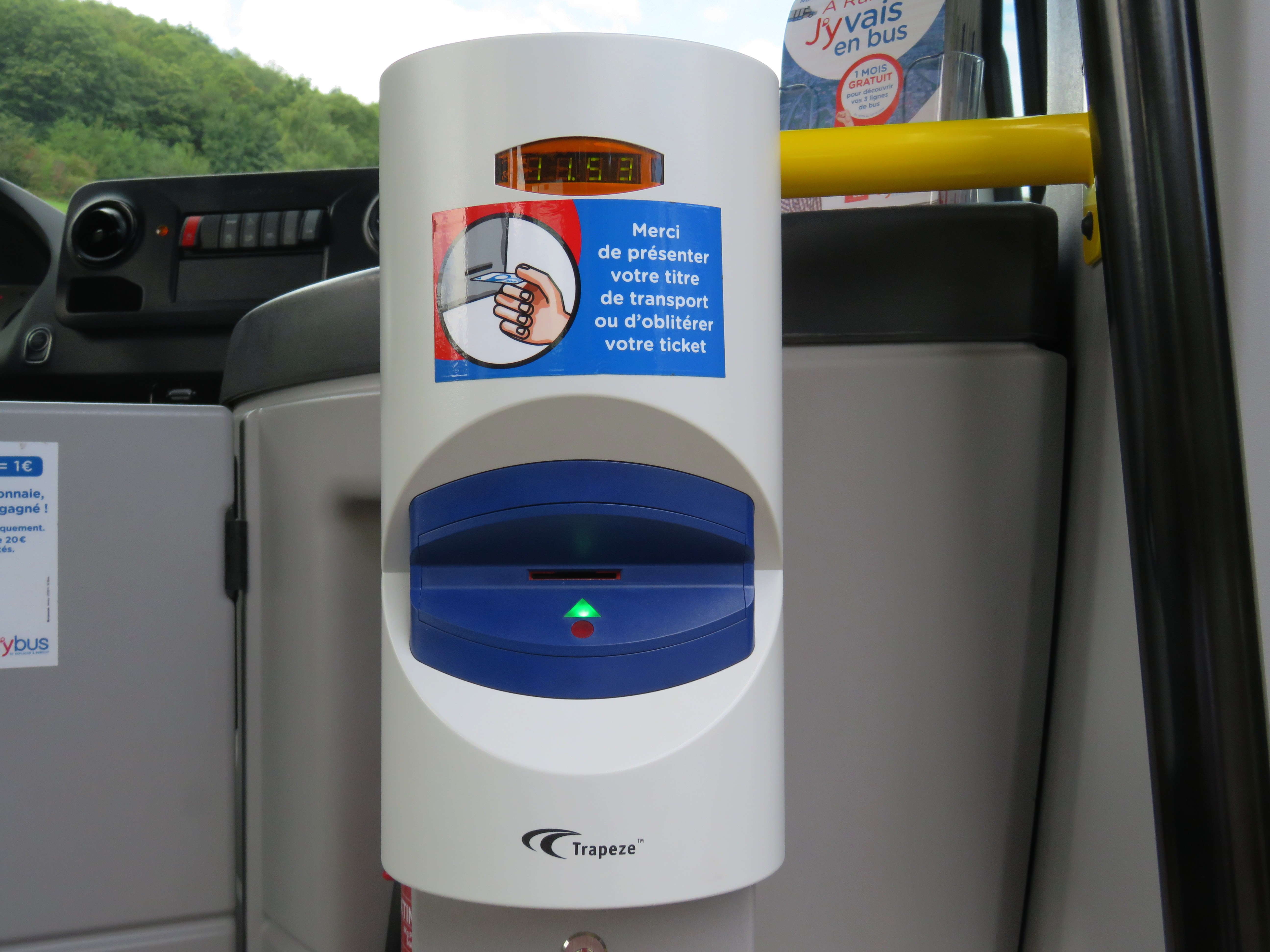
Chaque véhicule est équipé d’un oblitérateur, où les usagers doivent valider leurs tickets, y compris en correspondance.

Au moment de son lancement en septembre 2019, le réseau reste gratuit pendant un mois afin de permettre aux usagers de découvrir le service. Cette gratuité est en vigueur du 14 septembre au 14 octobre 2019 inclus. À compter de cette date, l’accès aux véhicules est rendu payant, avec une billettique sous forme de tickets papiers et d’abonnements imprimés sur des cartes PVC. Les premiers sont valables une heure et sont à composter lors de la montée, y compris en correspondance, dans les oblitérateurs installés à cet effet à bord des bus,, tandis que les seconds sont à présenter au conducteur en montant dans le véhicule,.
La gratuité reste toutefois appliquée à quelques catégories de personnes, notamment les enfants de moins de 5 ans, ainsi que les anciens combattants, veuves et orphelins de guerre. Les forces de l’ordre, à la fois les policiers municipaux et nationaux mais également les gendarmes, se voient également exemptés de titres de transport sur simple présentation de leur carte de service. Enfin, le personnel J’ybus et les agents du service transports de l’intercommunalité sont autorisés à voyager gratuitement sur le réseau.

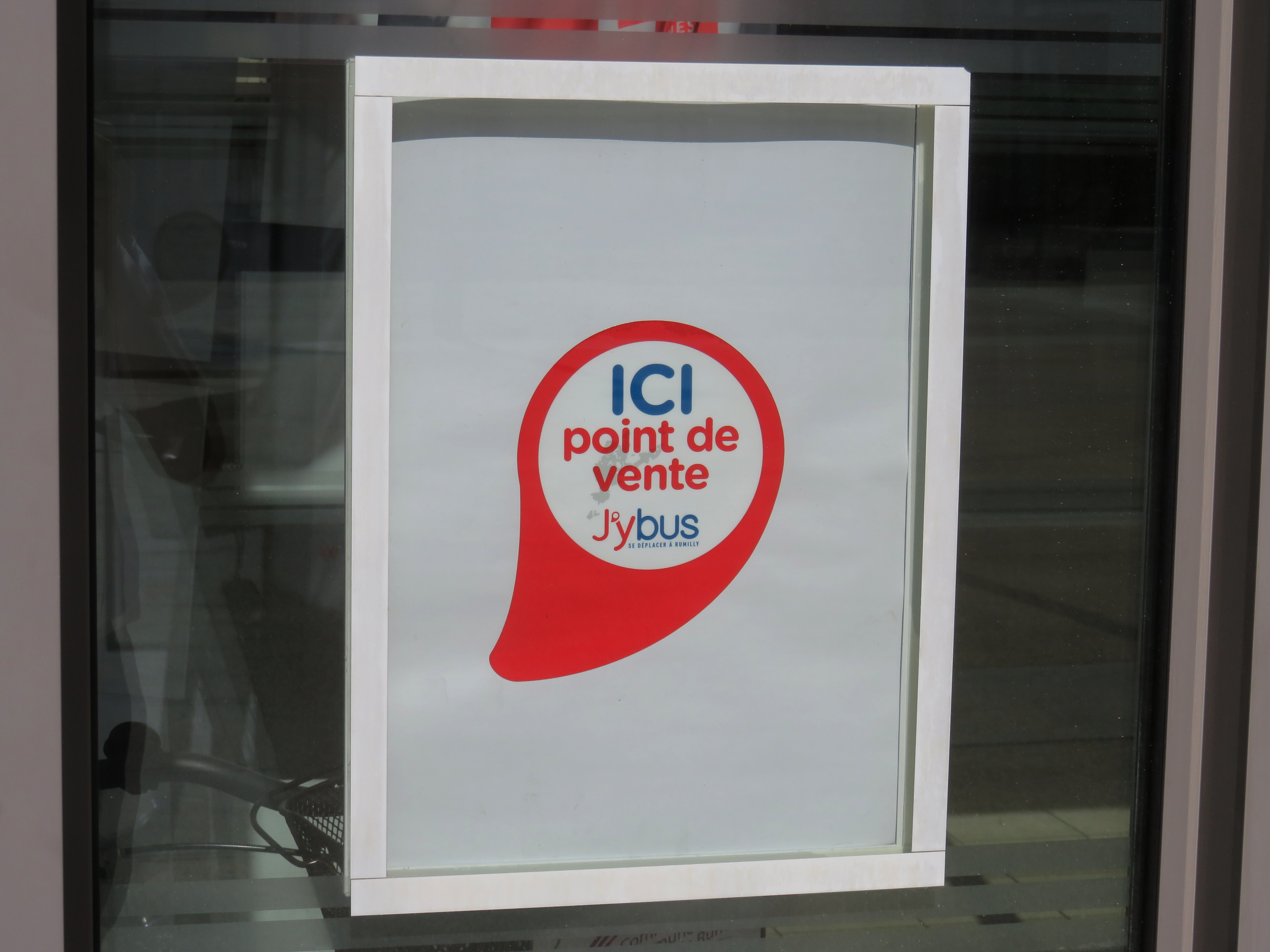
Un réseau de dépositaires, signalés par une affiche sur leurs devantures, sont habilités à vendre des carnets de tickets.

Pour les autres usagers, les tickets unitaires sont en vente uniquement à bord des véhicules, auprès des conducteurs. Le prix de ce ticket est unique, tandis que des carnets de 10 tickets sont proposés à tarif préférentiel à tous, et à tarif réduit pour les personnes de moins de 26 ans ou de plus de 65 ans. Ils sont vendus par un réseau de 9 dépositaires (en 2022), composé principalement de bureaux de tabac et de commerces, qui se signalent par un symbole spécifique apposé sur leurs devantures.

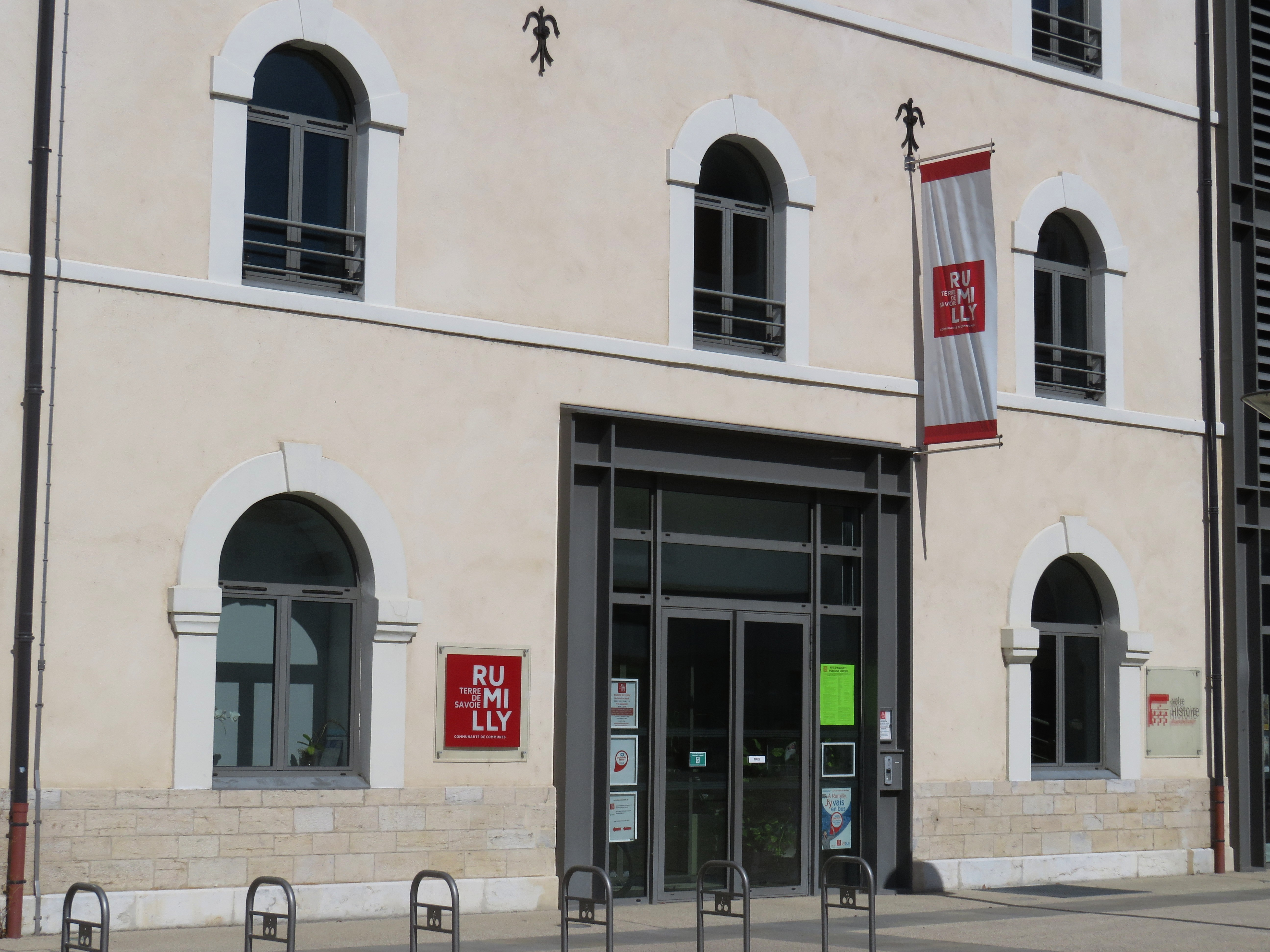
Le service transport, installé au siège de la communauté de communes, vend la plupart des titres de transport.

Le service transports de la communauté de communes reste le principal point de vente pour les titres de transport, les proposant tous à la vente à l’exception du ticket unitaire. Installé au siège de l’intercommunalité, qui se trouve au 3 place de la Manufacture à Rumilly (45° 34′ 05″ N, 5° 55′ 14″ E), il assure une permanence pour le public du lundi au vendredi et est notamment le seul endroit à pouvoir fournir des abonnements. Ceux-ci sont mensuels ou annuels, de date à date, excepté pour le scolaire+ qui, vendu en combinaison avec la carte de transport scolaire, couvre l’année scolaire du 1er septembre au 31 août de l’année suivante. Un tarif réduit est disponible, selon la même logique que celle appliquée aux carnets de tickets, aux personnes âgées de moins de 26 ans ou de plus de 65 ans, mais aussi aux demandeurs d’emploi ou titulaires du RSA.
Une tarification dite solidaire est également proposée aux personnes bénéficiaires de la couverture maladie universelle complémentaire (CMUC) ou de l’Aide médicale d’État (AME), ainsi qu’à celles détentrices d’une carte d’invalidité.

## Impact socio-économique

### Trafic

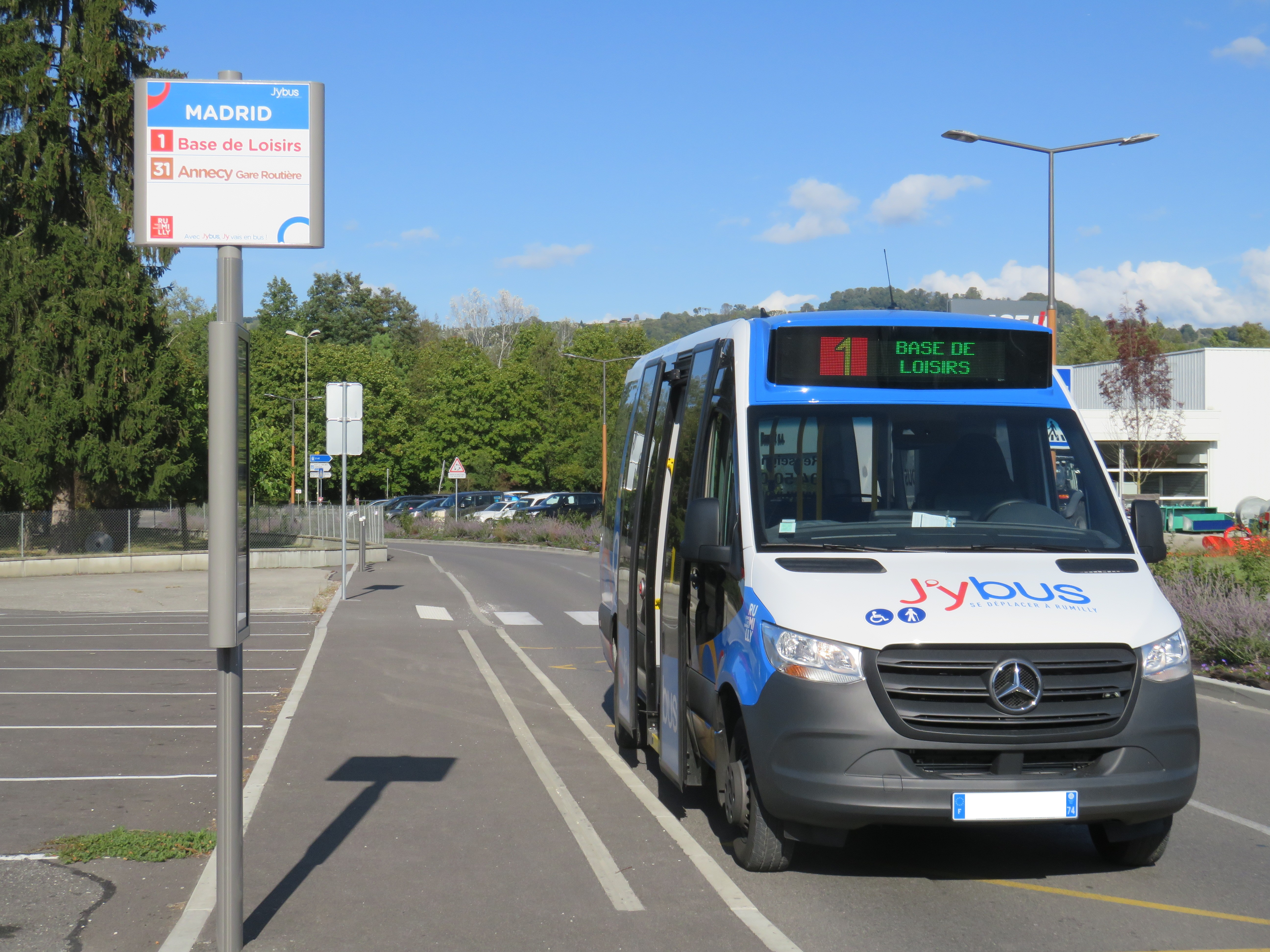
Avec près de 205000 voyageurs comptabilisés en 2023, la ligne 1 est de loin la plus fréquentée du réseau.

En raison de la mise en service récente du réseau, qui remonte au 14 septembre 2019, les chiffres de sa fréquentation ne sont pas très parlants. En effet, il faut tenir compte du fait que les chiffres de 2019 ne couvrent que trois mois et demi de l’année civile. L’offre kilométrique augmente donc de plus de 200 % entre les deux exercices, mais cette hausse soudaine se justifie par le fait que les chiffres 2020 couvrent l’année entière, du 1er janvier au 31 décembre. Cette seconde année est également marquée par le premier confinement liée à la pandémie de Covid-19, qui affecte grandement les chiffres avec une interruption temporaire des lignes. La ligne 2 est ainsi suspendue pendant 55 jours, et même 78 jours pour la ligne 3. Si la ligne 1 ne compte que 5 jours d’arrêt, il faut toutefois tenir compte de sa faible fréquentation pendant les deux mois de ce premier confinement, avec une moyenne de 41 montées par jour au mois d’avril, alors que son service était assuré dans son ensemble.
Répartition de la fréquentation du réseau par lignes en 2023.
- Ligne 1 (71,37 %)
- Ligne 2 (10,86 %)
- Ligne 3 (0,71 %)
- Ligne J4 (6,54 %)
- Ligne J5 (10,52 %)

À partir de 2023, l’intégration des lignes 32 et 33 sous les indices J4 et J5 du réseau permettent d’augmenter l’offre kilométrique de près de 110 000 kilomètres, faisant par la même occasion augmenter la fréquentation de plus de 30 000 passagers. La ligne 1 reste toutefois la plus fréquentée du réseau, avec 204 574 voyageurs annuels. Les lignes 2 et J5 transportent plus de 30 000 personnes par an, tandis que la J4 tourne autour de 18 700 passagers. La ligne 3, en transport à la demande depuis le lancement du réseau, plafonne à un peu plus de 2 000 usagers annuels.
| Année | Fréquentation (voyages) | Nombre de kilomètres parcourus | Voyages par an et par habitant |
| ----- | ----------------------- | ------------------------------ | ------------------------------ |
| 2019  | 74 647                  | 61 591                         | 1,21                           |
| 2020  | 113 658                 | 187 986                        | 0,60                           |
| 2021  | 179 858                 | 200 282                        | 0,90                           |
| 2022  | 234 239                 | 209 089                        | 1,12                           |
| 2023  | 286 629                 | 394 771                        | 0,73                           |

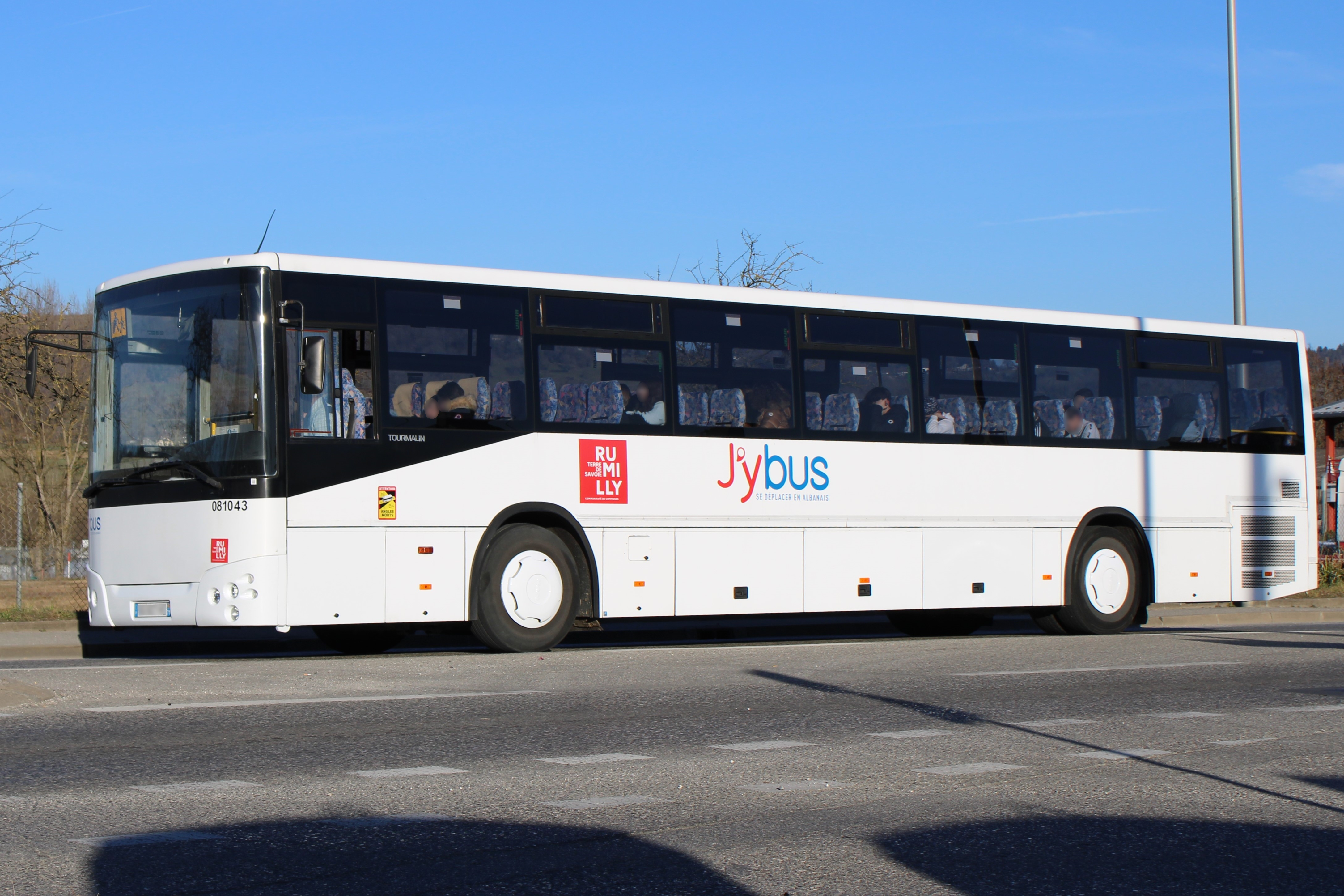
Afin de faire face à l’importante fréquentation, la ligne 1 est partiellement doublée par un autocar sur certains départs.

Le réseau est toutefois très rapidement victime de son succès. Dès septembre 2020, l’impossibilité d’embarquer tous les élèves en heures de pointe, principalement au niveau du collège du Chéran (arrêt Madrid), est évoqué en conseil communautaire. Dans le même temps, le renforcement de l’offre sur la ligne 1 par l’acquisition d’un sixième autobus, envisagé lors du vote du budget 2020, est finalement repoussé à 2021 à la suite des pertes financières liées à la pandémie de Covid-19,. Les crédits prévus sont alors réemployés pour co-financer, en partenariat avec l’ADEME, une étude destinée à définir la possibilité d’exploiter un midibus électrique sur le réseau. En 2021, les horaires du réseau urbain sont décalés afin d’inciter les collégiens à privilégier les cars scolaires, mais l’opération manque son objectif puisque le problème revient sur la table du conseil communautaire en octobre 2021. Il est alors décidé, en heures de pointe, de doubler la ligne 1 par un autocar scolaire. Réservé aux personnes titulaires d’un abonnement jeune, celui-ci est mis en service à compter du 8 novembre suivant et dessert les arrêts Artisanat, Prés Riants et Fuly au départ de Madrid. Sur la ligne 1, dont les horaires sont modifiées au 28 février 2022, un temps de régulation à l’arrêt Madrid est mis en place afin de tenir compte dans les temps de parcours de la prise en charge des collégiens aux heures de fin des cours. Malgré ces modifications, la ligne 1 reste sur-fréquentée et de nombreuses personnes sont refusées en raison d’un manque de place. Sur la seule année 2022, ce chiffre s’élève à 301 refus.

### Événements
Le réseau est quelquefois présent sur les événements organisés sur le bassin rumillien. On le retrouve ainsi, le jour de son lancement, avec un stand et l’exposition statique d’un minibus du réseau sur le parvis du Quai des Arts à l’occasion du village du développement durable,.